# Lista de endossos à campanha presidencial de Lula em 2022
Essa é uma lista de endossos à campanha presidencial de Lula em 2022, que contabiliza apoios individuais e de organizações em torno da campanha pela presidência de Luiz Inácio Lula da Silva (PT) e a vice-presidência de Geraldo Alckmin (PSB) na eleição presidencial de 2022.

## Ex-representantes do Executivo federal

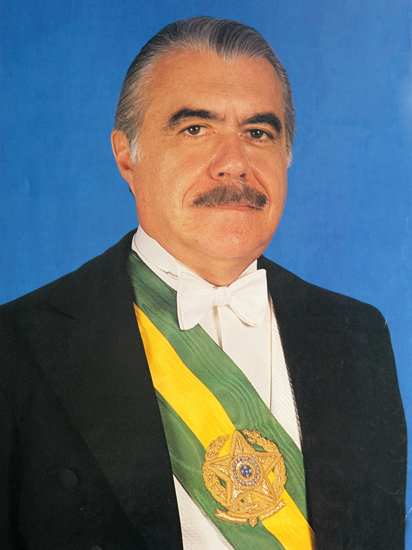
José Sarney

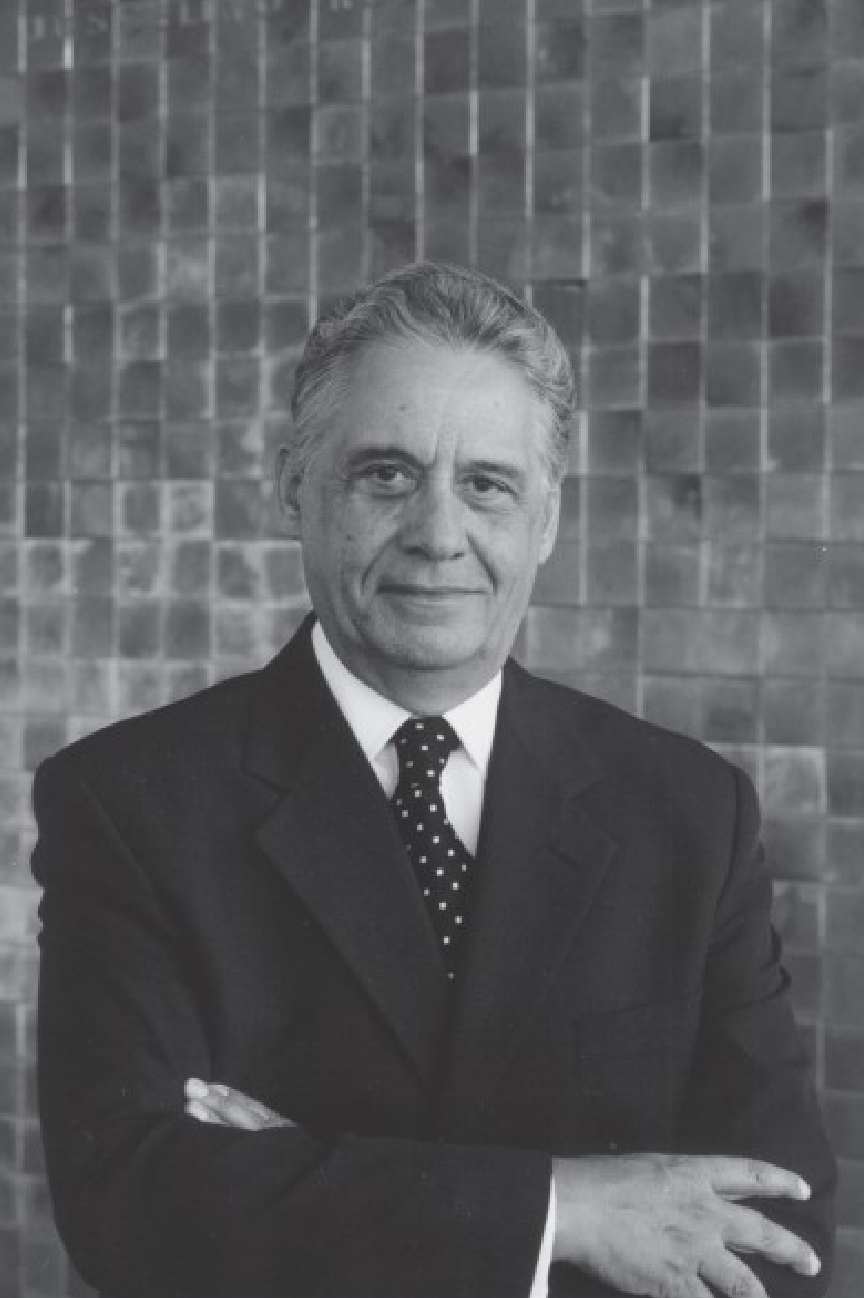
Fernando Henrique Cardoso

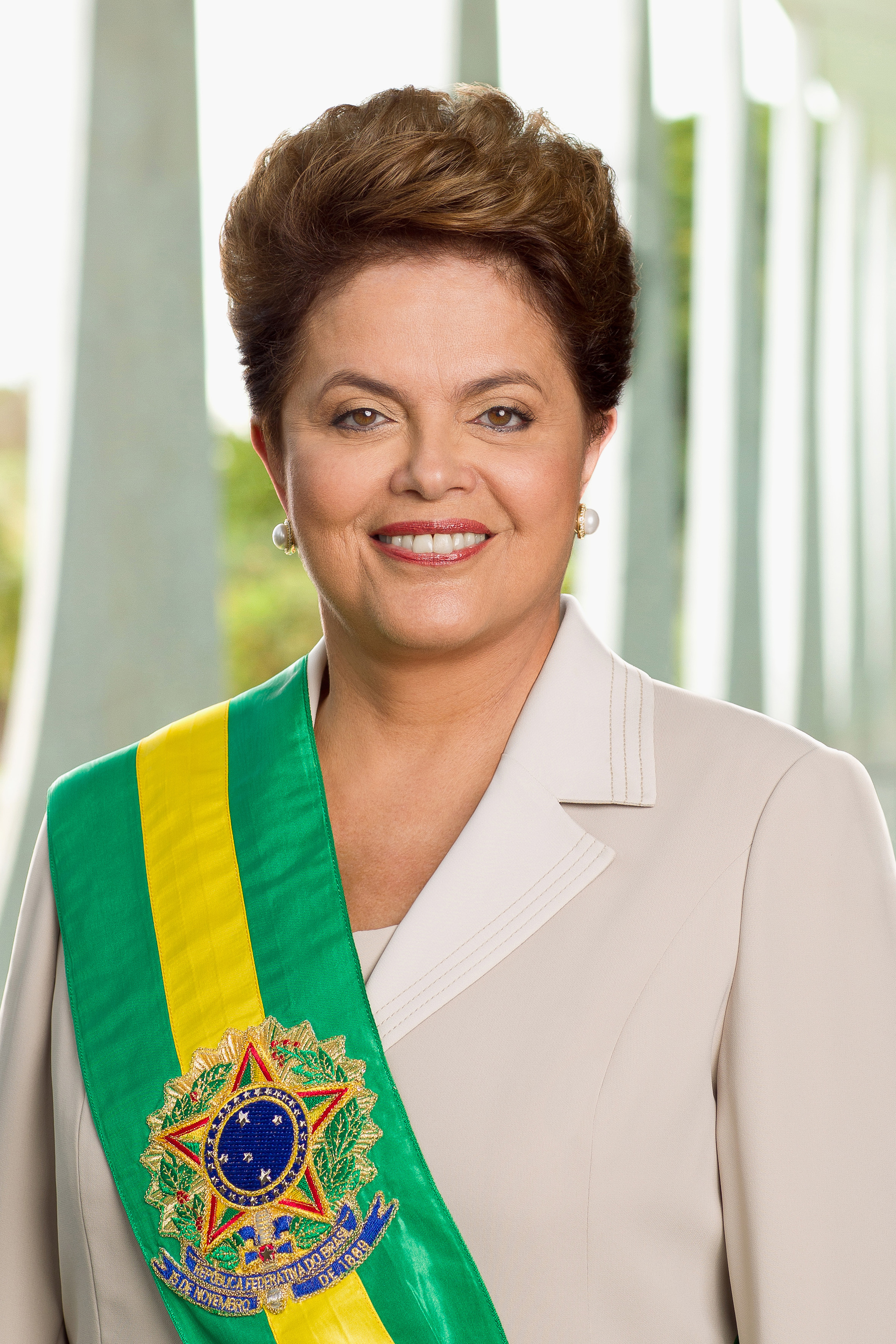
Dilma Rousseff

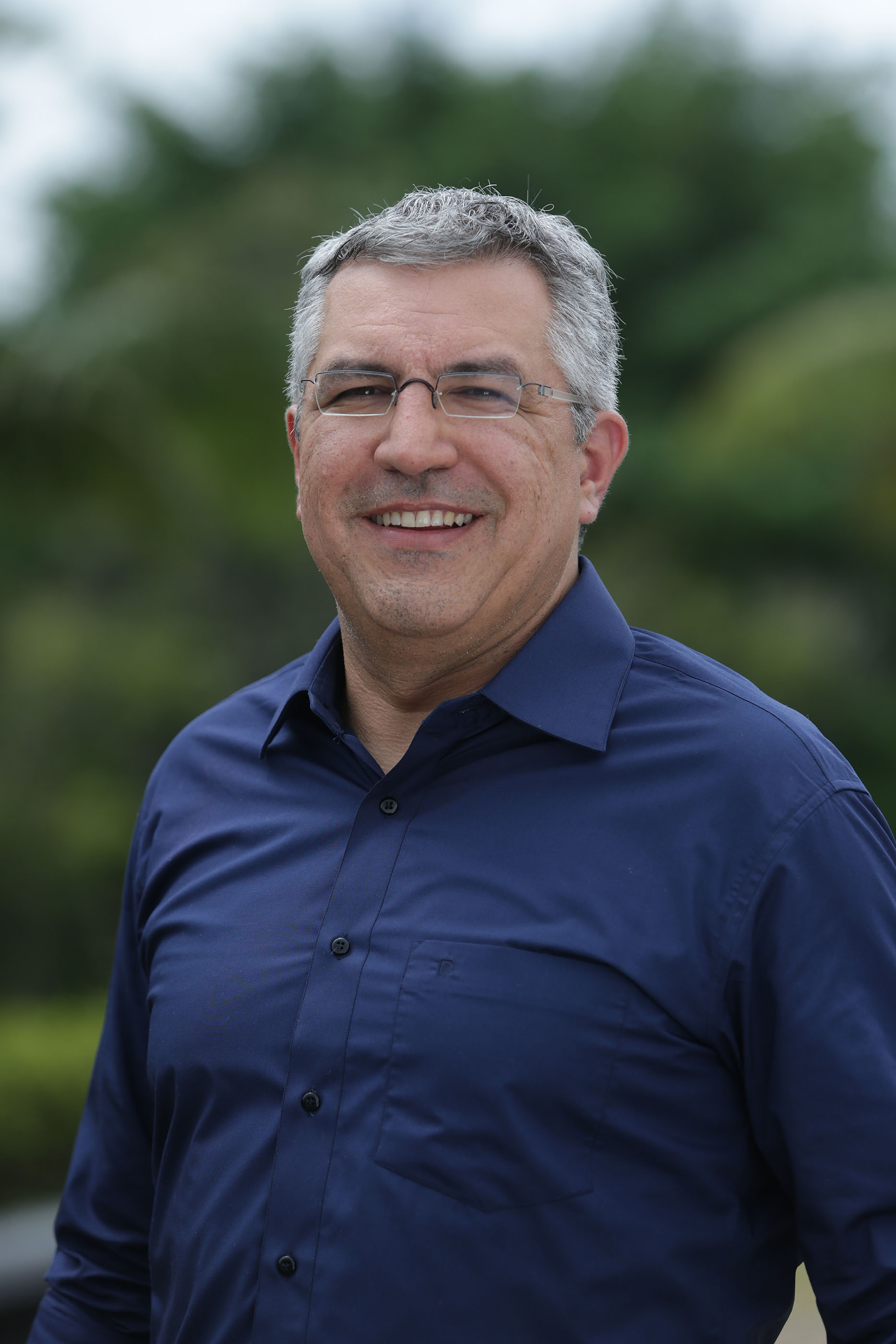
Alexandre Padilha

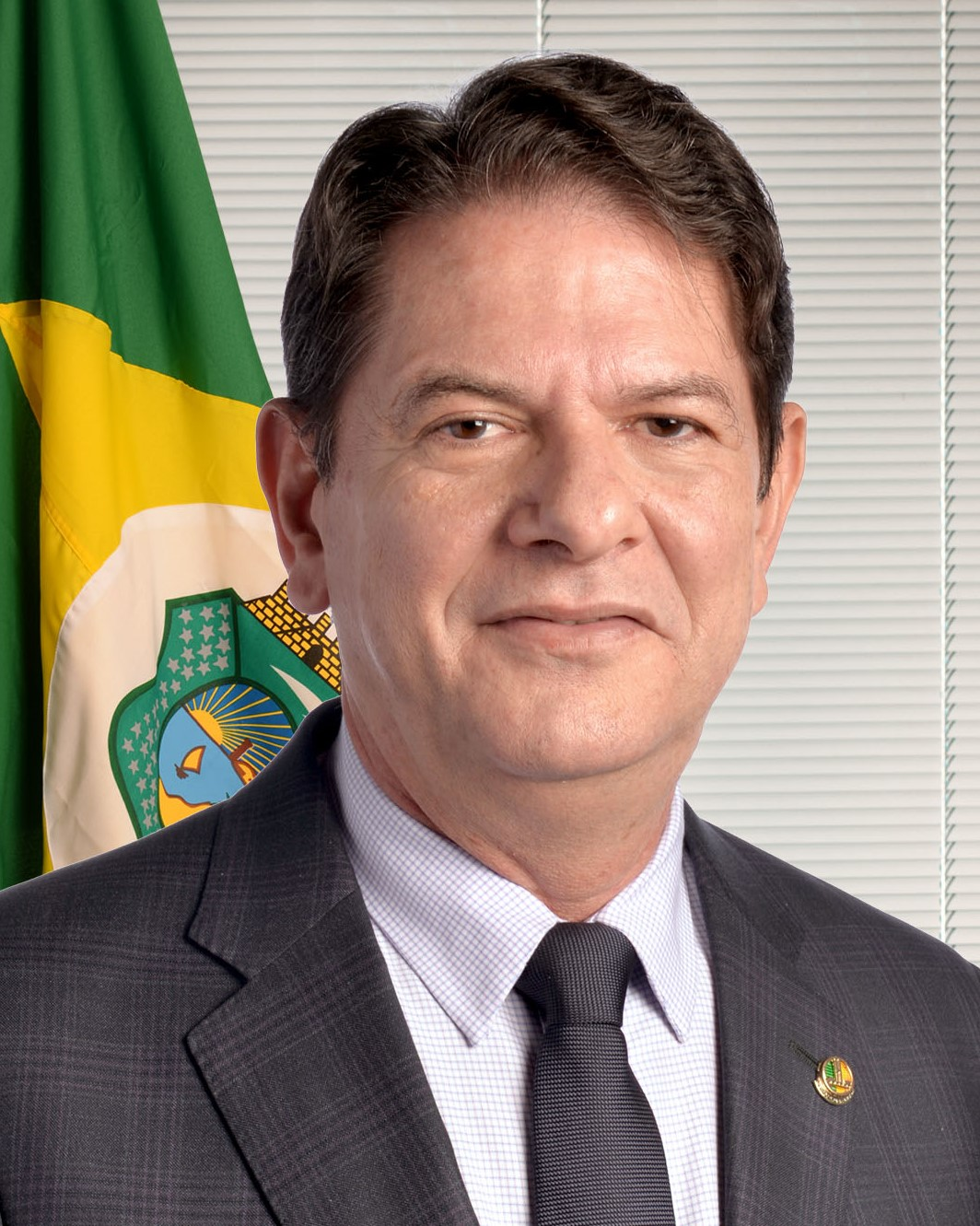
Cid Gomes

Ciro Gomes

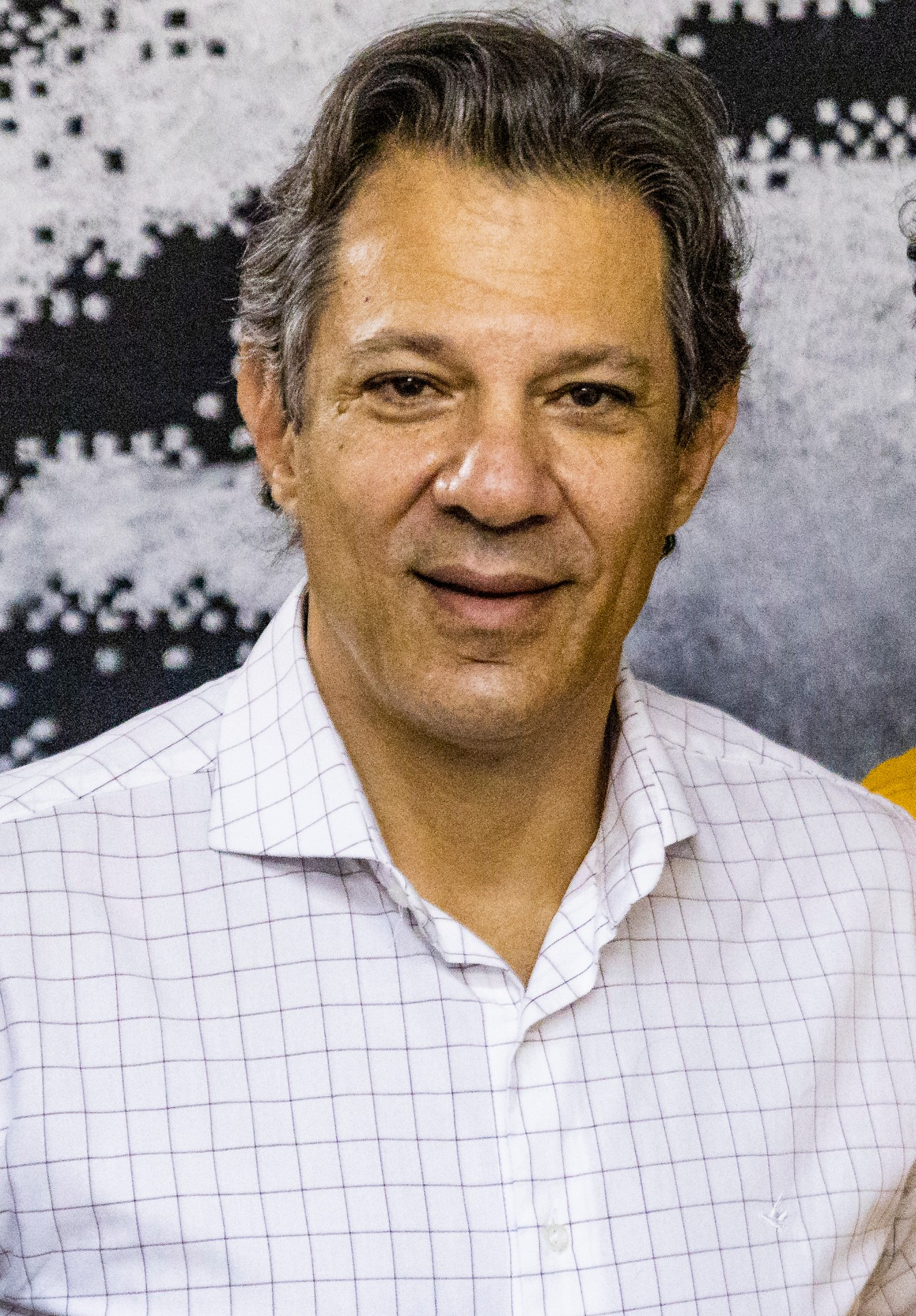
Fernando Haddad

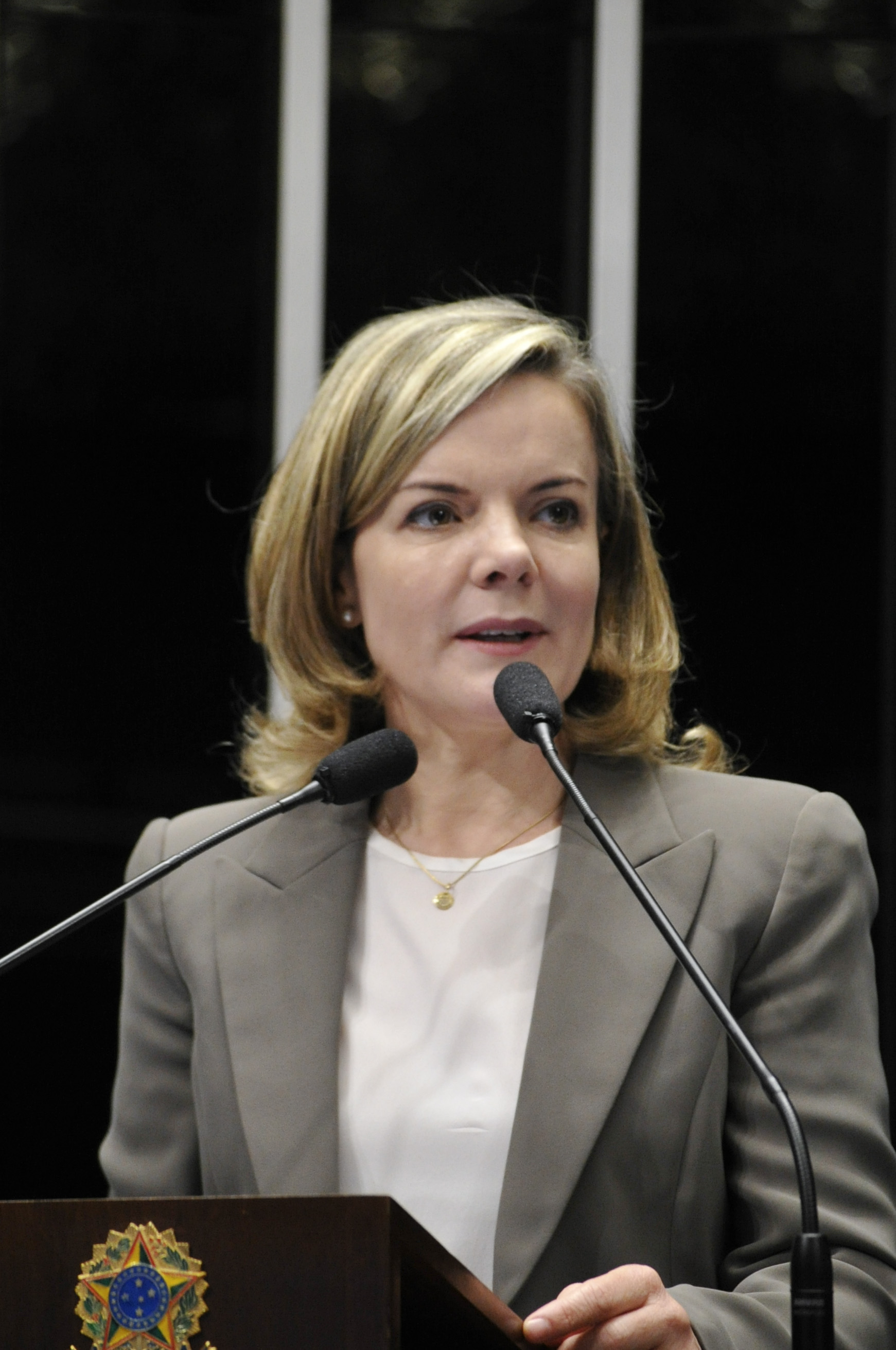
Gleisi Hoffmann

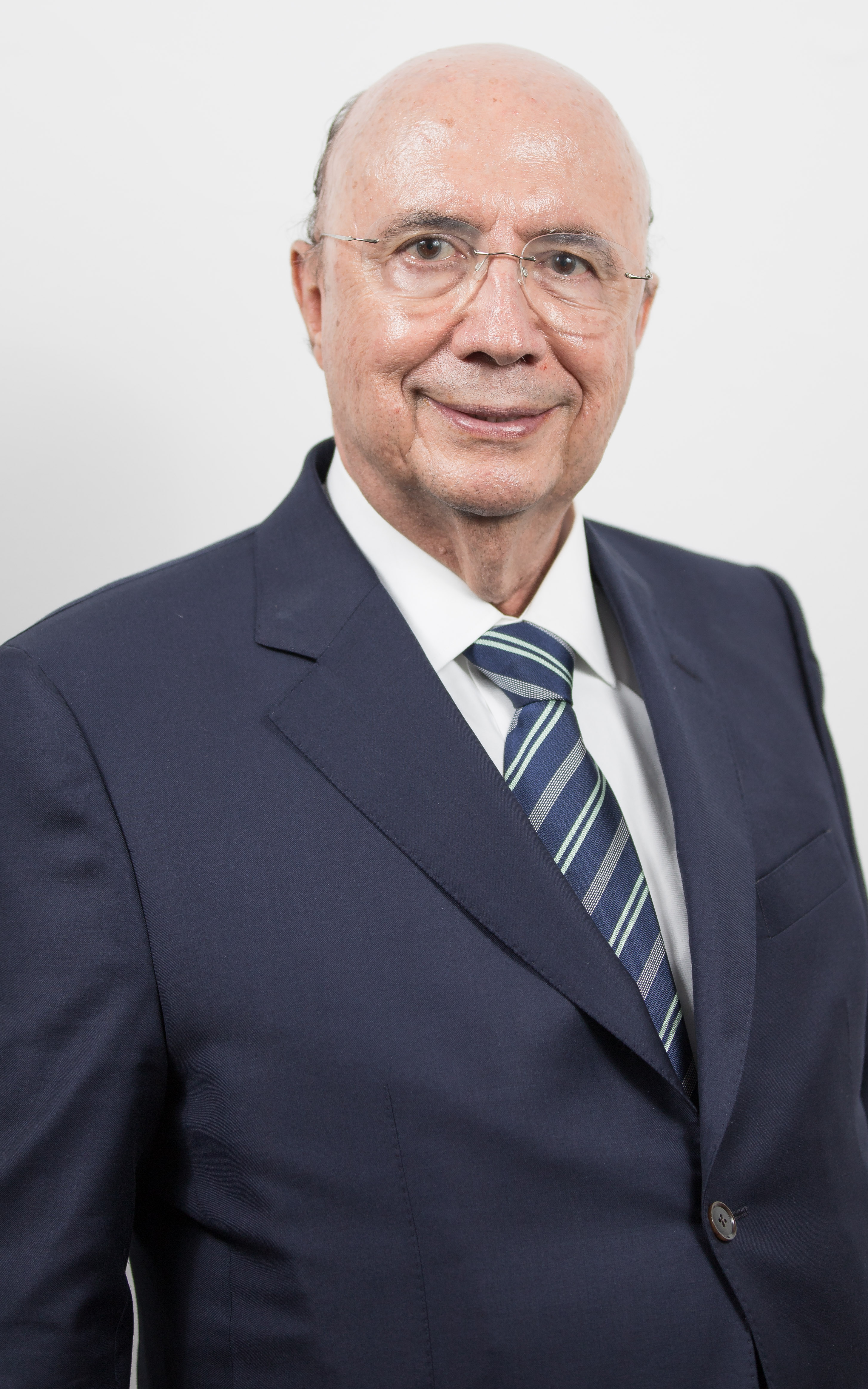
Henrique Meirelles

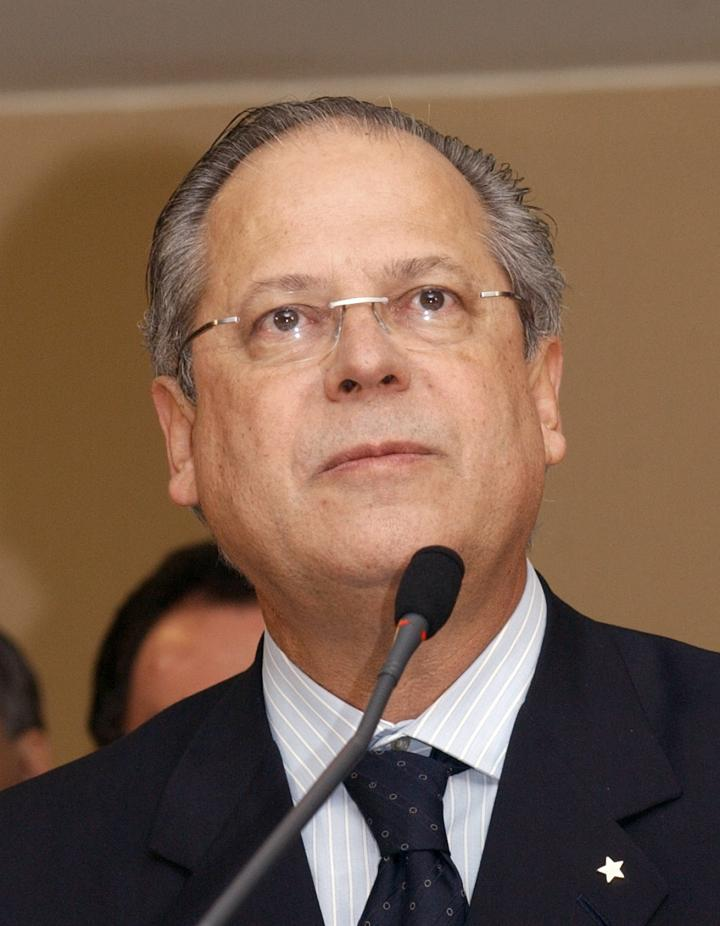
José Dirceu

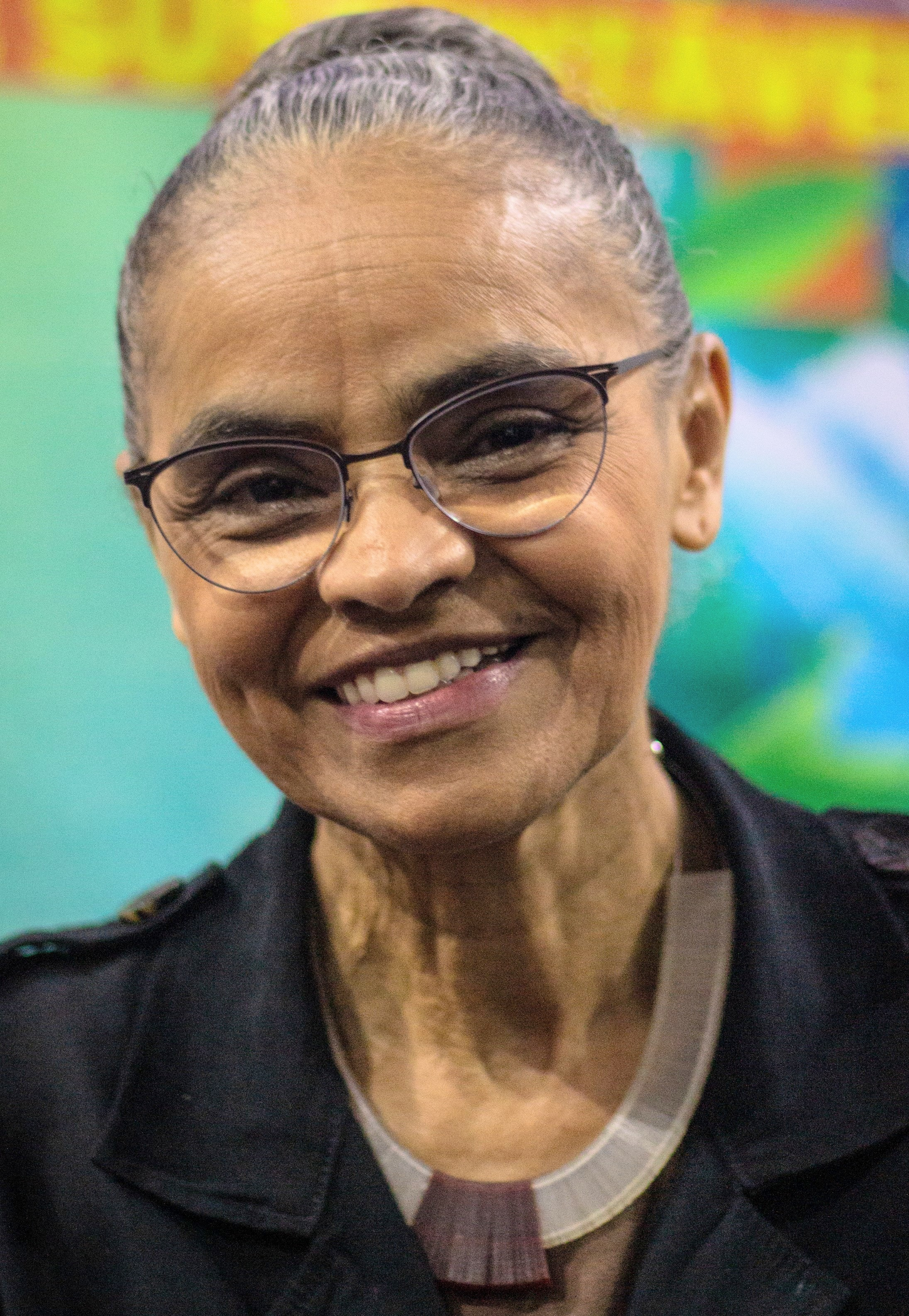
Marina Silva

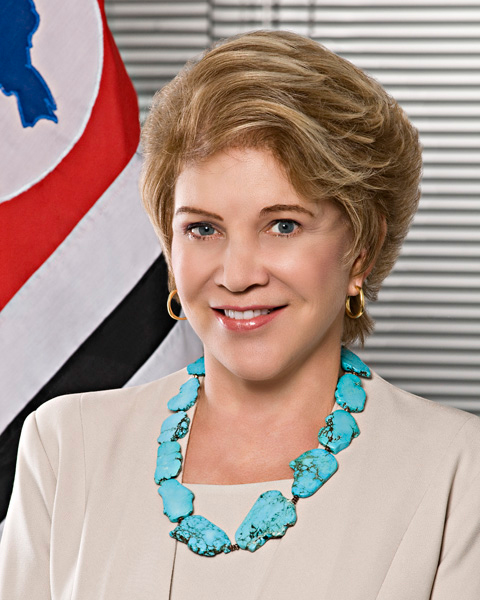
Marta Suplicy

### Presidentes
- José Sarney, 31.º Presidente do Brasil (1985-1990), 20.º Vice-presidente do Brasil (1985-1985), Presidente do Senado Federal do Brasil (2009-2013), Senador pelo Amapá (1991-2015), Senador pelo Maranhão (1971-1985), 48.º Governador do Maranhão (1966-1970).[3]
- Fernando Henrique Cardoso, 34.º Presidente do Brasil (1995-2003), Ministro da Fazenda do Brasil (1993-1994), Ministro das Relações Exteriores do Brasil (1992-1993), Senador por São Paulo (1983-1992).[4]
- Dilma Rousseff, 36.ª Presidente do Brasil (2011-2016), Ministra-chefe da Casa Civil (2005-2010), Ministra de Minas e Energia (2003-2005), Secretária de Minas, Energia e Comunicações do Rio Grande do Sul (1993-2002), Secretária Municipal da Fazenda de Porto Alegre (1986-1988).[5]

### Ministros de Estado
- Agnelo Queiroz, Ministro do Esporte (2003-2006), Governador do Distrito Federal (2011-2015).[6]
- Alceni Guerra, Ministro da Saúde (1990-1992).[7]
- Alexandre Padilha, Ministro da Saúde (2011-2014).[8]
- Almino Monteiro Álvares Afonso, Ministro do Trabalho (1963), Vice-governador de São Paulo (1987-1991).[9]
- Aloizio Mercadante, Ministro da Ciência, Tecnologia e da Inovação (2011-2012), Ministro da Educação (2012-2014; 2015-2016), Ministro da Casa-Civil (2014-2015), Senador por São Paulo (2003-2011).[10]
- Aloysio Nunes, Ministro da Justiça (2001-2002), Ministro das Relações Exteriores (2017-2019), Senador por Sâo Paulo (2011-2019).[11]
- Antônio Delfim Netto, Ministro da Fazenda (1967-1974).[12]
- Arthur Chioro, Ministro da Saúde (2014-2015).[13]
- Benedita da Silva, Ministra da Secretaria Especial de Trabalho e Assistência Social (2003-2007), Senadora pelo Rio de Janeiro (1995-1999), Vice-governadora (1999-2002) e Governadora do Rio de Janeiro (2002-2003).[14]
- Carlos Lupi, Ministro do Trabalho e Emprego (2007-2011).[15]
- Carlos Minc, Ministro do Meio Ambiente (2008-2010).[16]
- Celso Amorim, Ministro das Relações Exteriores (2003-2011), Ministro da Defesa (2011-2015).[17]
- Celso Lafer, Ministro das Relações Exteriores (1990-1992; 2001-2003).[18]
- Cid Gomes, Ministro da Educação (2015), Governador do Ceará (2007-2014).[19]
- Ciro Gomes, Governador do Ceará (1991-1994), Ministro da Fazenda do Brasil (1994-1995), Ministro da Integração Nacional (2003-2006), presidenciável em 1998, 2002, 2018, 2022.[20]
- Cláudia Costin, Ministra da Administração Federal e Reforma do Estado do Brasil (1995-1998)[11]
- Cristovam Buarque, Ministro da Educação (2003-2004), Governador do Distrito Federal (1995-1999), Senador pelo Distrito Federal (2003-2019).[11]
- Eugênio Aragão, Ministro da Justiça (2016).[21]
- Eunício Oliveira, Ministro das Comunicações (2004-2005), Senador pelo Ceará (2011-2019).[22]
- Fernando Haddad, Ministro da Educação (2005-2012), presidenciável em 2018.[23]
- George Hilton, Ministro dos Esportes (2015-2016).[6]
- Gilberto Carvalho, Ministro-Chefe da Secretária-geral da Presidência do Brasil (2011-2015).[10]
- Gleisi Hoffmann, Ministra da Casa-Civil (2011-2014), Senadora pelo Paraná (2011-2019).[24]
- Guido Mantega, Ministro da Fazenda (2006-2015).[25]
- Henrique Meirelles, Ministro da Fazenda (2016-2018), Presidente do Banco Central (2003-2011) [26]
- Ideli Salvatti, Ministra da Pesca e Aquicultura (2011), Ministra-chefe da Secretaria de Relações Institucionais (2011-2014), Ministra-chefe da Secretaria de Direitos Humanos (2014-2015), Senadora por Santa Catarina (2003-2011).[27]
- Jaques Wagner, Ministro da Casa-Civil (2015-2016), Governador da Bahia (2007-2014), Senador pela Bahia (2019-).[10]
- José Carlos Dias, Ministro da Justiça (1999-2000).[21]
- José Dirceu, Ministro da Casa-Civil (2003-2005).[28]
- José Eduardo Cardozo, Ministro da Justiça (2011-2016), destacado Vereador pela cidade de São Paulo (1997-2002).[21]
- José Gomes Temporão, Ministro da Saúde (2007-2011).[29]
- José Gregori, Ministro da Justiça (2000-2001).[26]
- Juca Ferreira, Ministro da Cultura (2015-2016).[30]
- Kátia Abreu, Ministra da Agricultura (2015-2016), empresária pecuarista, Senadora por Tocantins (2007-2023).[31]
- Luis Carlos Guedes Pinto, Ministro da Agricultura (2006-2007).[32]
- Luiz Carlos Bresser-Pereira, Ministro da Fazenda (1987), Ministro da Ciência e Tecnologia do Brasil (1999)[11]
- Luiz Dulci, Ministro-Chefe da Secretária-geral da Presidência do Brasil (2003-2011).[10]
- Luiz Paulo Barreto, Ministro da Justiça (2010-2011).[21]
- Luiza Erundina, Ministra-Chefe da Secretaria da Administração Federal (1993), Prefeita de São Paulo (1989-1993).[33]
- Marcelo Calero, Ministro da Cultura (2016).[34]
- Marina Silva, Ministra do Meio Ambiente (2003-2008), Senadora pelo Acre (1995-2011), presidenciável em 2010, 2014 e 2018.[26]
- Marta Suplicy, Prefeita de São Paulo (2001-2005), Ministra do Turismo (2007-2008), Ministra da Cultura (2012-2014), Senadora de São Paulo (2011-2019).[26]
- Miguel Reale Júnior, Ministro da Justiça (2002), um dos três autores do requerimento de impeachment de Dilma Rousseff.[21]
- Moreira Franco, Prefeito de Niterói (1977-1982), Governador do Rio de Janeiro (1987-1991), Ministro de Minas e Energia (2018).[35]
- Nelson Barbosa, Ministro da Fazenda (2015), Ministro do Planejamento, Orçamento e Gestão (2015).[36]
- Paulo Bernardo, Ministro do Planejamento, Orçamento e Gestão (2005-2011), Ministro das Comunicações (2011-2015).[37]
- Paulo Sérgio Pinheiro, Ministro dos Direitos Humanos (2001-2003).[11]
- Pimenta da Veiga, Prefeito de Belo Horizonte (1989-1990), Ministro das Comunicações (1999-2002).[38]
- Olívio Dutra, Prefeito de Porto Alegre (1989-1993), Governador do Rio Grande do Sul (1999-2003), Ministro das Cidades (2003-2005).[39]
- Orlando Silva, Ministro dos Esportes (2006-2011).[6]
- Renan Calheiros, Ministro da Justiça (1998-1999), Senador por Alagoas (1995-).[22]
- Renato Janine Ribeiro, Ministro da Educação (2015).[40]
- Ricardo Berzoini, Ministro do Trabalho (2004-2005), Ministro das Comunicações (2015).[41]
- Ricardo Leyser, Ministro dos Esportes (2016).[6]
- Sérgio Amaral, Ministro da Indústria, Comércio Exterior e Serviços (2001-2002), Embaixador do Brasil em Washington, D.C. (2016-2019).[42]
- Sergio Machado Rezende, Ministro da Ciência e da Tecnologia (2005-2010).[43]
- Tarso Genro, Prefeito de Porto Alegre (1993-1997 e 2001-2002), Ministro da Educação (2004-2005), Ministro da Justiça (2007-2010), Governador do Rio Grande do Sul (2011-2015).[21]

## Judiciário

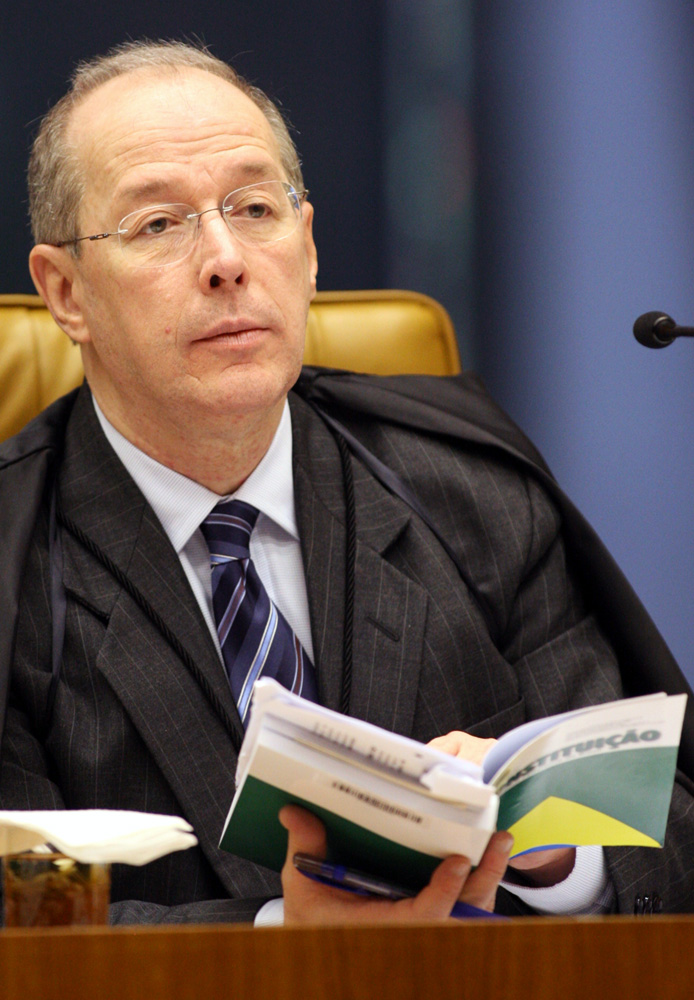
Celso de Mello

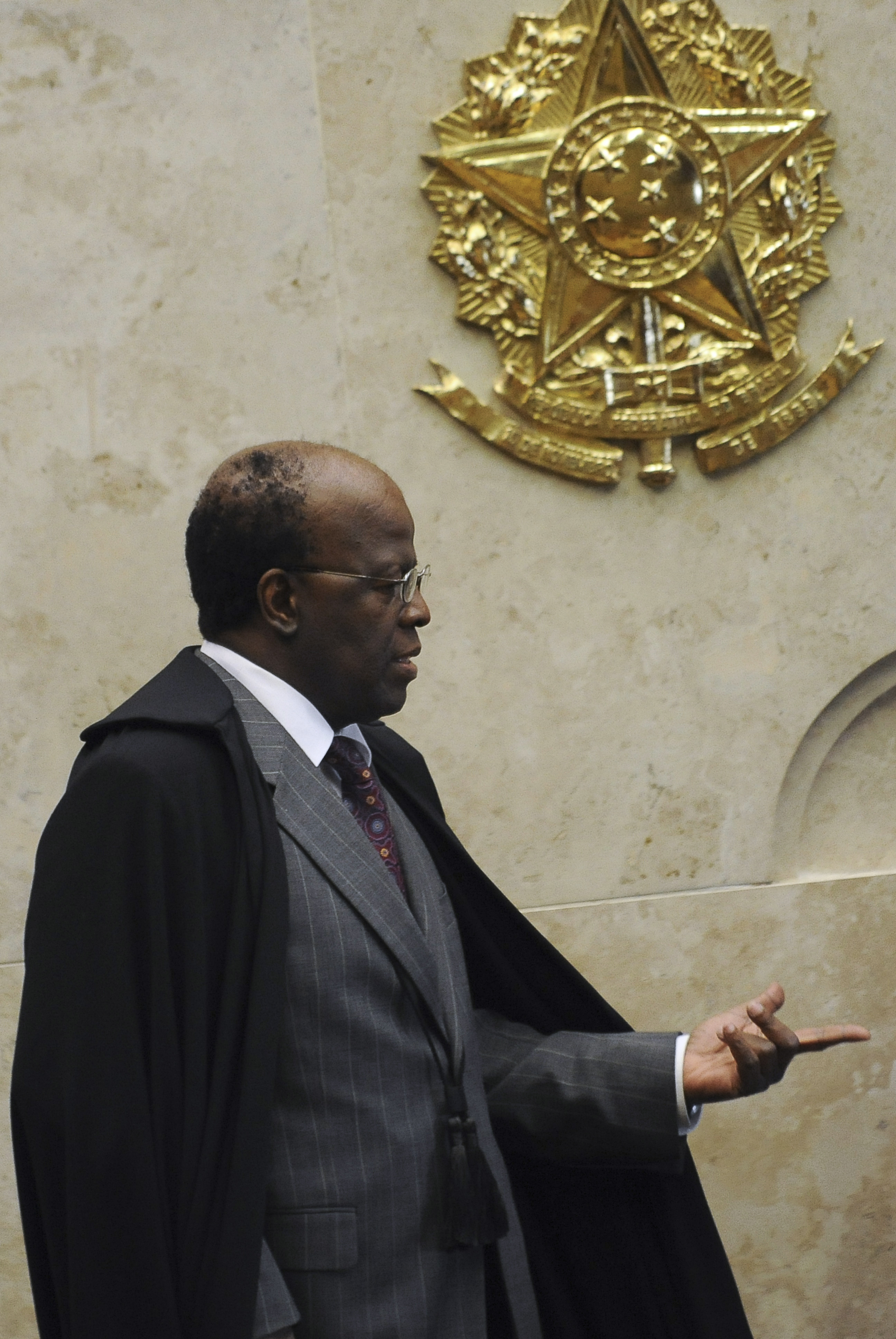
Joaquim Barbosa

### Ex-ministros do Supremo Tribunal Federal
- Carlos Ayres Britto, Ministro do Supremo Tribunal Federal (STF) (2003-2012).[44]
- Carlos Velloso, Ministro do STF (1990-2006).[21]
- Celso de Mello, Ministro do STF (1989-2020).[44]
- Joaquim Barbosa, Ministro do STF (2003-2014).[45]
- Nelson Jobim, Ministro do STF (1997-2006).[44]
- Sepúlveda Pertence, Ministro do STF (1989-2007).[46]

### Juristas

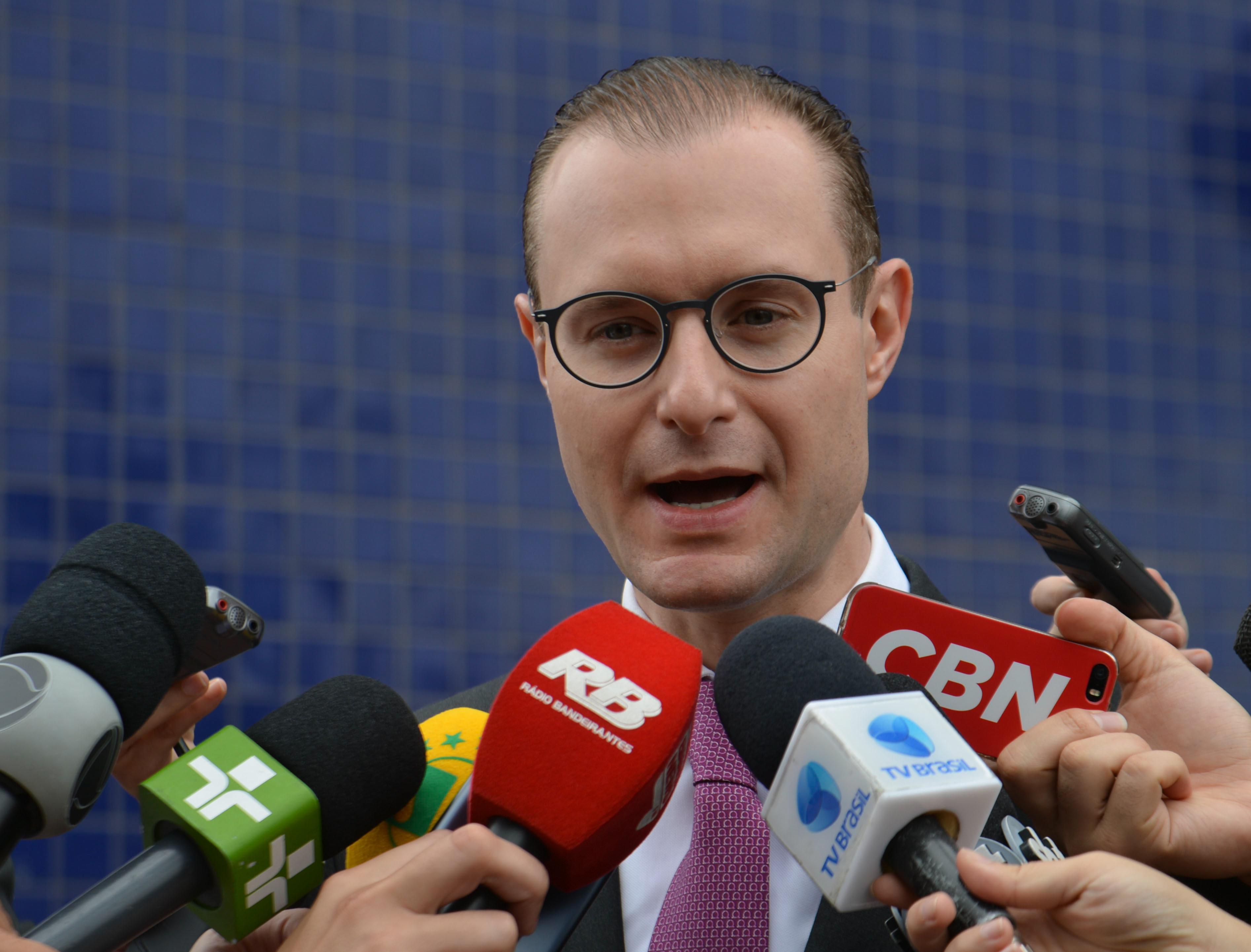
Cristiano Zanin Martins

- Augusto de Arruda Botelho, advogado e professor.[47]
- Carlos Kayath, advogado e jurista.[48]
- Cristiano Zanin Martins, advogado.[49]
- Deborah Duprat, Procuradora Geral da República (2009).[46]
- Flavio Bierrenbach, Ministro do Superior Tribunal Militar (STM) entre os anos de 2000 e de 2009.[50]
- Kakay, advogado.[51]
- Márcio Fernando Elias Rosa, ex-secretário de Estado da Justiça de São Paulo.[50]
- Márlon Reis, juiz do tribunal do Tribunal de Justiça (TJ) do Maranhão e relator da Lei da Ficha Limpa.[52]
- Sylvia Steiner, jurista atuante no Tribunal Penal Internacional.[53]

## Representantes de executivos estaduais

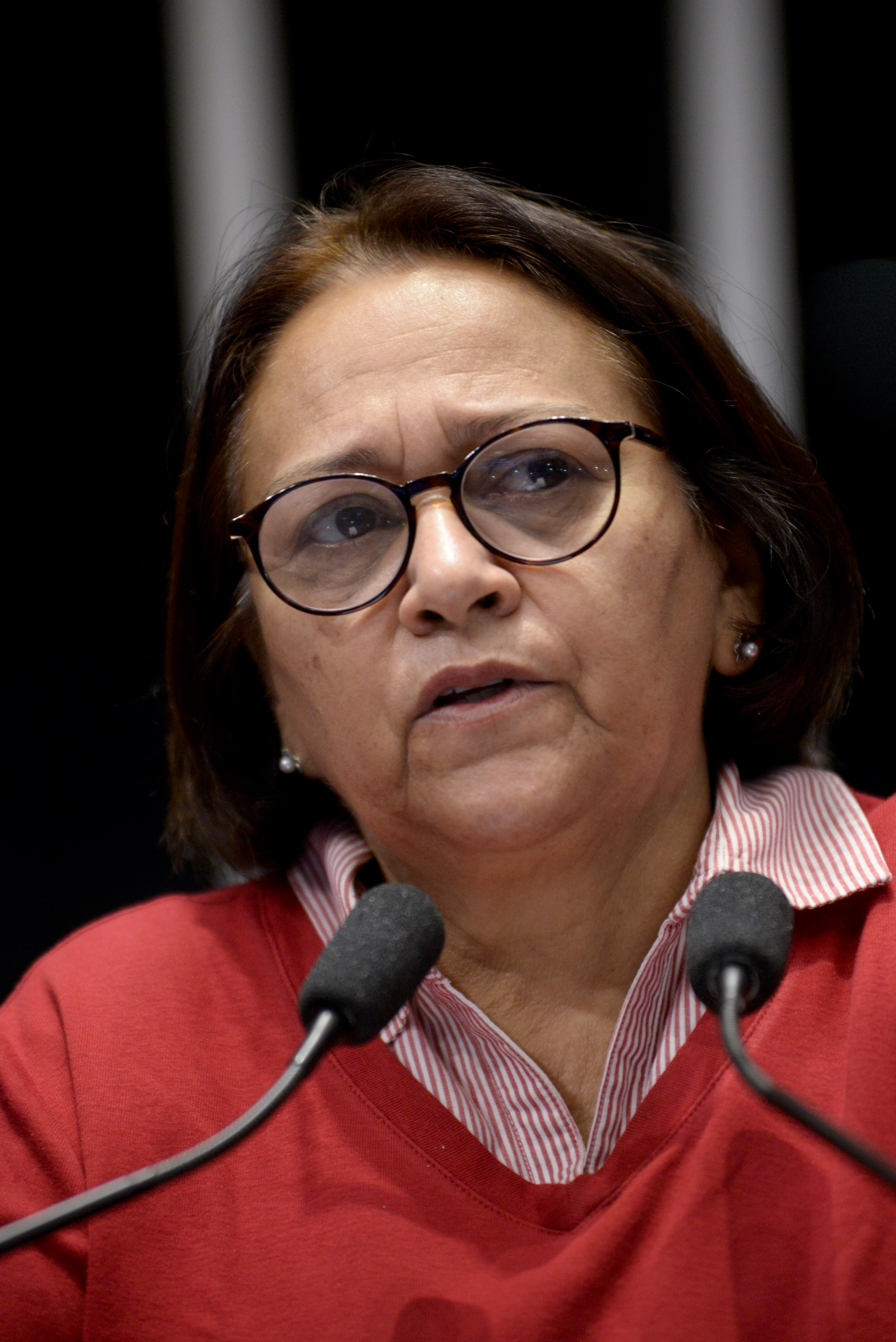
Fátima Bezerra

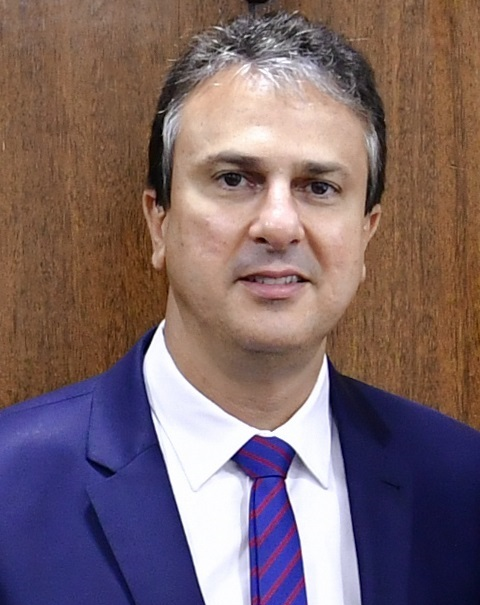
Camilo Santana

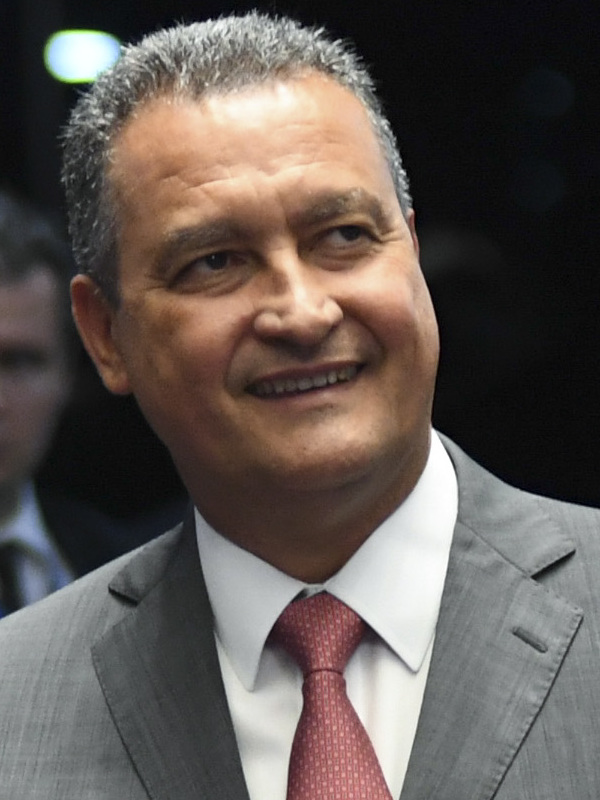
Rui Costa

### Governadores em mandato
- Carlos Brandão, Governador do Maranhão (2022-presente).[54]
- Fátima Bezerra, Governadora do Rio Grande do Norte (2019-presente).[55]
- Helder Barbalho, Governador do Pará (2019-presente).[56]
- Izolda Cela, Governadora do Ceará (2022).[57]
- João Azevedo, Governador da Paraíba (2019-presente).[58]
- Paulo Dantas, Governador do Alagoas (2022-presente).[59]
- Regina Sousa, Governador do Piauí (2022).[60]
- Renato Casagrande, Governador do Espírito Santo (2011-2015); (2019-presente).[61]

### Vice-governadores em mandato
- Antenor Roberto, Vice-governador do Rio Grande do Norte (2019-2022).[62]
- Lígia Feliciano, Vice-governadora da Paraíba (2015-2022).[63]
- Luciana Santos, Vice-governadora de Pernambuco (2019-2022).[64]
- Jacqueline Moraes, Vice-governadora do Espírito Santo (2019-2022).[65]
- Paulo Brant, Vice-governador de Minas Gerais (2019-2022).[66]

### Ex-governadores
- Amazonino Mendes, Governador do Amazonas (1987-1990), (1995-2003) e (2017-2019); Prefeito de Manaus (1983-1986), (1993-1994) e (2009-2013); Senador pelo Amazonas (1991-1993).[67]
- Camilo Santana, Governador do Ceará (2015-2022).[68]
- Flávio Dino, Governador do Maranhão (2019-2022).[69]
- Jarbas Vasconcelos, Governador do Pernambuco (1999-2006).[70]
- Márcio França, Governador de São Paulo (2018-2019).[71]
- Paulo Câmara, Governador do Pernambuco (2015-2022).[72]
- Roberto Requião, Governador do Paraná (1991-1994; 2003-2010), Senador pelo Paraná (1995-2003; 2011-2019).[73]
- Renan Filho, Governador de Alagoas (2015-2022).[22]
- Rui Costa, Governador da Bahia (2015-2022).[74]
- Tasso Jereissati, Governador do Ceará (1987-1989; 1995-2002), Senador pelo Ceará (2003-2011; 2015-2022).[75]
- Teotônio Vilela Filho, Governador de Alagoas (2007-2015), Senador por Alagoas (1987-2007).[76]
- Wellington Dias, Governador do Piauí (2015-2022).[77]

### Senadores em mandato
- Alessandro Vieira, Senador pelo Sergipe (2019-presente).[78]
- Alexandre Silveira, Senador por Minas Gerais (2019-presente).[79]
- Carlos Fávaro, Senador pelo Mato Grosso (2019-presente).[80]
- Dário Berger, Senador por Santa Catarina (2014-presente).[81]
- Eliziane Gama, Senadora pelo Maranhão (2019-presente).[82]
- Fabiano Contarato, Senador pelo Espírito Santo (2019-presente).[83]
- Humberto Costa, Senador por Pernambuco (2011-presente).[84]
- Jean Paul Prates, Senador pelo Rio Grande do Norte (2019-presente).[85]
- Jader Barbalho, Senador pelo Pará (1995-2001; 2011-presente).[86]
- José Serra, Governador de São Paulo (2007-2010), Senador por São Paulo, (1995-2003; 2015-2022), Prefeito de São Paulo (2005-2007), Ministro das Relações Exteriores do Brasil (2016-2017), presidenciável em 2002 e 2010.[87]
- Leila Barros, Senadora pelo Distrito Federal (2019-presente).[88]
- Marcelo Castro, Senador pelo Piauí (2019-presente).[89]
- Omar Aziz, Senador pelo Amazonas (2015-presente).[90]
- Otto Alencar, Senador pela Bahia (2015-presente).[91]
- Paulo Paim, Senador pelo Rio Grande do Sul (2003-presente).[92]
- Randolfe Rodrigues, Senador pelo Amapá (2011-presente).[93]
- Rogério Carvalho, Senador pelo Sergipe (2019-presente).[94]
- Simone Tebet, Senadora pelo Mato Grosso do Sul (2015-2022), Vice-governadora do Mato Grosso do Sul (2011-2015), presidenciável em 2022.[95]
- Zenaide Maia, Senadora pelo Rio Grande do Norte (2019-presente).[83]

### Ex-senadores
- Eduardo Suplicy, Senador por São Paulo (1995-2015).[96]
- José Anibal, Senador por São Paulo (2016-2017; 2021-2022).[26]
- Saturnino Braga, Senador pelo Rio de Janeiro (1975-1986 e 1999-2007).[97]

### Secretários estaduais
- Felipe Salto, Secretário da Fazenda e Planejamento do Estado de São Paulo (2022).[98]
- Floriano Pesaro, Secretário de Desenvolvimento Social de São Paulo (2015-2018).[50]
- Rodrigo Maia, Secretário estadual de Projetos e Ações Estratégicas de São Paulo (2021-2022).[99]

## Representantes do executivo municipais

### Prefeitos de capitais e de cidades com mais de 250 mil habitantes
- Axel Schmidt Grael, prefeito de Niterói.[100]
- Cícero Lucena, prefeito de João Pessoa.[101]
- Edinho Silva, prefeito de Araraquara.[102]
- Eduardo Paes, prefeito do Rio de Janeiro.[103]
- Edmilson Rodrigues, prefeito de Belém.[104]
- Edvaldo Nogueira, prefeito de Aracaju.[105]
- Fuad Noman, prefeito de Belo Horizonte.[106]
- João Campos, prefeito do Recife.[107]
- José Pessoa Leal, prefeito de Teresina.[108]
- José Sarto, prefeito de Fortaleza.[109]
- Rubens Furlan, prefeito de Barueri.[110]
- Waguinho, prefeito de Belford Roxo.[111]

## Organizações

### Centos acadêmicos
- Centro Acadêmico Oswaldo Cruz (CAOC), centro acadêmico de Medicina da Faculdade de Medicina da Universidade de São Paulo (FMUSP).[112]
- Centro Acadêmico XI de Agosto, centro acadêmico de Direito da Faculdade de Direito da Universidade de São Paulo (FD-USP).[113]
- CAECO, centro acadêmico da Escola de Comunicação da Universidade Federal do Rio de Janeiro (UFRJ).[114]

### Institutos
- Foro de São Paulo, organização política de esquerda latino-americana.[115]
- Instituto Serrapilheira, agência de fomento de pesquisa científica.[116]

### Movimentos sociais, ambientais e religiosos
- Associação Gaúcha de Proteção ao Ambiente Natural (AGAPAN), entidade ambiental do Rio Grande do Sul.[117]
- Associação Nacional de Pós-Graduandos (ANPG), entidade representativa de pós-graduandos.[118]
- Central Única dos Trabalhadores (CUT), entidade sindical e seu ex-presidente Vagner Freitas.[119][120]
- Coalizão negra por direitos, movimento negro.[121]
- Fraternidade do Evangelho, grupo supra denominacional de lideranças protestantes.[122]
- Força Sindical, entidade sindical.[123]
- Grupo Prerrogativas, coletivo de advogados.[124]
- Judias e judeus pela democracia, movimento judaico.[125]
- Movimento dos Trabalhadores Rurais Sem Terra (MST), movimento social pela reforma agrária.[121]
- Movimento dos Trabalhadores Sem-Teto (MTST), movimento social pela reforma urbana.[126]
- Observatório do Clima, rede de entidades ambientais e científicas.[40]
- União Brasileira dos Estudantes Secundaristas (UBES), entidade representativa de estudantes secundaristas.[118]
- União Nacional dos Estudantes (UNE), entidade representativa de estudantes universitários.[118]

### Mercado editorial
- Brasil 247, site brasileiro de notícias.[127]
- Boitempo Editorial, editora brasileira.[128]
- CartaCapital, revista semanal brasileira.[129]
- Companhia das Letras, editora brasileira.[130]
- Choquei, perfil de rede social.[131]
- Le Monde Diplomatique Brasil, revista mensal brasileira.[132]
- Mídia Ninja, site brasileiro de notícias.[133]
- Nature, revista científica britânica.[134]
- Quatro Cinco Um, revista mensal brasileira.[132]
- The Economist, jornal econômico semanal britânico.[135]
- The New York Times, jornal estadunidense.[136]
- Sul21, site brasileiro de notícias.[132]

### Partidos
- Agir e seu presidente Daniel Tourinho.[137]
- Avante e seu presidente Luis Tibé.[137]
- Cidadania e seu presidente Roberto Freire.[138]
- Diretório do Partido da Social Democracia Brasileira (PSDB) do estado de São Paulo (PSDB-SP).[139]
- Partido Comunista Brasileiro (PCB) e a presidenciável em 2022 Sofia Manzano.[140]
- Partido Comunista do Brasil (PCdoB).[137]
- Partido da Causa Operária (PCO) e seu presidente Rui Costa Pimenta.[141]
- Partido Democrático Trabalhista (PDT), seu presidente Carlos Lupi e o presidenciável em 2022 Ciro Gomes.[142]
- Partido Republicano da Ordem Social (PROS) e seu presidente Eurípedes Júnior.[137]
- Partido Socialista dos Trabalhadores Unificado (PSTU) e a presidenciável em 2022 Vera Lúcia.[143]
- Partido Socialismo e Liberdade (PSOL) e seu presidente Juliano Medeiros.[137]
- Partido Verde (PV) e seu presidente José Luiz Penna.[137]
- Rede Sustentabilidade (REDE).[137]
- Solidariedade e seu presidente Paulinho da Força.[137]
- Unidade Popular (UP) e o presidenciável em 2022 Leonardo Péricles.[144]

## Economistas e empresários

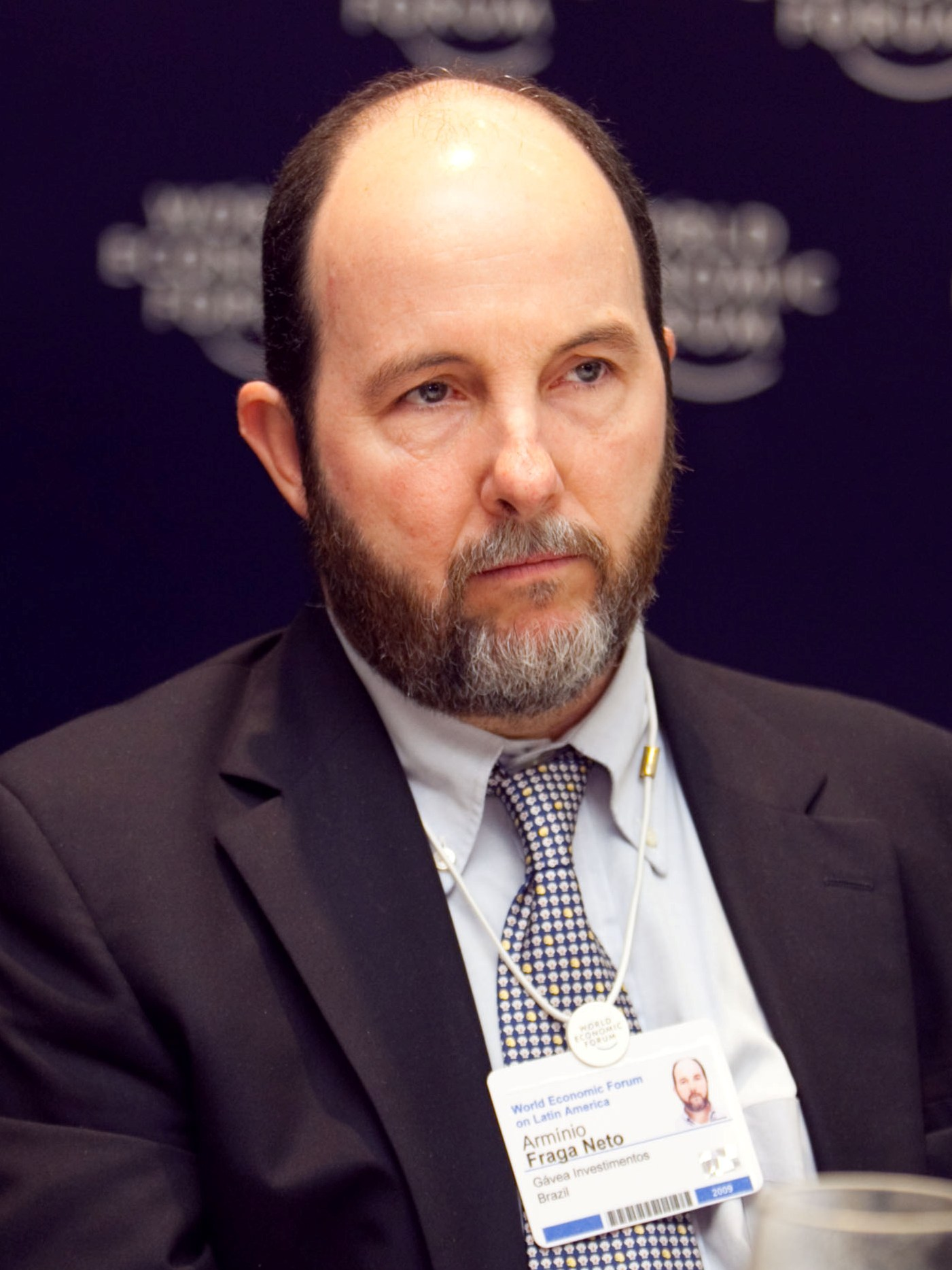
Armínio Fraga

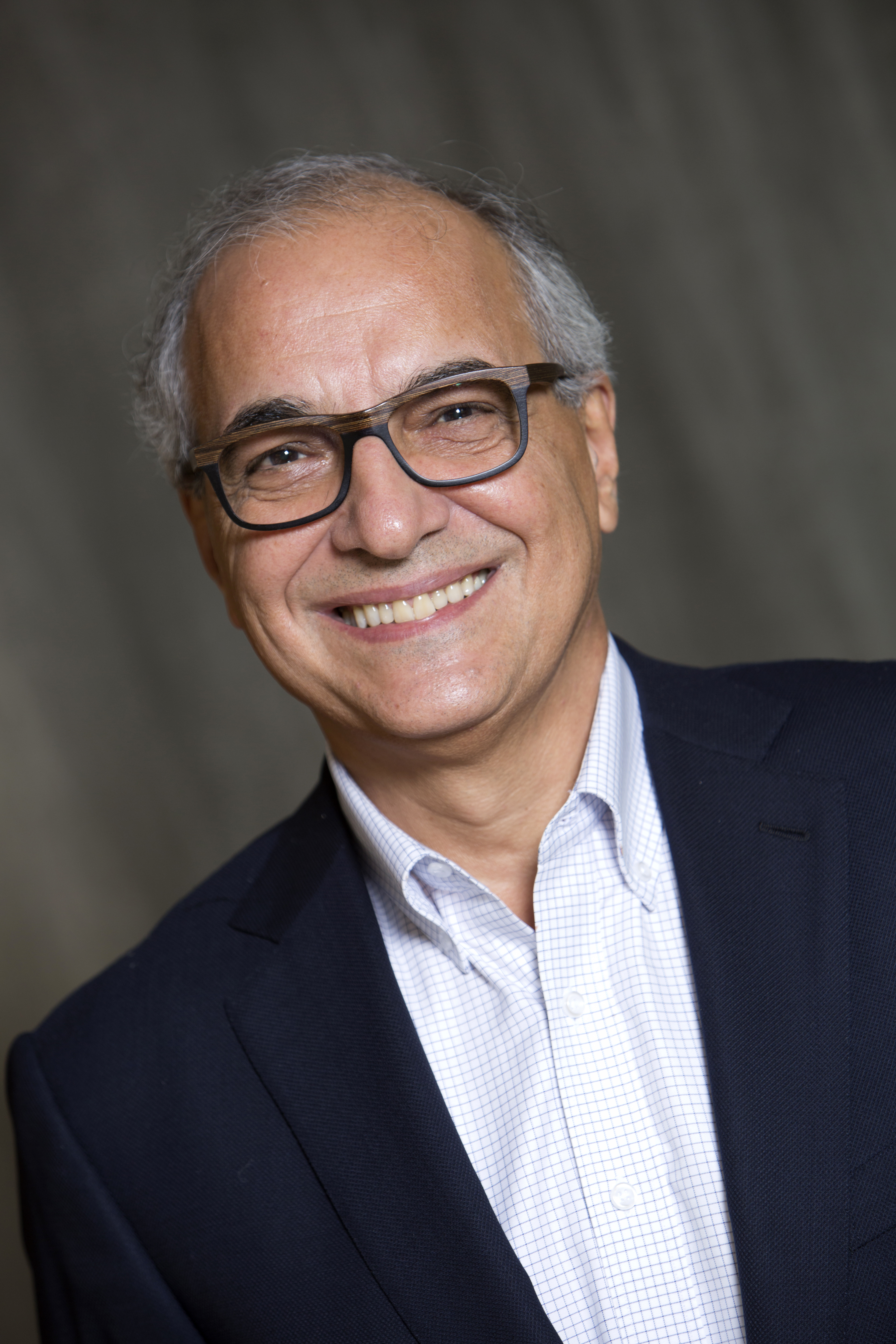
Guilherme Leal

- André Lara Resende, economista e banqueiro.[145]
- Armínio Fraga, economista e investidor.[146]
- Bianca Andrade, influenciadora digital e empresária.[147]
- Candido Bracher, banqueiro.[148]
- Eduardo Moreira, economista e banqueiro.[149]
- Fabio Barbosa, administrador.[150]
- Guilherme Peirão Leal, empresário vinculado a Natura, candidato a vice-presidente na chapa de Marina Silva em 2010.[151]
- João Amoêdo, banqueiro, presidenciável em 2018 pelo partido NOVO.[152]
- Neca Setubal, socióloga e banqueira.[153]
- Pérsio Arida, economista e empresário.[146]
- Paulo Marinho, empresário.[154]

## Intelectuais, acadêmicos e cientistas

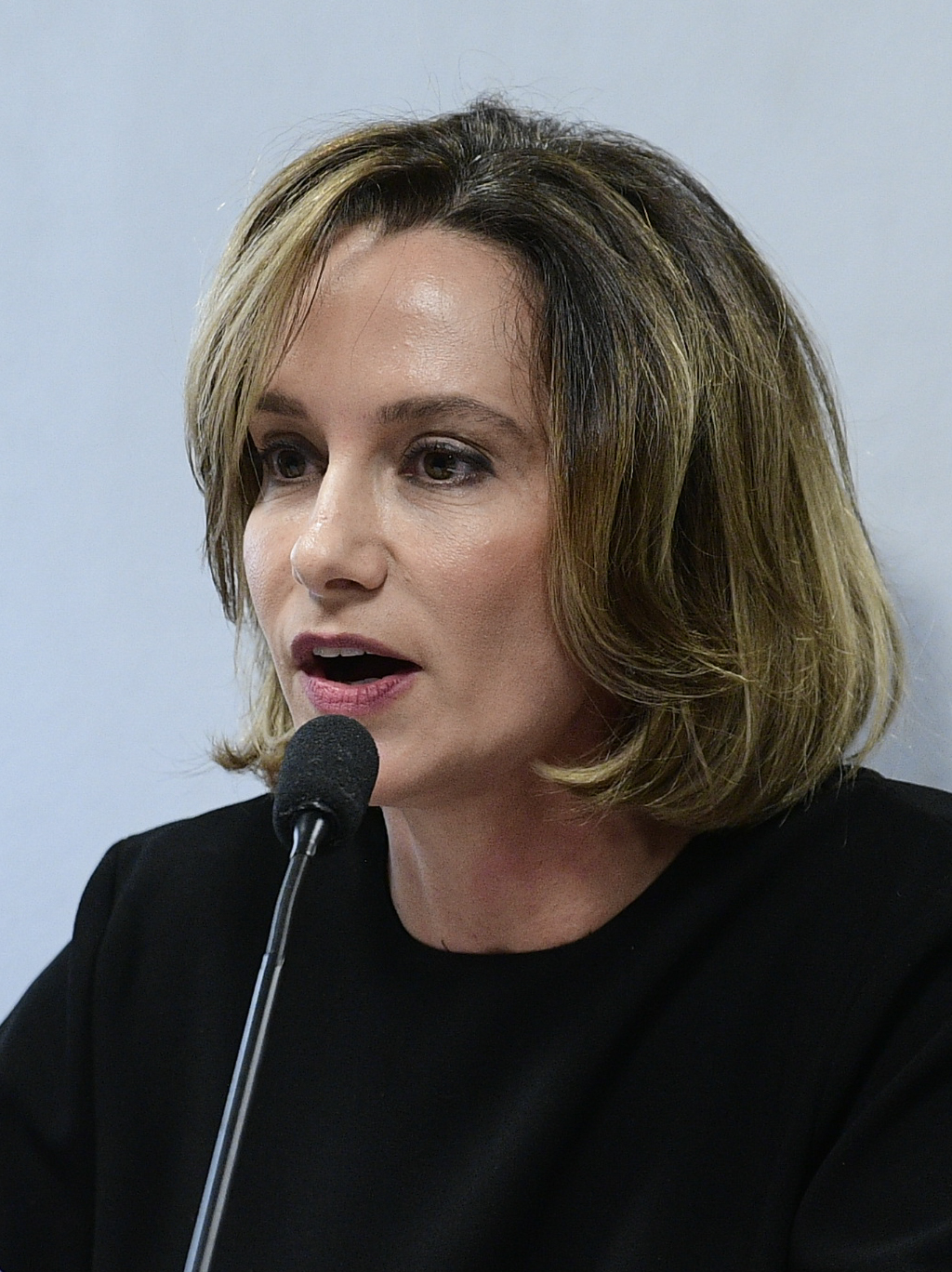
Carol Proner

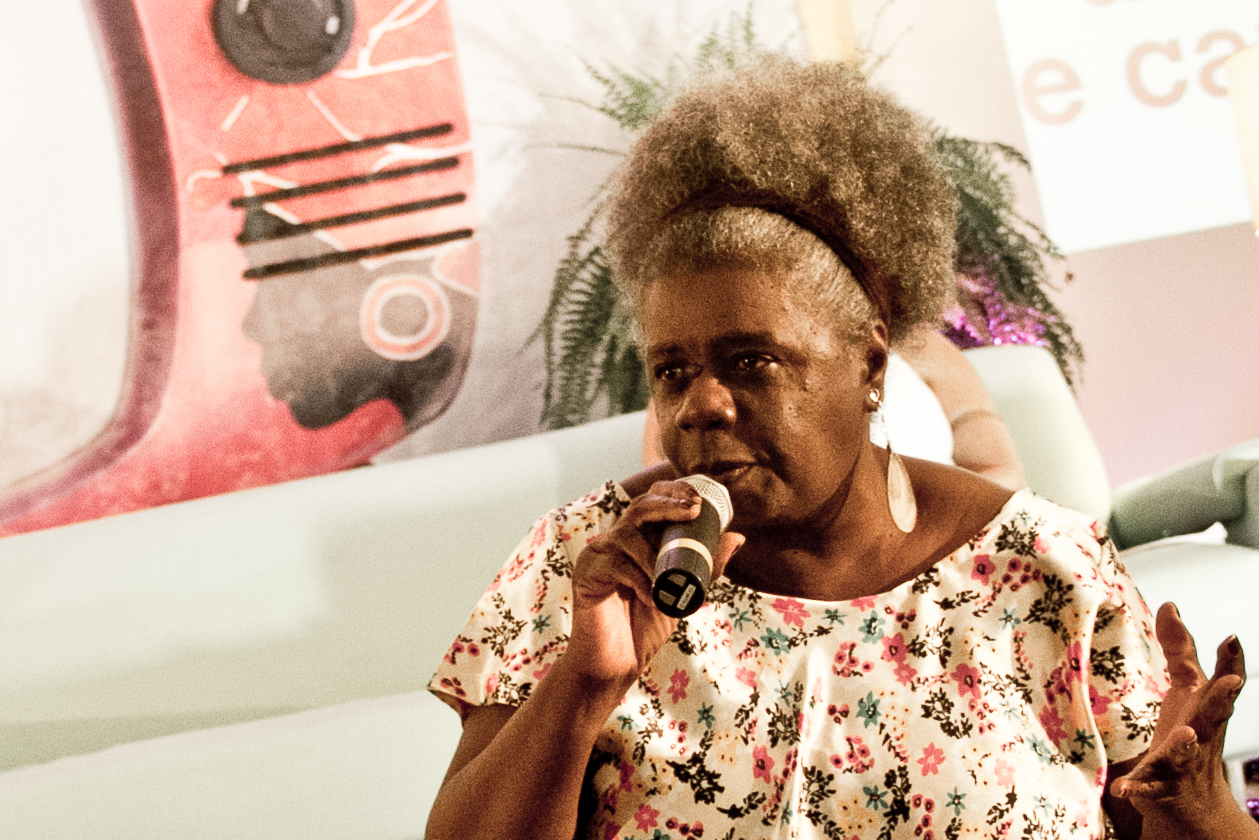
Conceição Evaristo

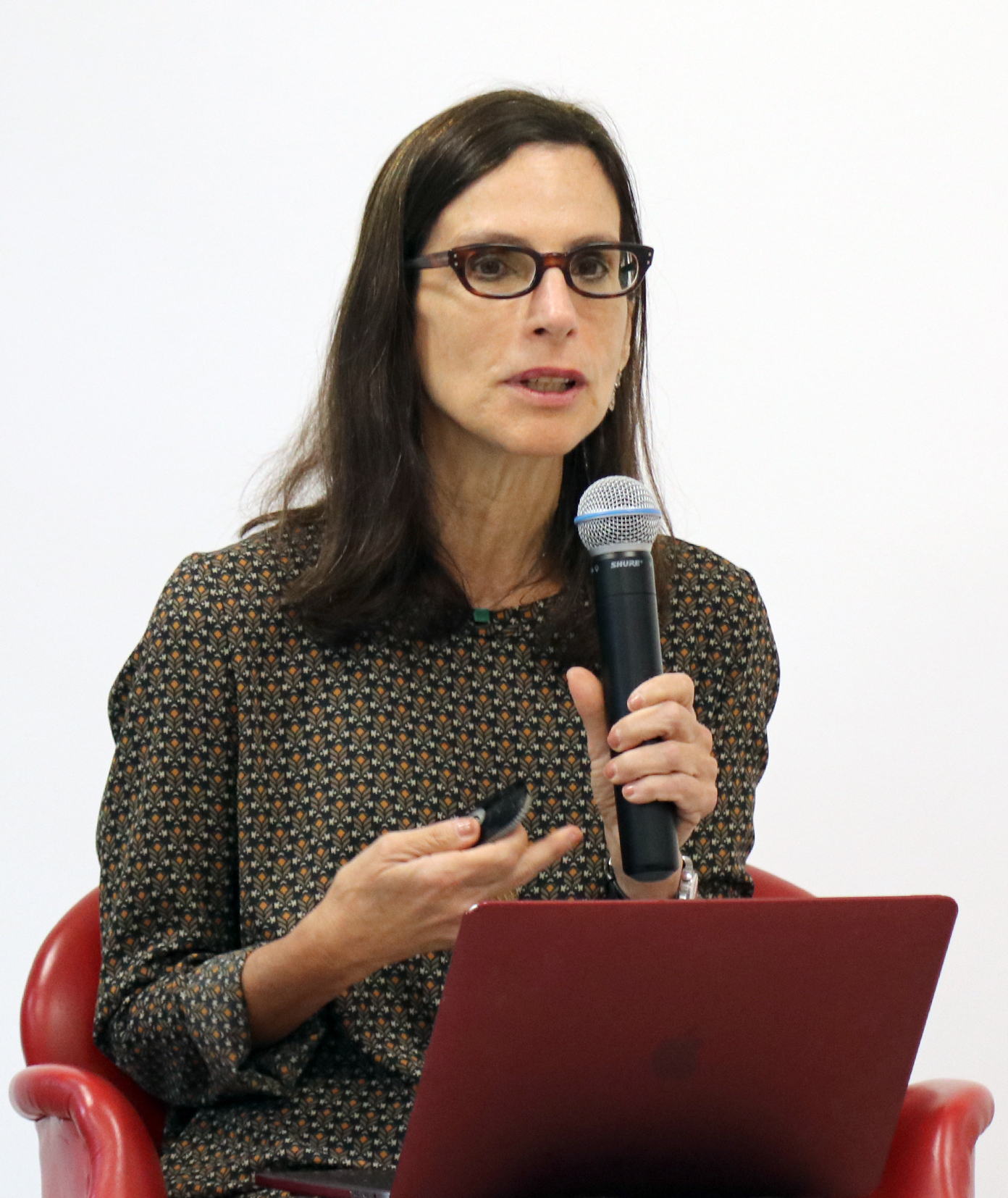
Lília Schwarcz

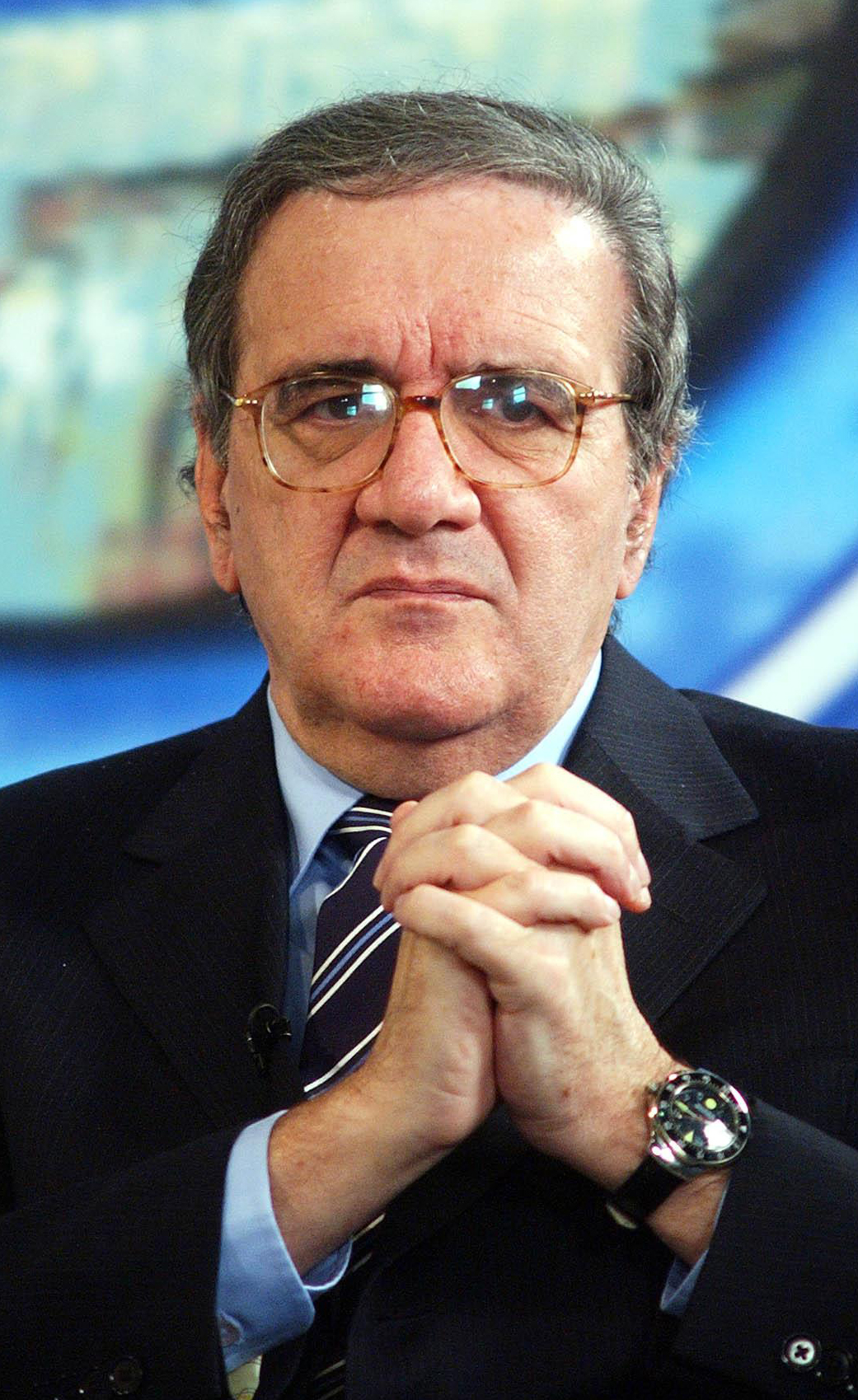
Luís Gonzaga Belluzzo

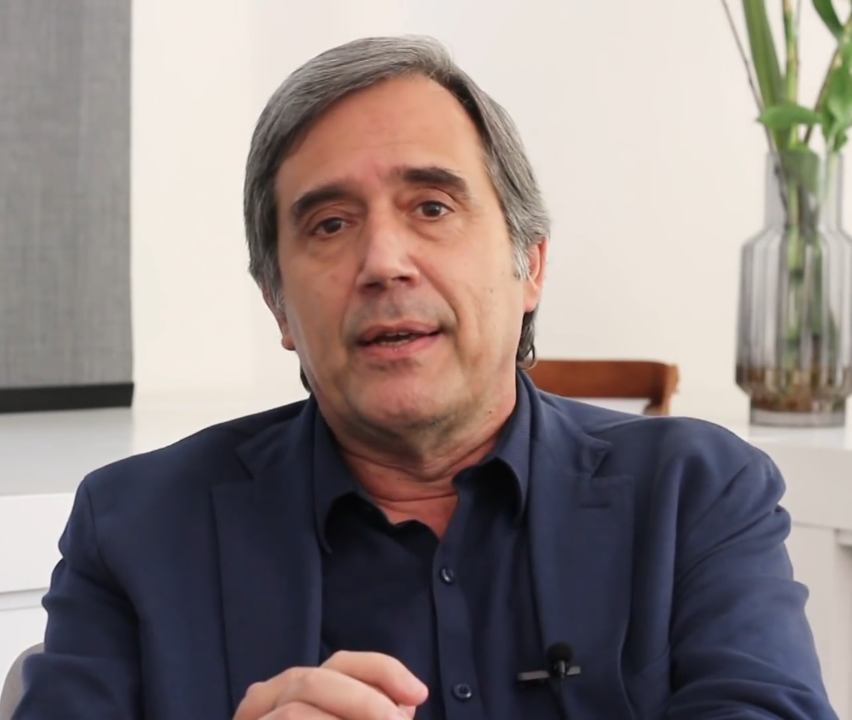
Marco Antonio Villa

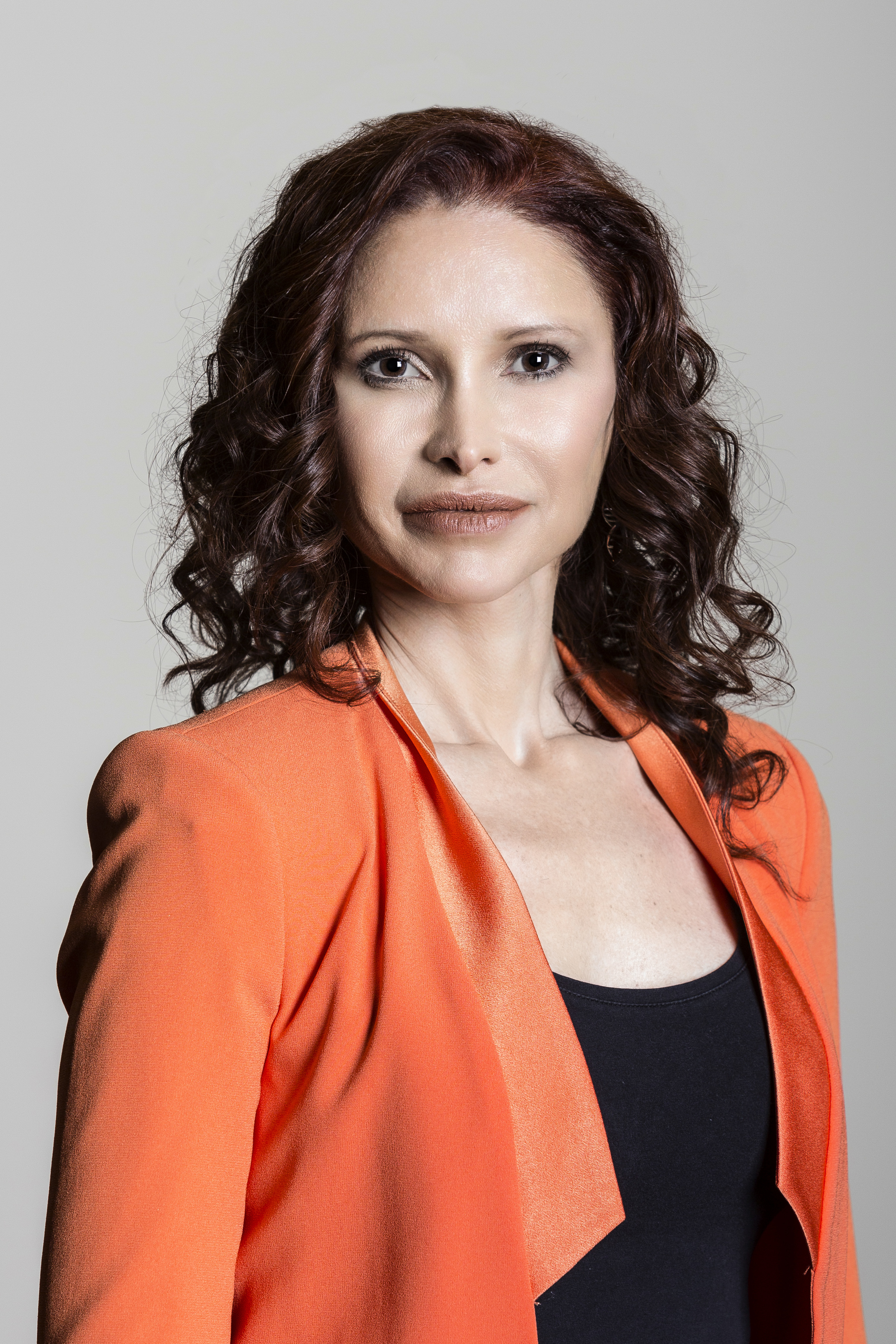
Natalia Pasternak

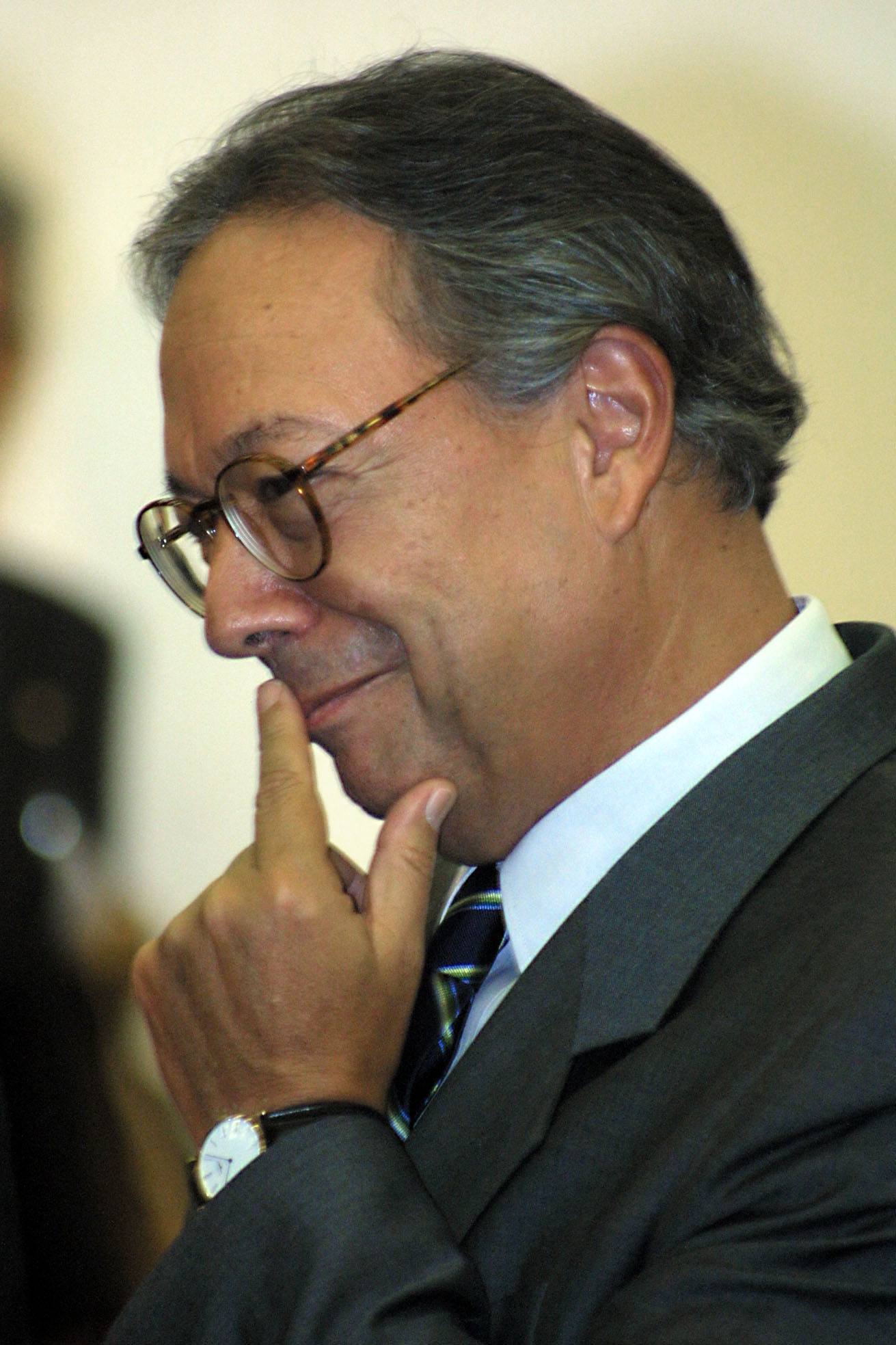
Pedro Malan

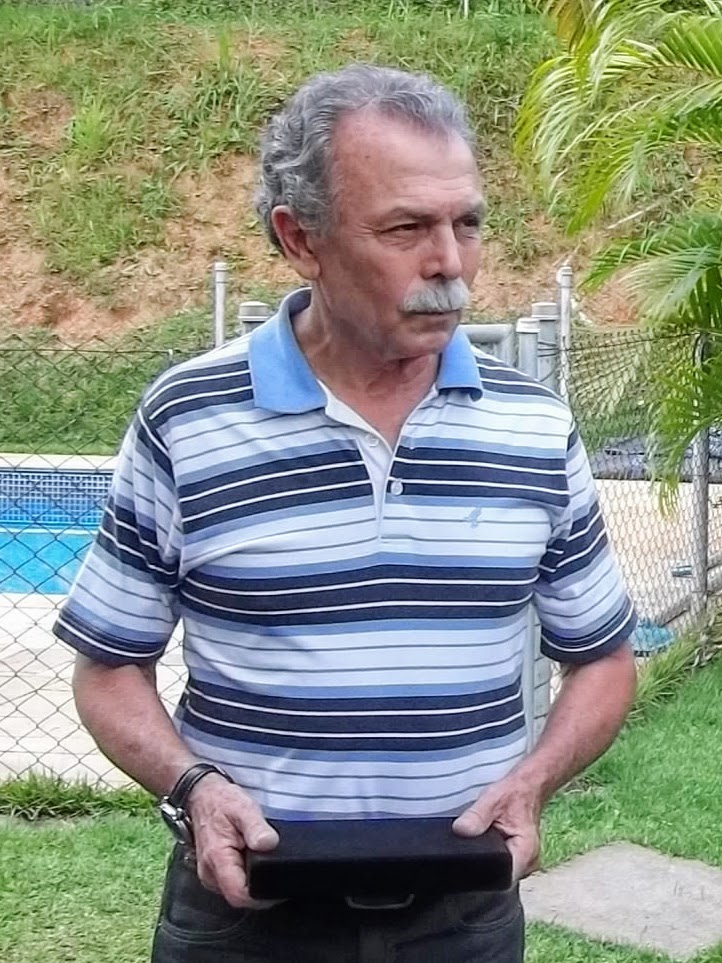
Ricardo Galvão

- Adalberto Fazzio, físico e professor do Instituto de Física da Universidade de São Paulo (IFUSP).[43]
- Boris Fausto, historiador e professor da Faculdade de Filosofia, Letras e Ciências Humanas da Universidade de São Paulo (FFLCH-USP).[155]
- Carol Proner, advogada e professora da Universidade do Estado do Rio de Janeiro (UERJ).[156]
- Carlos Frederico Martins Menck, biólogo e professor do Instituto de Biociências da Universidade de São Paulo (IB-USP).[43]
- Conceição Evaristo, linguista e professora da Pontifícia Universidade Católica do Rio de Janeiro (PUC-Rio) e Universidade Federal de Minas Gerais(UFMG).[157]
- Conrado Hübner, advogado e professor da FD-USP.[158]
- Djamila Ribeiro, filósofa e professora da Pontifícia Universidade Católica de São Paulo (PUC-SP).[159]
- Dora Selma Fix Ventura, psicóloga e professora do Instituto de Psicologia da Universidade de São Paulo (IP).[43]
- Elias Jabbour, geógrafo e professor da UERJ.[160]
- Elena Landau, economista e advogada.[161]
- Elika Takimoto, física e professora do Centro Federal de Educação Tecnológica (CEFET).[162]
- Emir Sader, sociólogo e professor aposentado da UERJ.[163]
- Ennio Candotti, físico e professor da Universidade Federal do Espírito Santo (UFES).[164]
- Helena Nader, biomédica e professora da Universidade Federal de São Paulo (Unifesp).[40]
- Heloísa Buarque de Hollanda, crítica literária e Escola de Comunicação da Universidade Federal do Rio de Janeiro (ECO-UFRJ).[165]
- Jessé Souza, sociólogo e professor da Universidade Federal do ABC (UFABC).[166]
- João Carlos Salles Pires da Silva, filósofo, professor universitário e ex-reitor da UFBA.[167]
- José Roberto Mendonça de Barros, economista e professora da Faculdade de Economia, Administração e Contabilidade da Universidade de São Paulo (FEA-USP).[168]
- Lília Schwarcz, historiadora e professora da FFLCH-USP.[130]
- Lola Aronovich, linguista e professora da Universidade Federal do Ceará (UFC).[169]
- Luiz Davidovich, físico e professor da UFRJ.[43]
- Luiz Gonzaga Belluzzo, economista, professor do Instituto de Economia da Unicamp (IE-Unicamp) e presidente da Sociedade Esportiva Palmeiras entre 2009 e 2011.[170]
- Manuela Carneiro da Cunha, antropóloga e professora da Universidade de Chicago.[43]
- Marcelo Knobel, físico e reitor da Universidade Estadual de Campinas (Unicamp) entre 2017 e 2021.[171]
- Marcio Pochmann, economista e professor do IE-Unicamp.[172]
- Margareth Dalcolmo, médica e pesquisadora da Fundação Oswaldo Cruz (Fiocruz).[173]
- Maria da Conceição Tavares, economista e professora aposentada da Unicamp.[174]
- Marco Antonio Villa, historiador e professor da Universidade Federal de Santa Catarina (UFSC).[175]
- Natalia Pasternak, bióloga e presidente do Instituto Questão de Ciência (IQC).[176]
- Pedro Hallal, epidemiologista e reitor da Universidade Federal de Pelotas (UFPEL) entre 2017 e 2020.[177]
- Pedro Malan, economista e professor da PUC-Rio.[146]
- Pedro Paulo Funari, historiador e professor do Instituto de Filosofia e Ciências Humanas da Unicamp (IFCH).[178]
- Pirula, paleontólogo e divulgador científico.[179]
- Ricardo Galvão, físico e professor titular do Instituto de Física da Universidade de São Paulo (IF-USP).[171]
- Sabrina Fernandes, socióloga e professora da Universidade de Brasília (UnB).[180]
- Sidarta Ribeiro, neurologista e professor da Universidade Federal do Rio Grande do Norte (UFRN).[165]
- Silvio Almeida, advogado e professor da Universidade Presbiteriana Mackenzie.[181]
- Stevens Rehen, biólogo e professor da Universidade Federal do Rio de Janeiro (UFRJ).[182]
- Valter Pomar, historiador e professor da UFABC.[183]

## Escritores
- Aline Bei, escritora.[165]

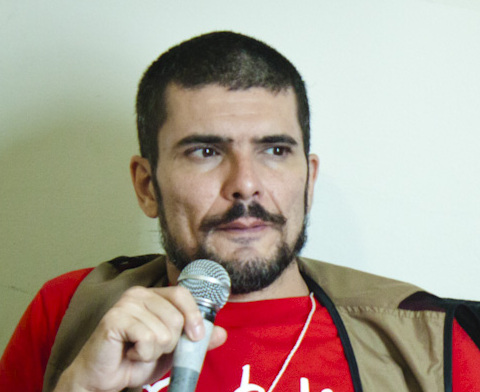
Carlos Latuff

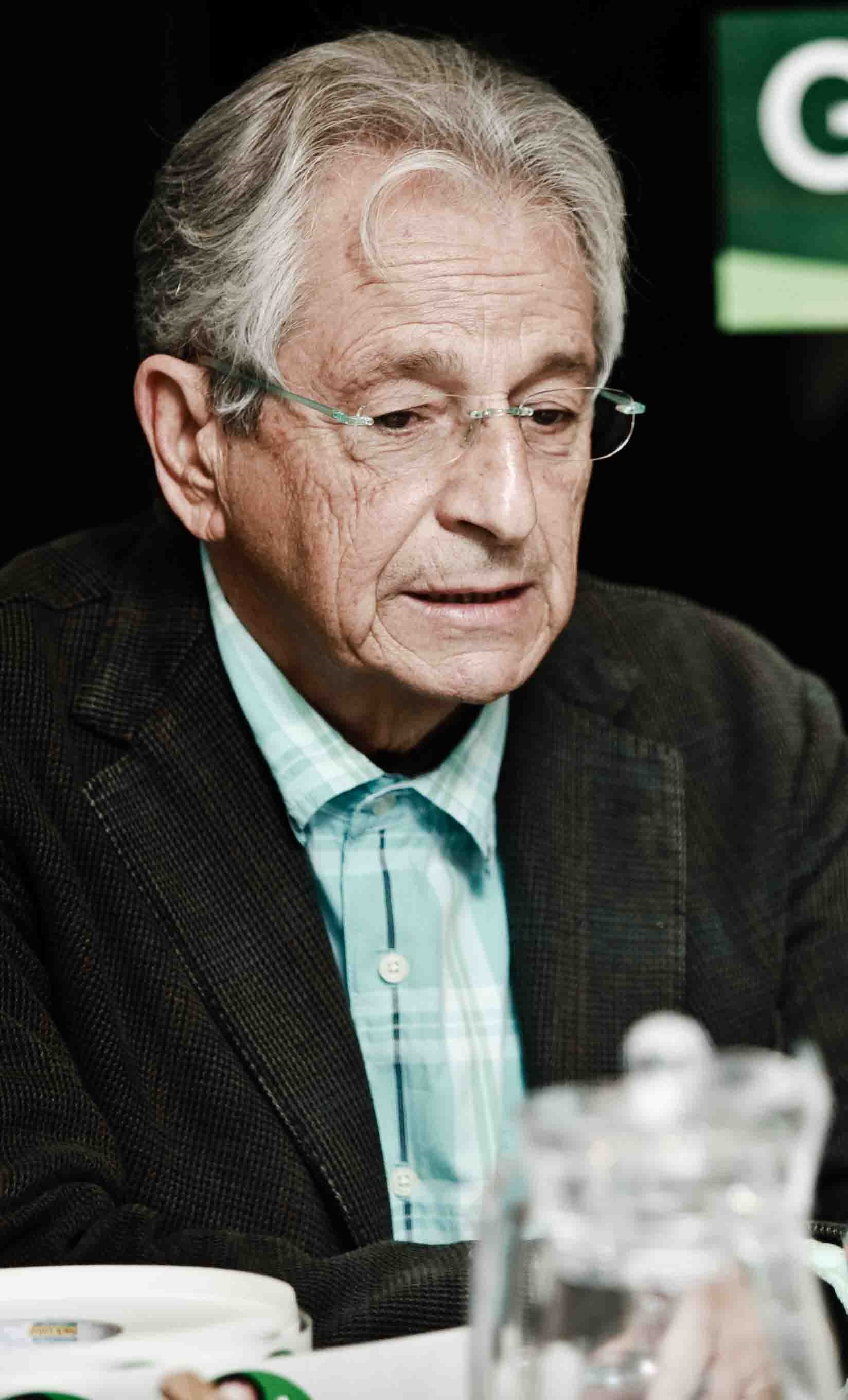
Fernando Gabeira

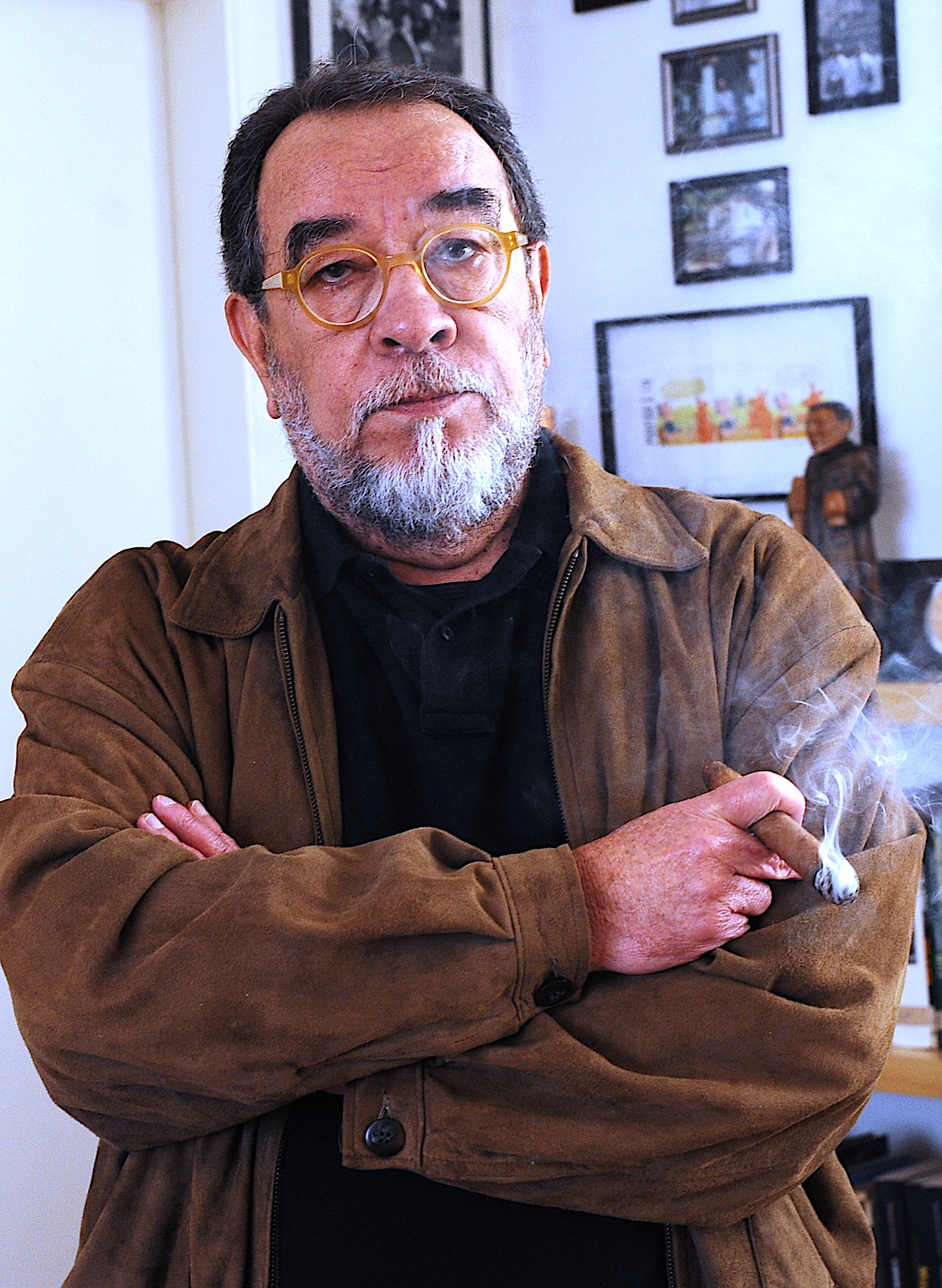
Fernando Morais

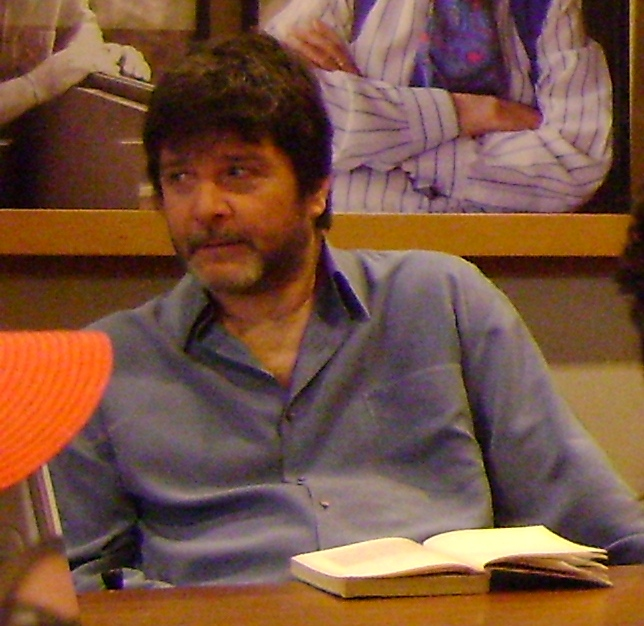
Marcelo Rubens Paiva

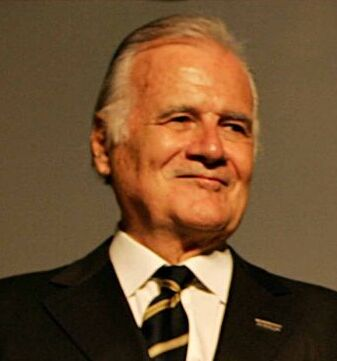
Mino Carta

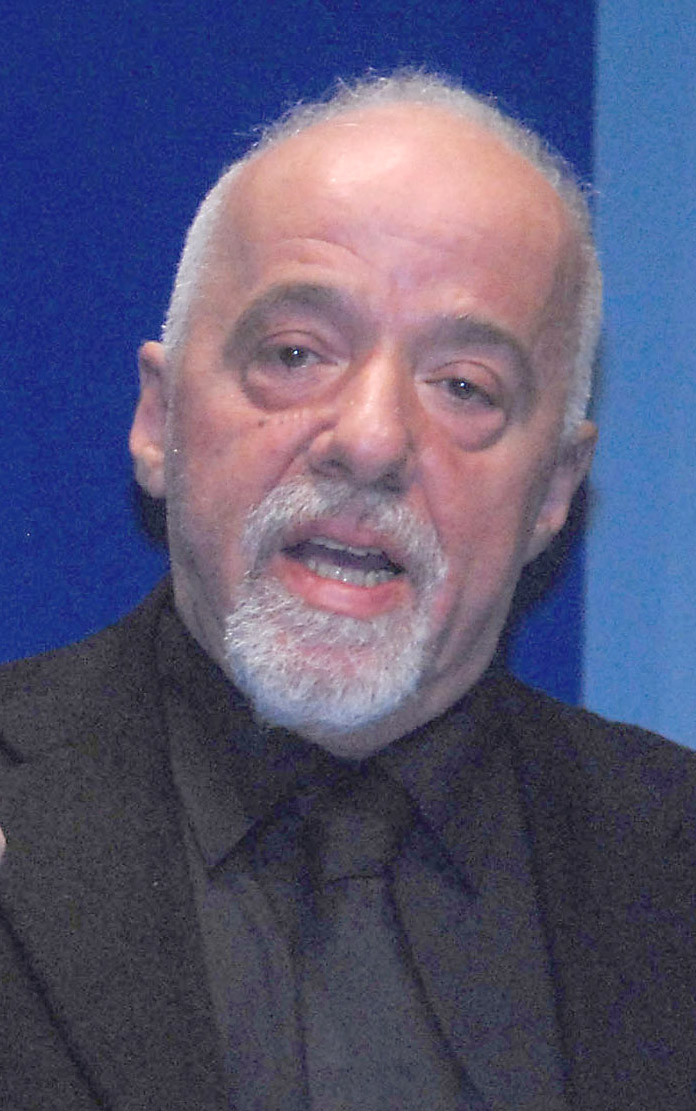
Paulo Coelho

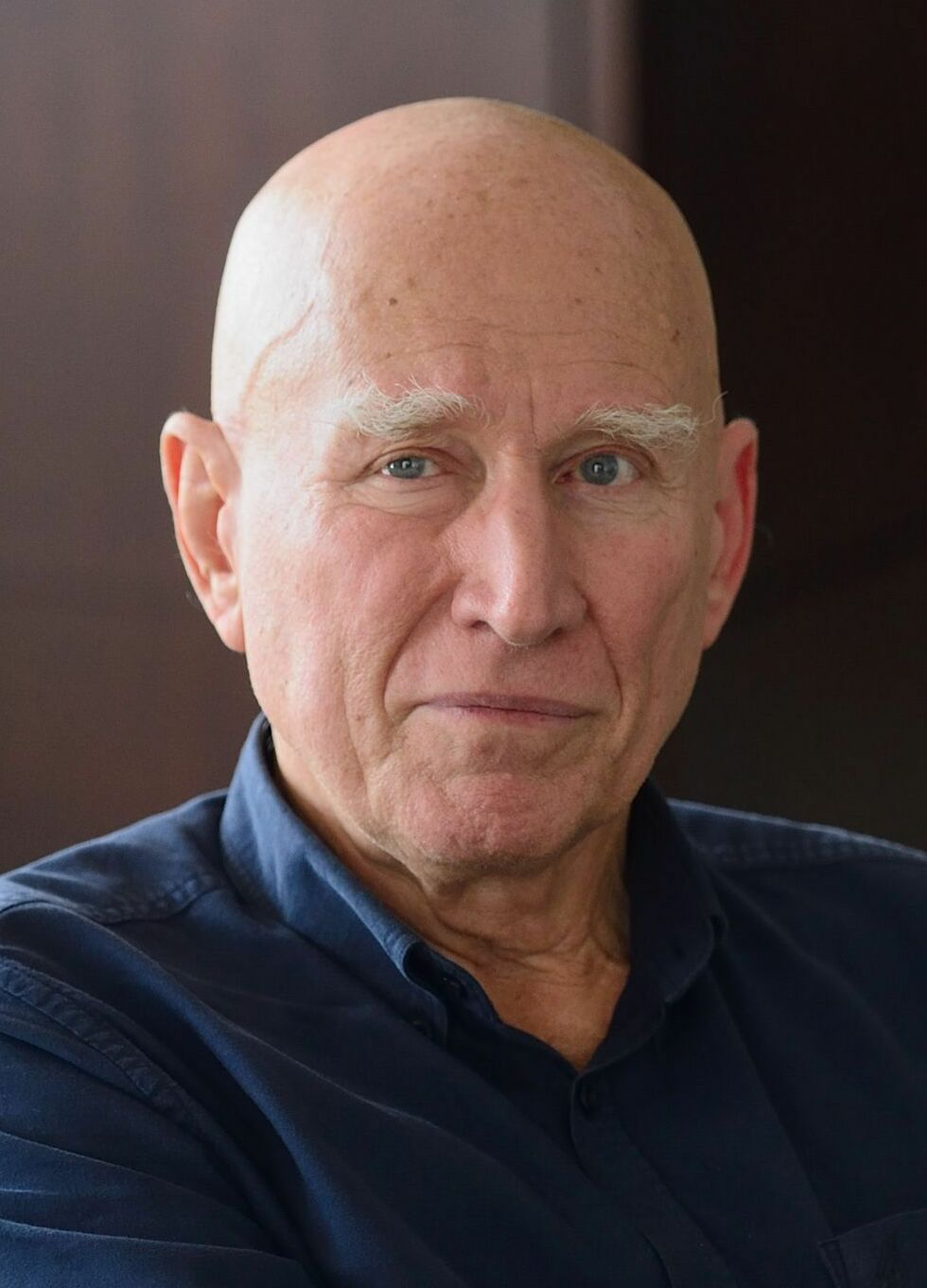
Sebastião Salgado

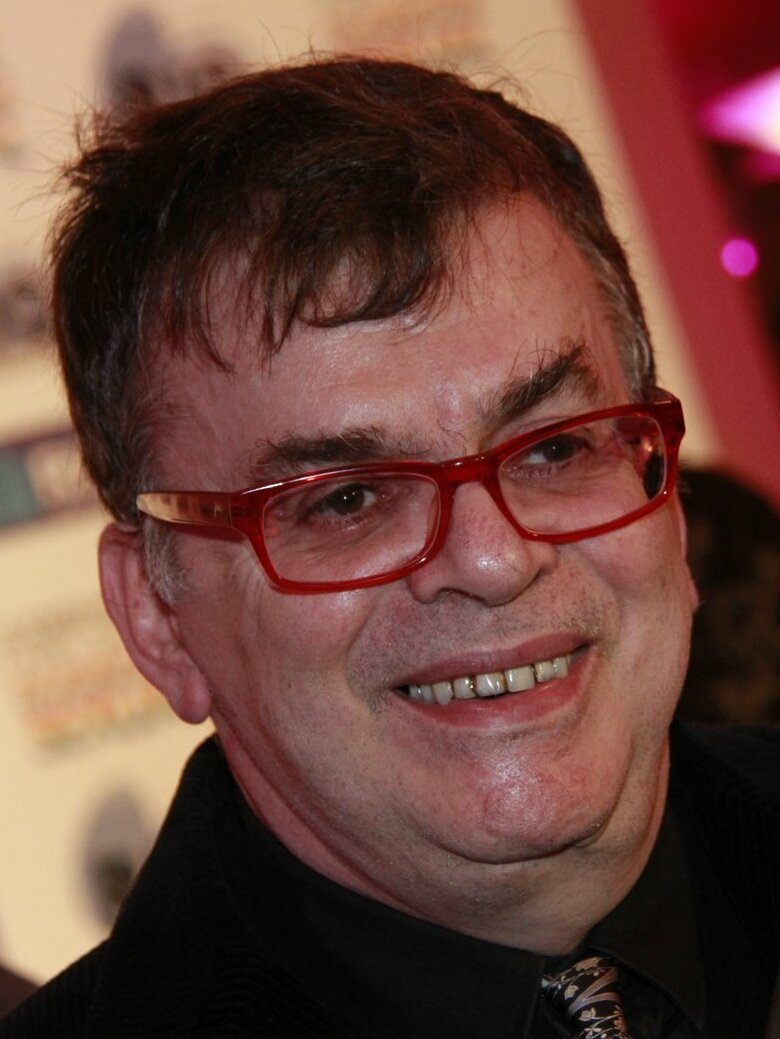
Walcyr Carrasco

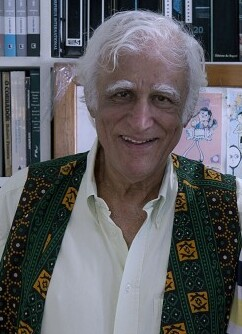
Ziraldo

- Angélica Freitas, poetisa e tradutora.[165]
- Antonio Prata, cronista e escritor.[184]
- Beatriz Bracher, escritora e roteirista.[185]
- Bianca Santana, jornalista e escritora.[165]
- Carlos Latuff, cartunista e escritor.[186]
- Cida Bento, psicóloga e escritora.[165]
- Eliana Alves Cruz, jornalista e escritora.[165]
- Elisa Lucinda, atriz e escritora.[187]
- Edmar Bacha, economista e escritor.[146]
- Eduardo Giannetti, economista e escritor.[148]
- Eric Nepomuceno, tradutor e escritor.[188]
- Fernando Gabeira, jornalista e escritor.[189]
- Fernando Morais, jornalista e escritor.[188]
- Gabriel Chalita, professor e escritor.[190]
- Geovani Martins, escritor.[165]
- Heloísa Seixas, tradutora e escritora.[191]
- Itamar Vieira Junior, geógrafo e escritor.[192]
- Ivana Jinkings, escritora.[128]
- Jeferson Tenório, escritor.[165]
- Jones Manoel, militante, historiador e escritor.[193]
- Laerte, cartunista, quadrinista e escritora.[165]
- Lícia Manzo, roteirista e escritora.[194]
- Lira Neto, jornalista e escritor.[165]
- Luiz Schwarcz, escritor.[165]
- Marcelo Rubens Paiva, escritor.[195]
- Michel Laub, jornalista e escritor.[165]
- Nelson Motta, jornalista e escritor.[196]
- José Trajano, jornalista e escritor.[188]
- Mino Carta, jornalista e escritor.[129]
- Paulo Coelho, escritor.[197]
- Preta Ferreira, ativista e escritora.[198]
- Rosemberg Cariry, cineasta e escritor.[50]
- Rosana Hermann, roteirista e escritora.[199]
- Ruy Castro, jornalista e escritor.[165]
- Sebastião Salgado, fotógrafo e escritor.[200]
- Vera Iaconelli, psicóloga e escritora.[201]
- Walcyr Carrasco, dramaturgo e escritor.[194]
- Ziraldo, cartunista e escritor.[202]

## Atletas e dirigentes esportivos
- Ana Moser, voleibolista.[6]
- Andréia Rosa, futebolista.[6]

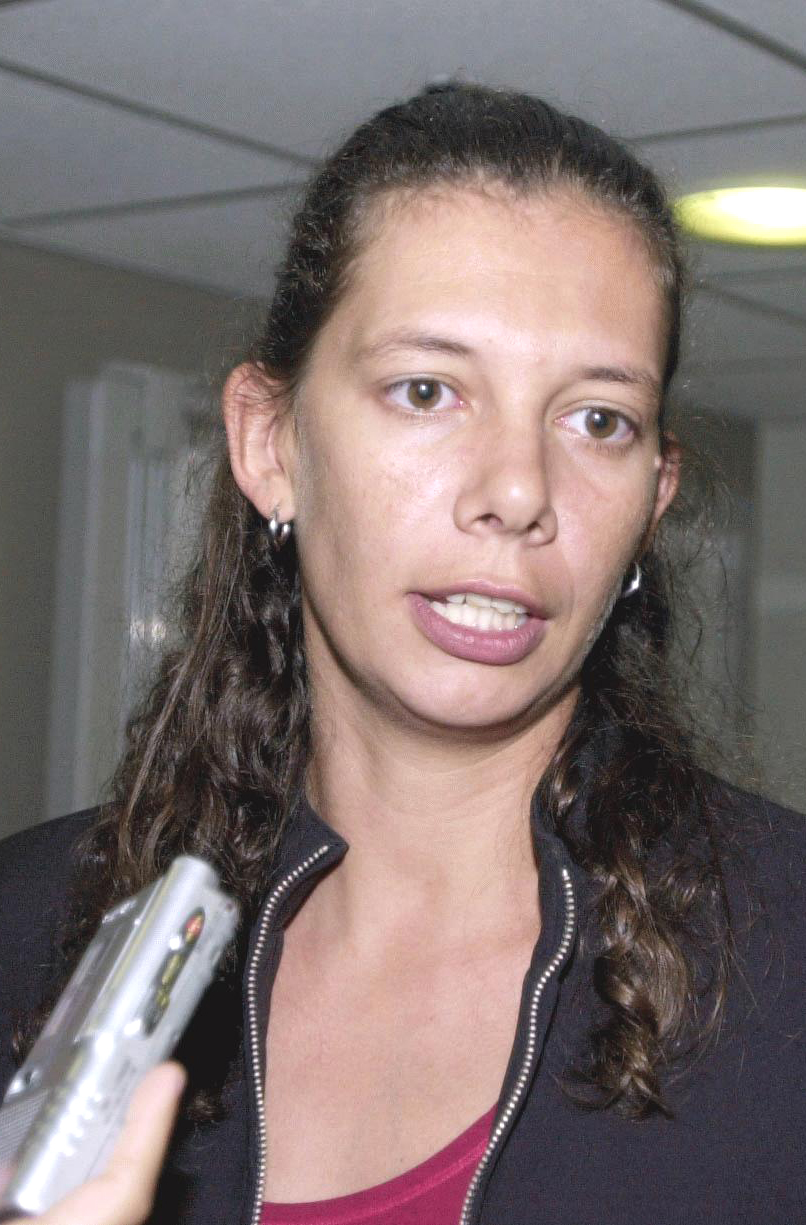
Ana Moser

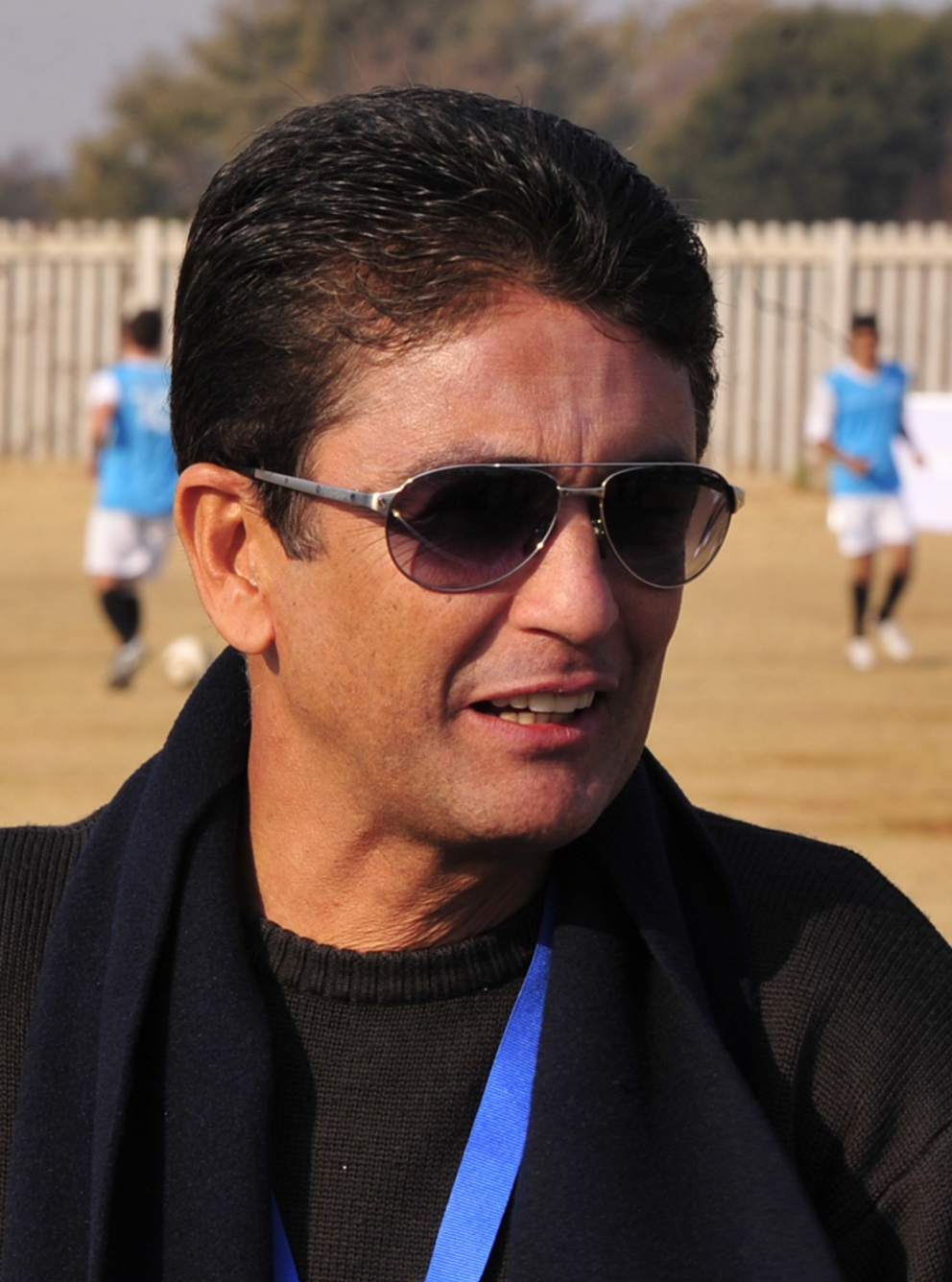
Bebeto

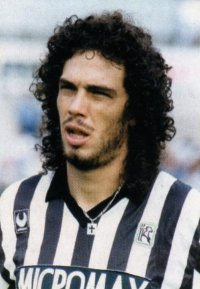
Casagrande

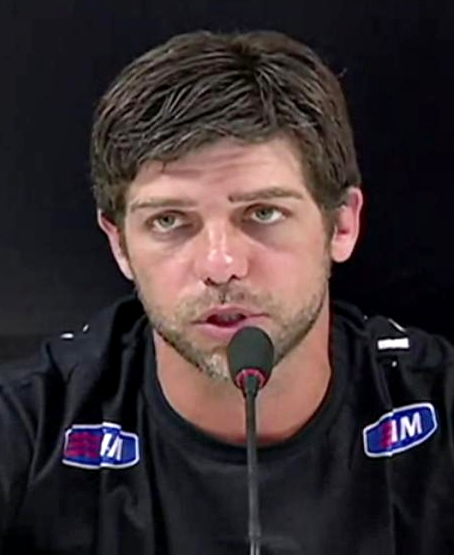
Juninho Pernambucano

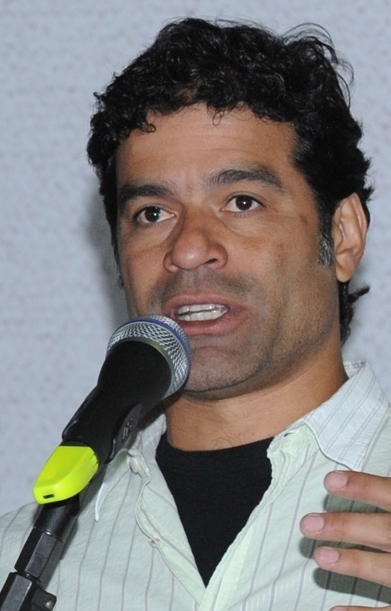
Raí

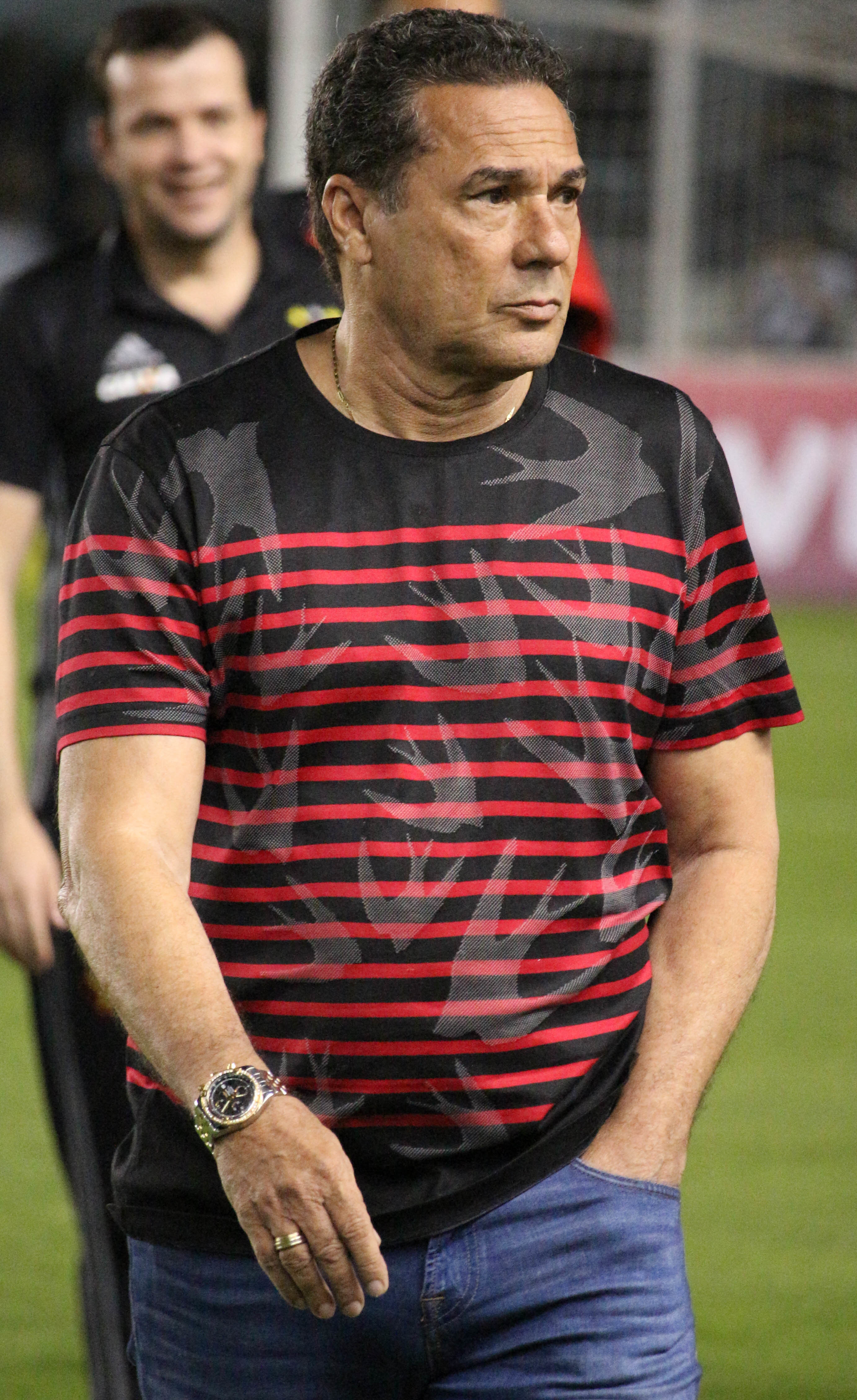
Vanderlei Luxemburgo

- Andrés Sanchez, presidente do Corinthians. (2007-2011; 2020-2021)[203]
- Arthur Elias, treinador.[204]
- Artur Victor, futebolista.[205]
- Bobô, futebolista.[6]
- Bebeto, futebolista.[206]
- Carolina Solberg, voleibolista.[6]
- Casagrande, futebolista.[207]
- Eduardo Bandeira de Mello, presidente do Flamengo. (2013–2015; 2016–2018)[208]
- Elias, futebolista.[209]
- Igor Julião, futebolista.[209]
- Isabel Salgado, voleibolista.[6]
- Gustavo Henrique Araújo, atleta.[6]
- Joanna Maranhão, nadadora.[6]
- João Paulo de Oliveira, automobilista.[210]
- Juninho Pernambucano, futebolista.[209]
- Paulinho, futebolista.[211]
- Raí, futebolista.[212]
- Ramiro, futebolista.[213]
- Reinaldo, futebolista e treinador.[209]
- Servílio de Oliveira, pugilista.[6]
- Vanderlei Luxemburgo, futebolista e treinador.[214]
- Wladimir, futebolista.[209]

## Artistas

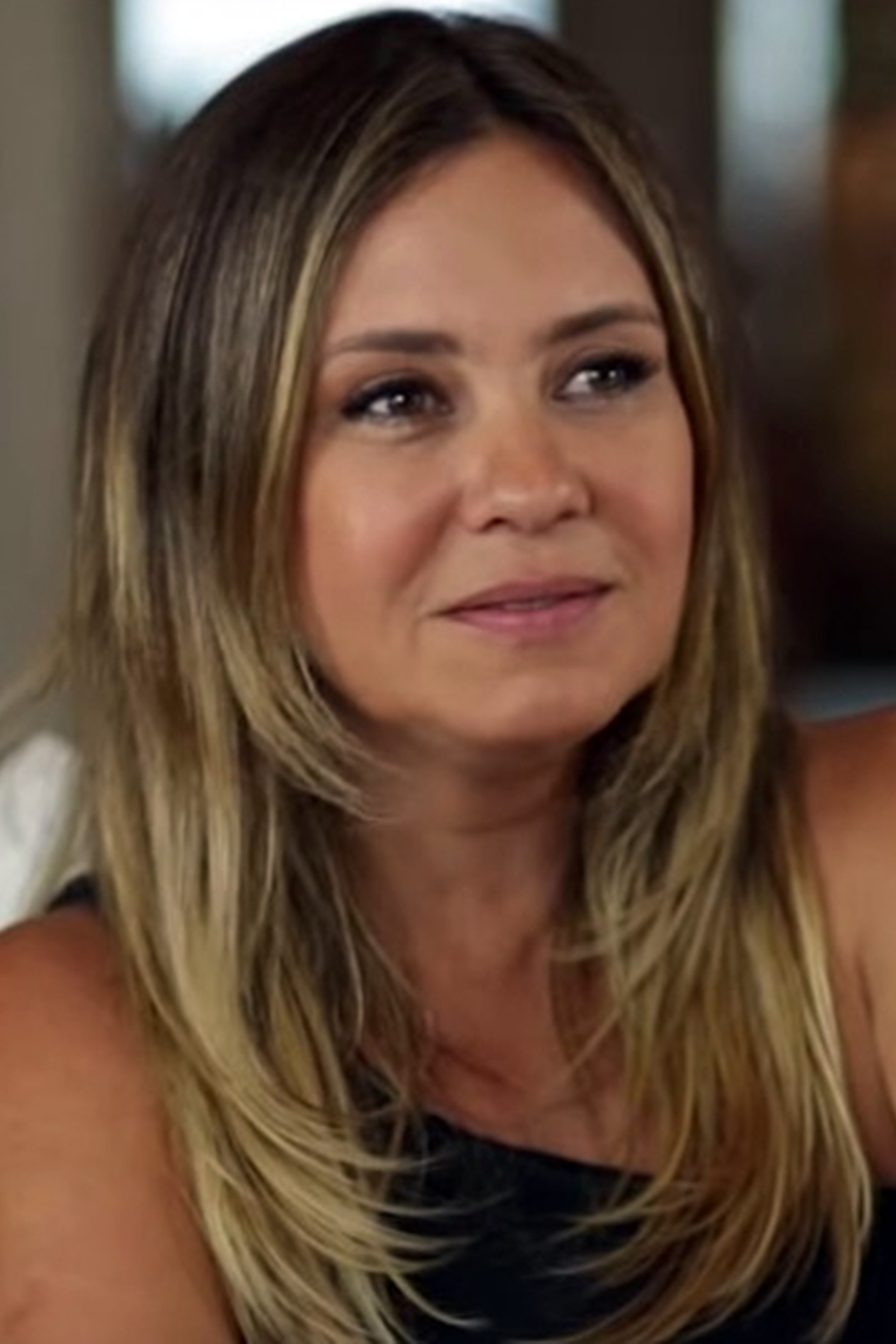
Adriana Esteves

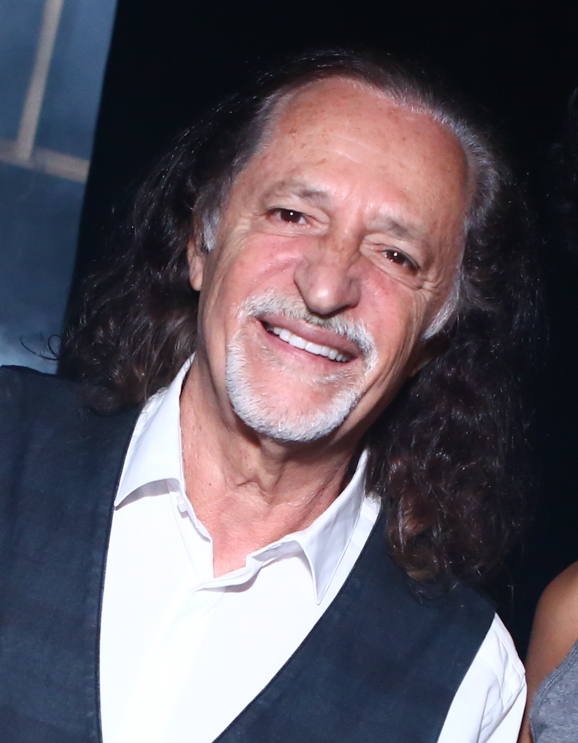
Alçeu Valença

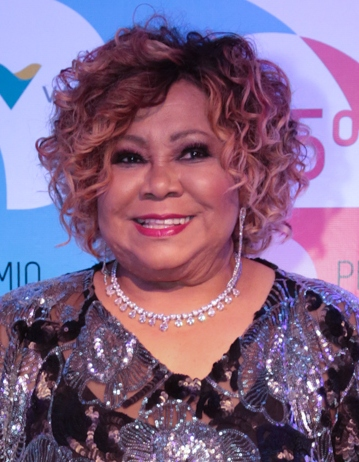
Alcione

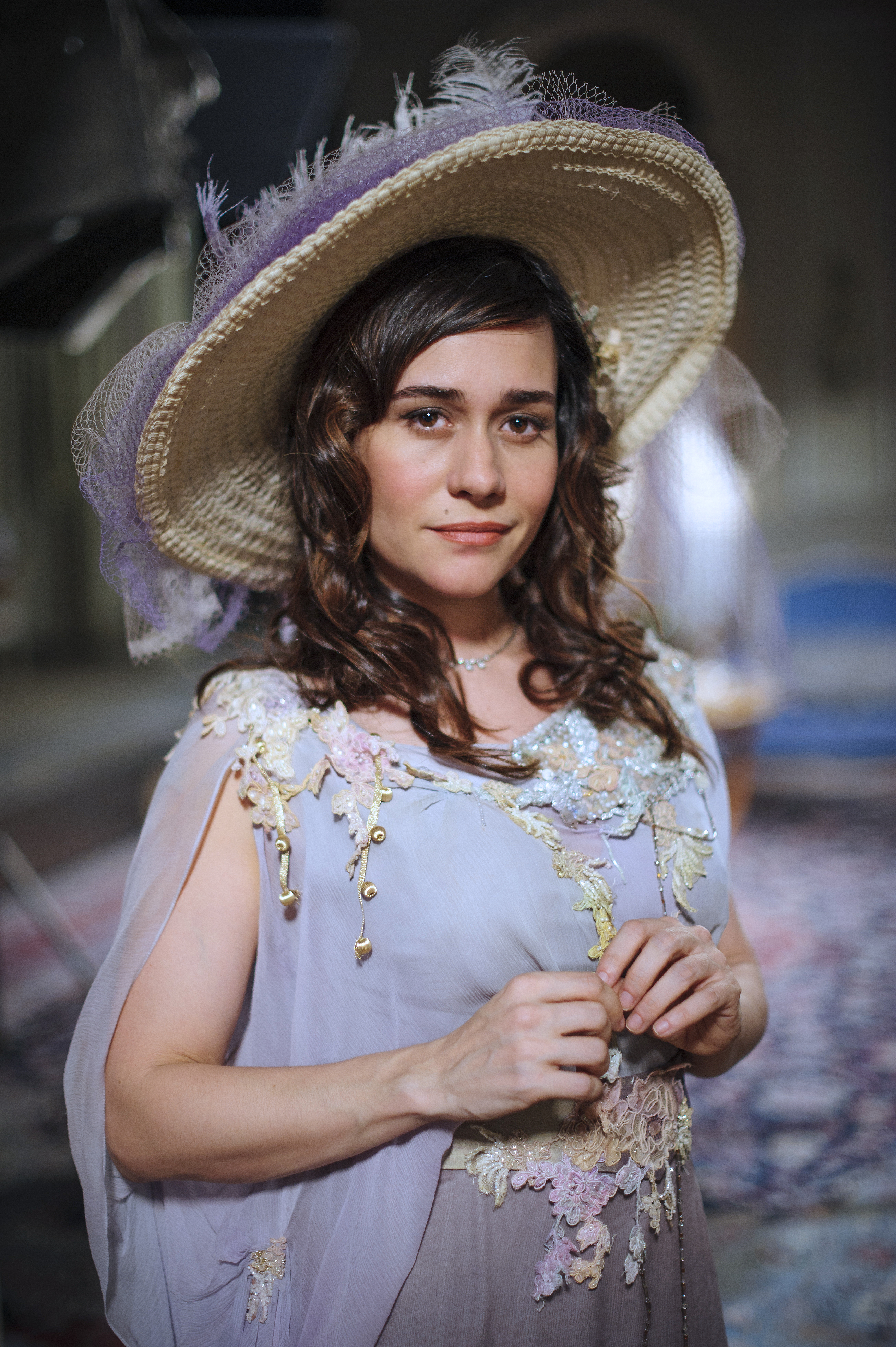
Alessandra Negrini

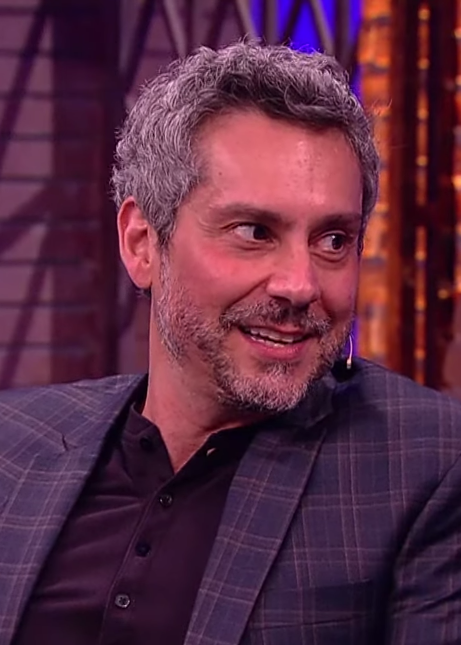
Alexandre Nero

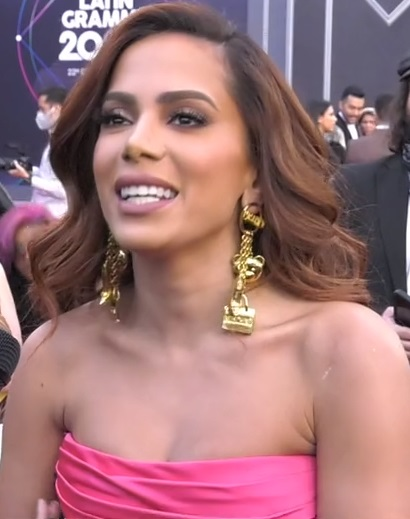
Anitta

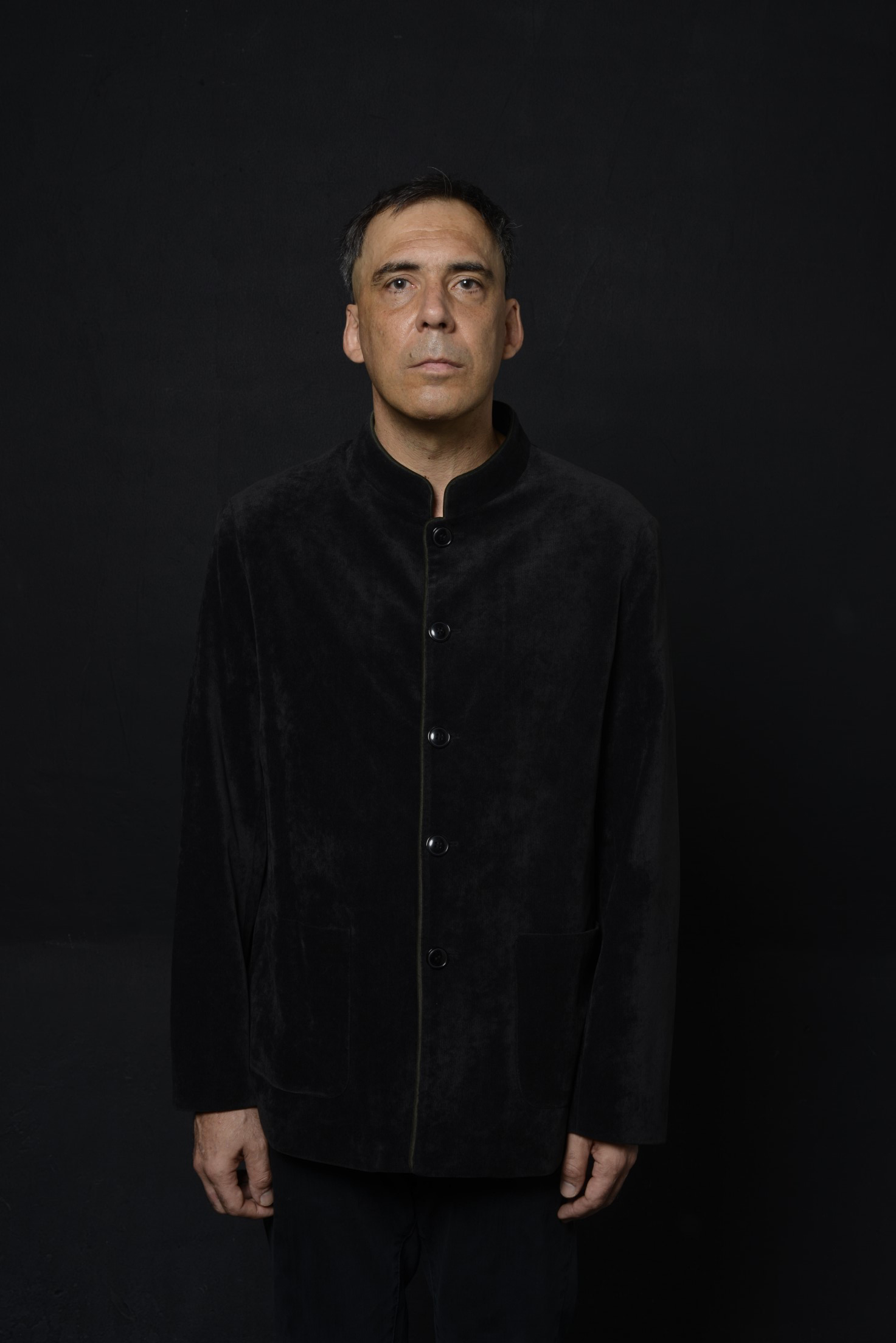
Arnaldo Antunes

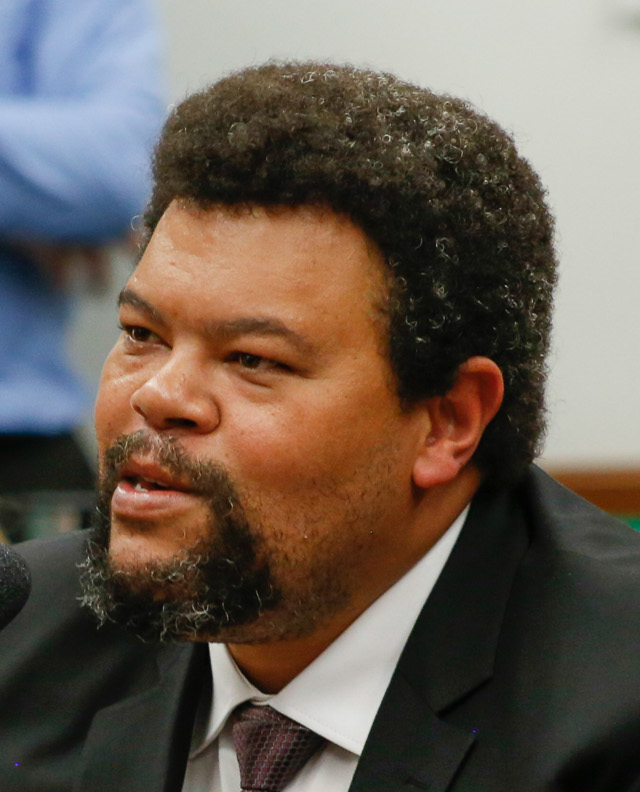
Babu Santana

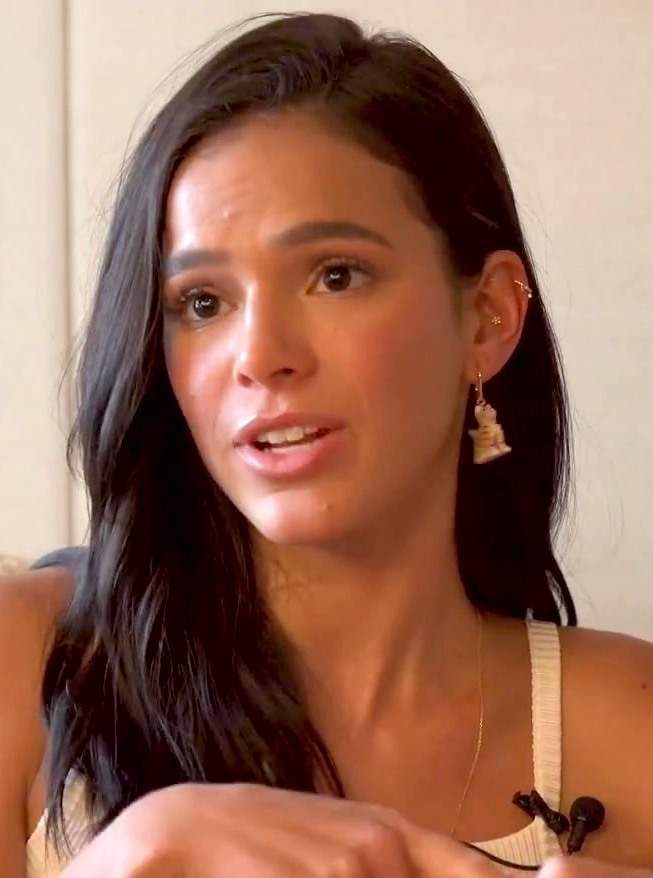
Bruna Marquezine

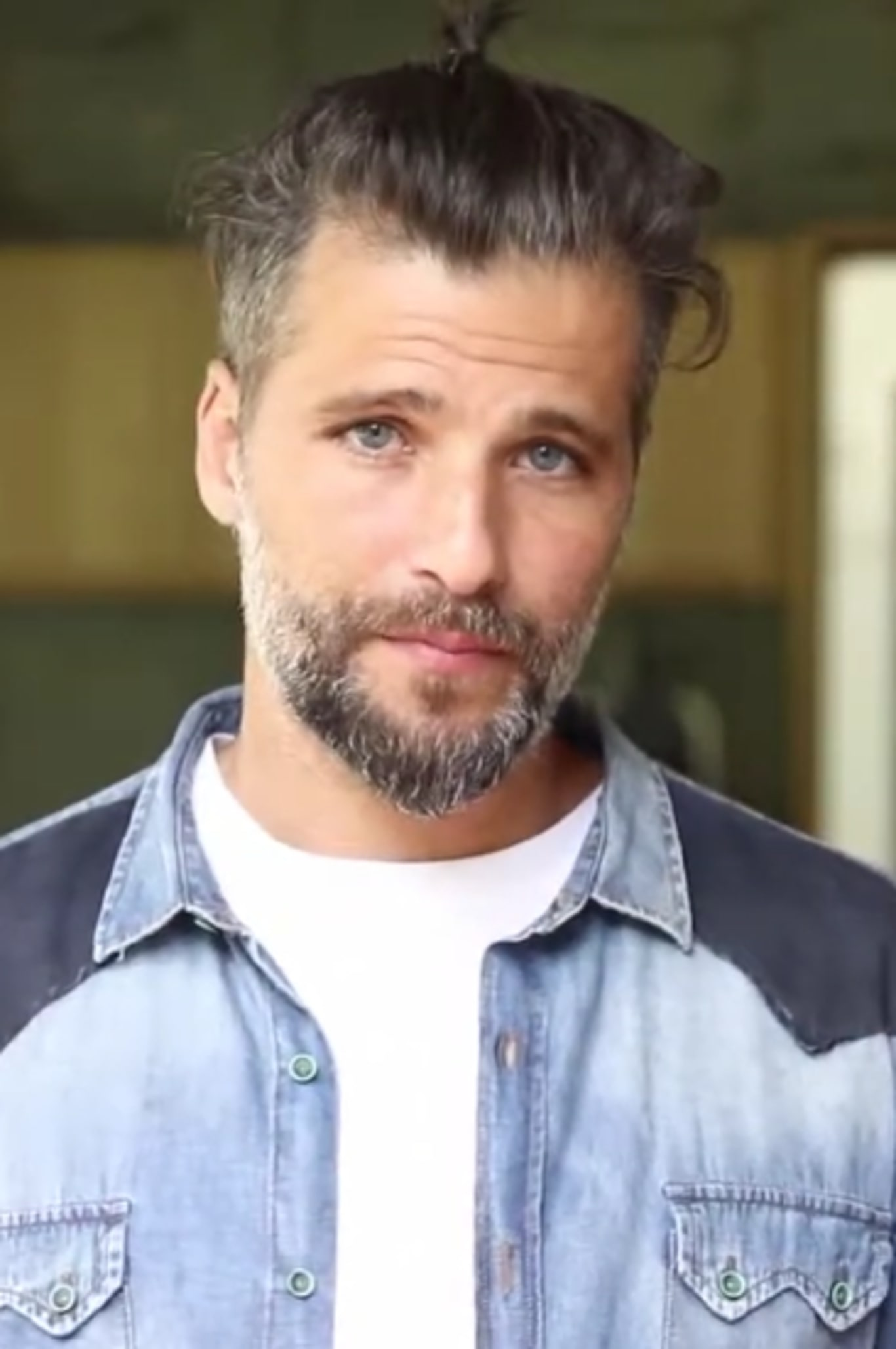
Bruno Gagliasso

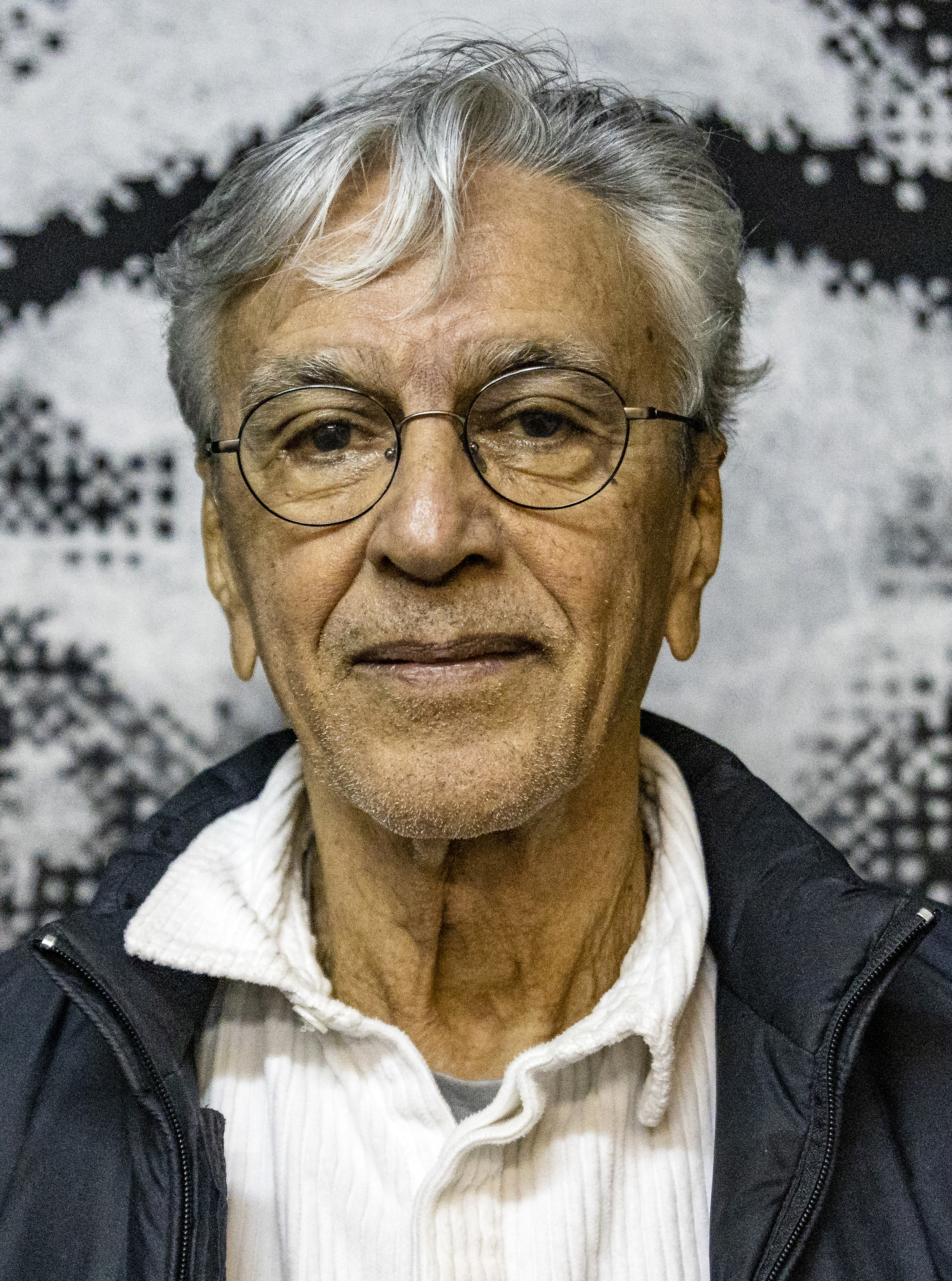
Caetano Veloso

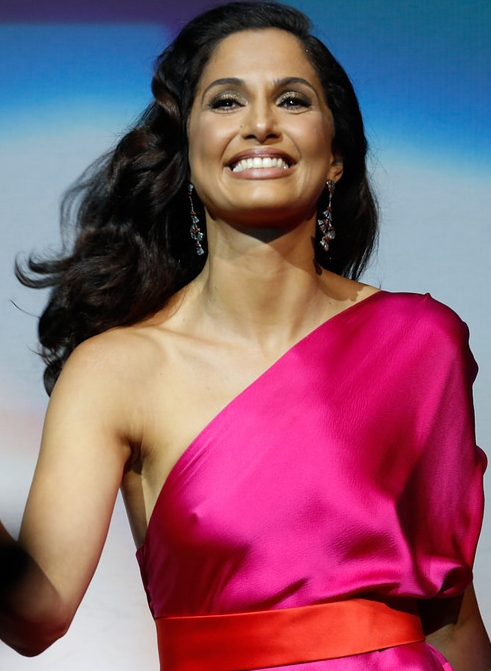
Camila Pitanga

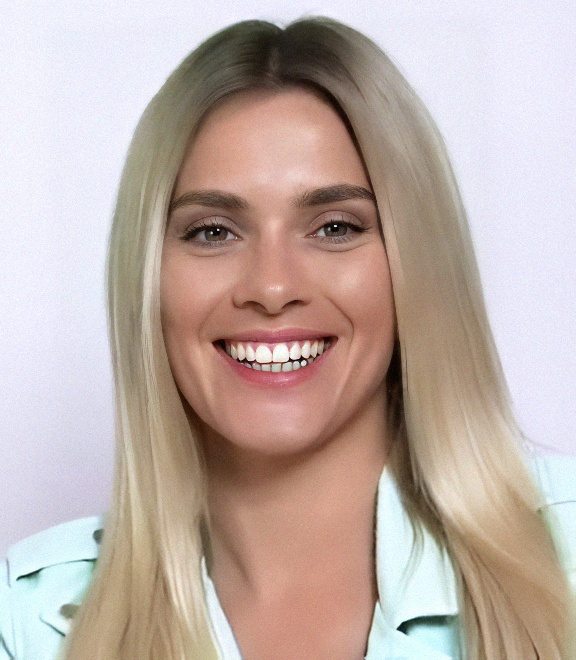
Carolina Dieckmann

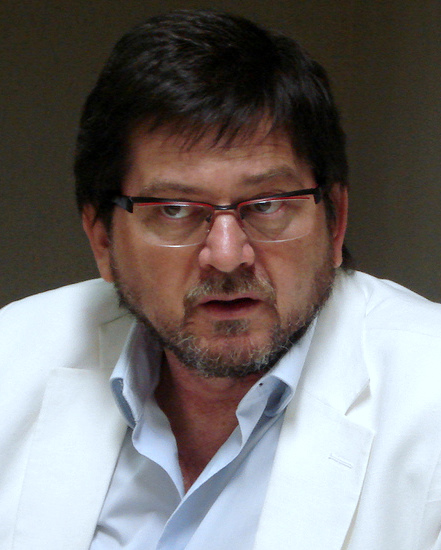
Celso Frateschi

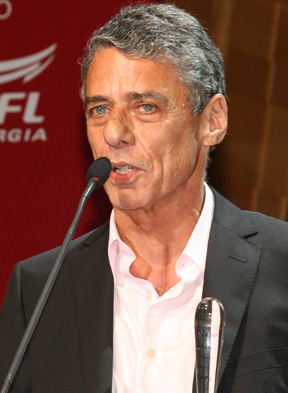
Chico Buarque

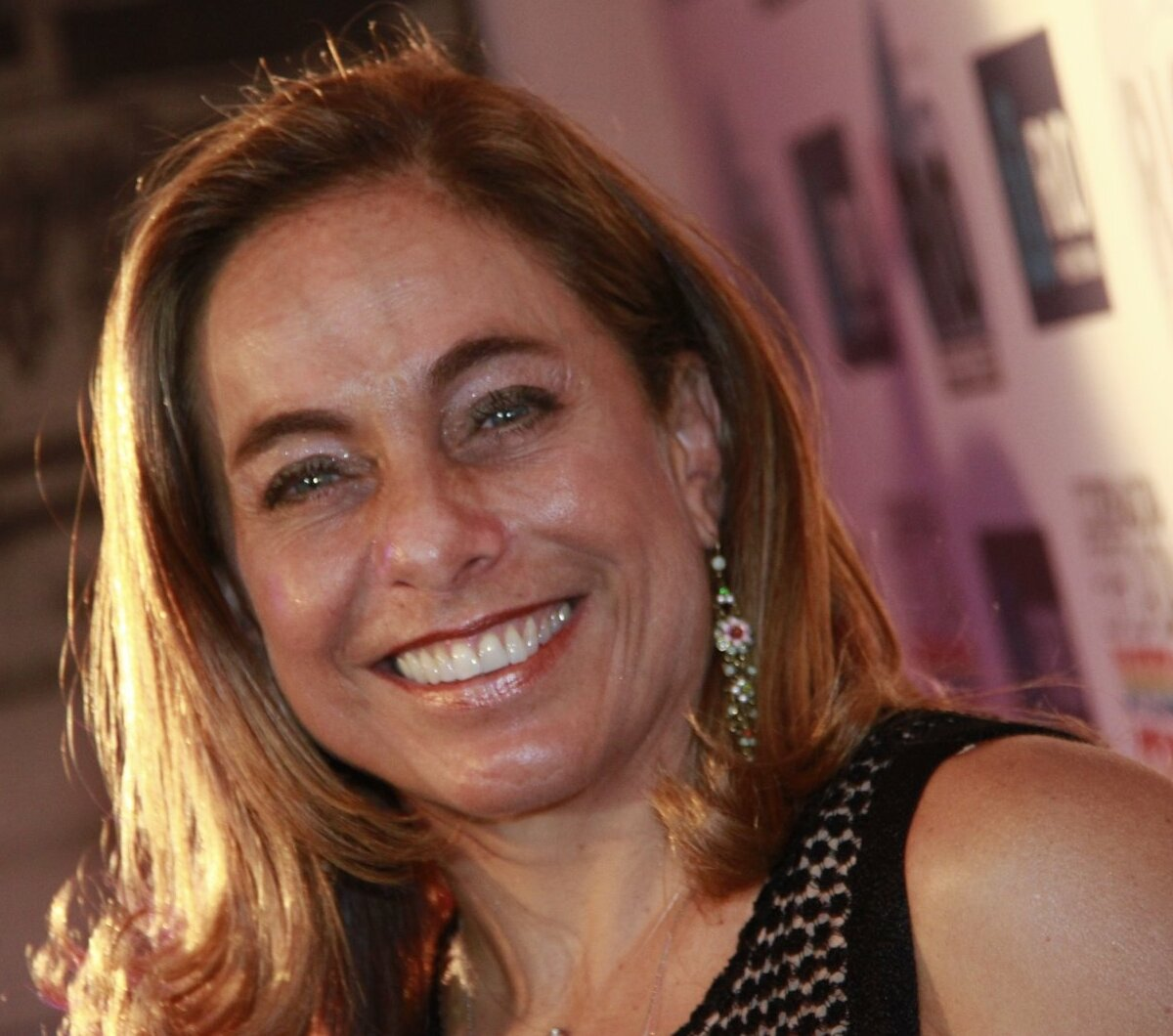
Cissa Guimarães

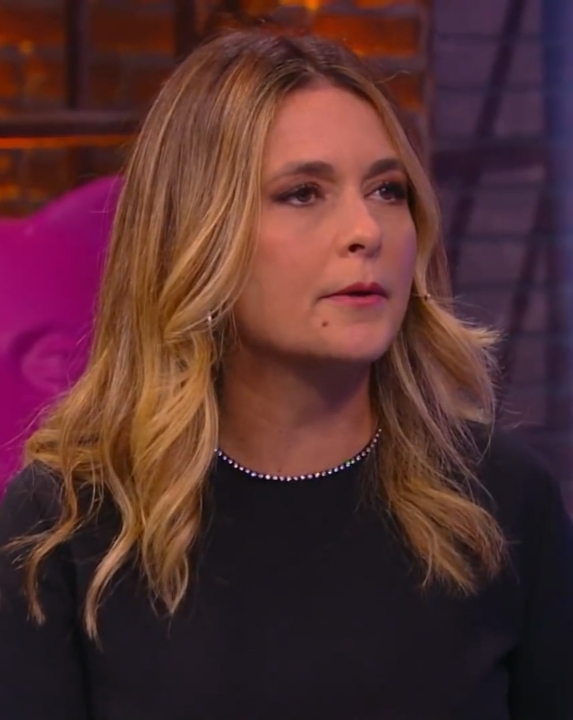
Cláudia Abreu

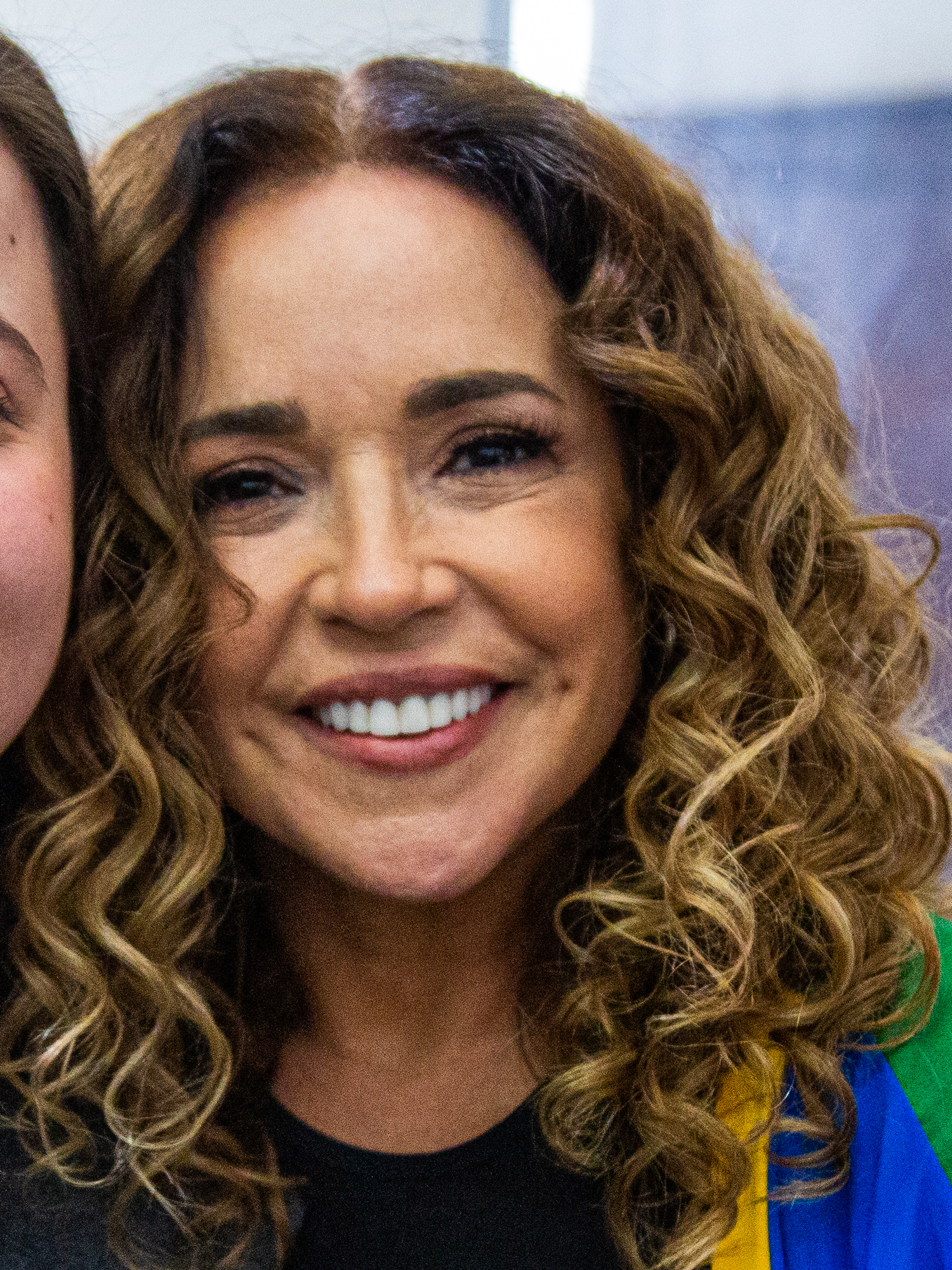
Daniela Mercury

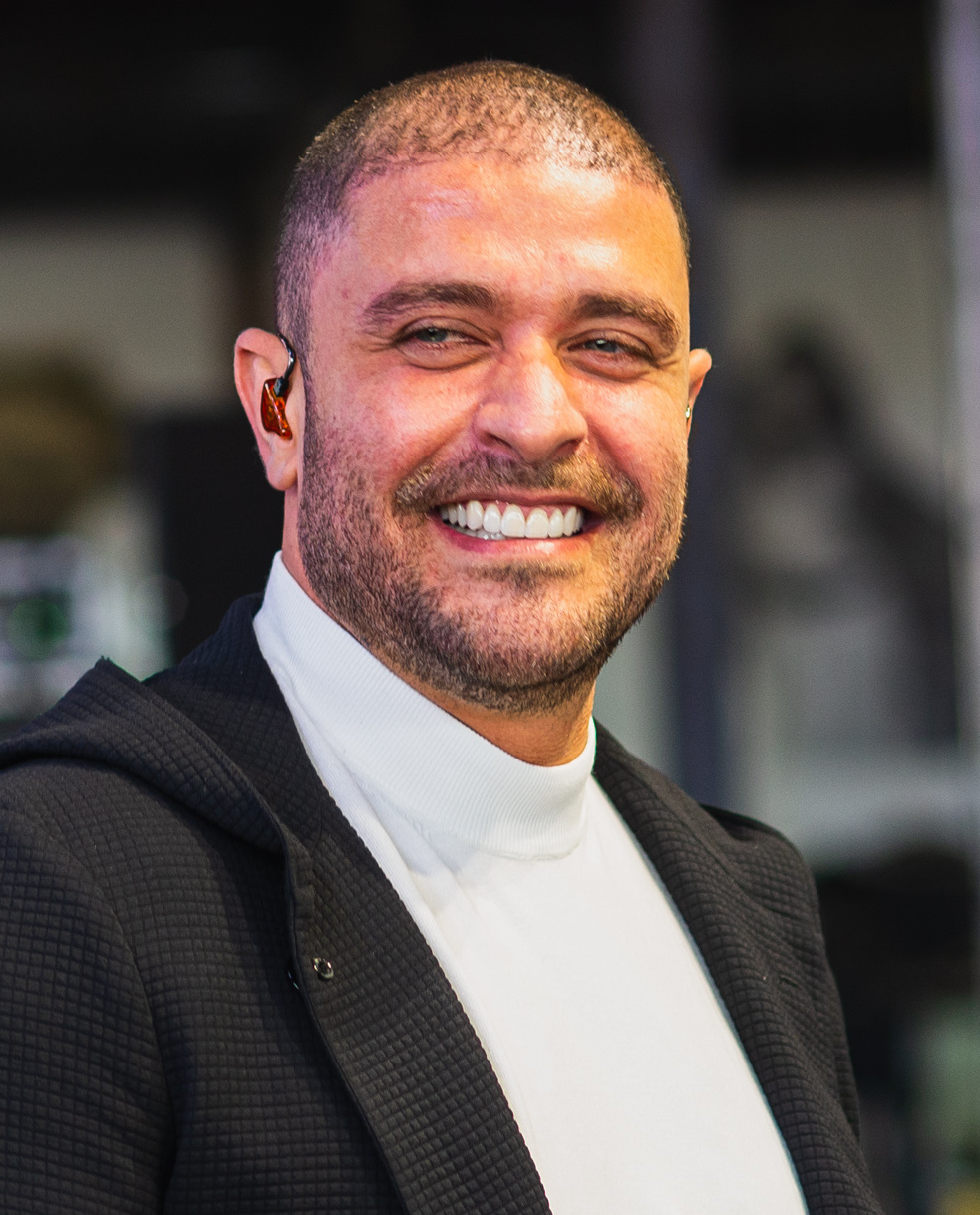
Diogo Nogueira

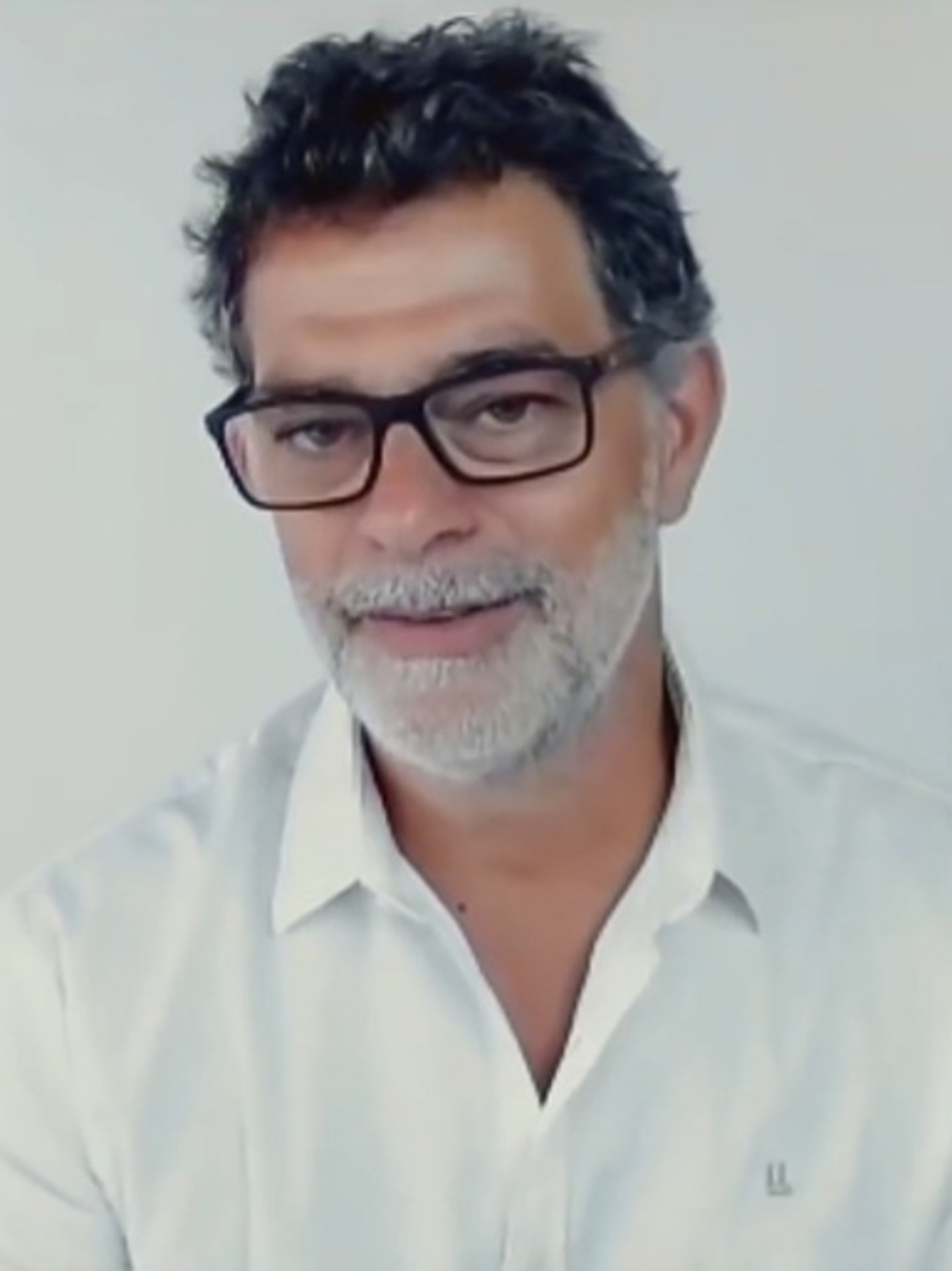
Eduardo Moscovis

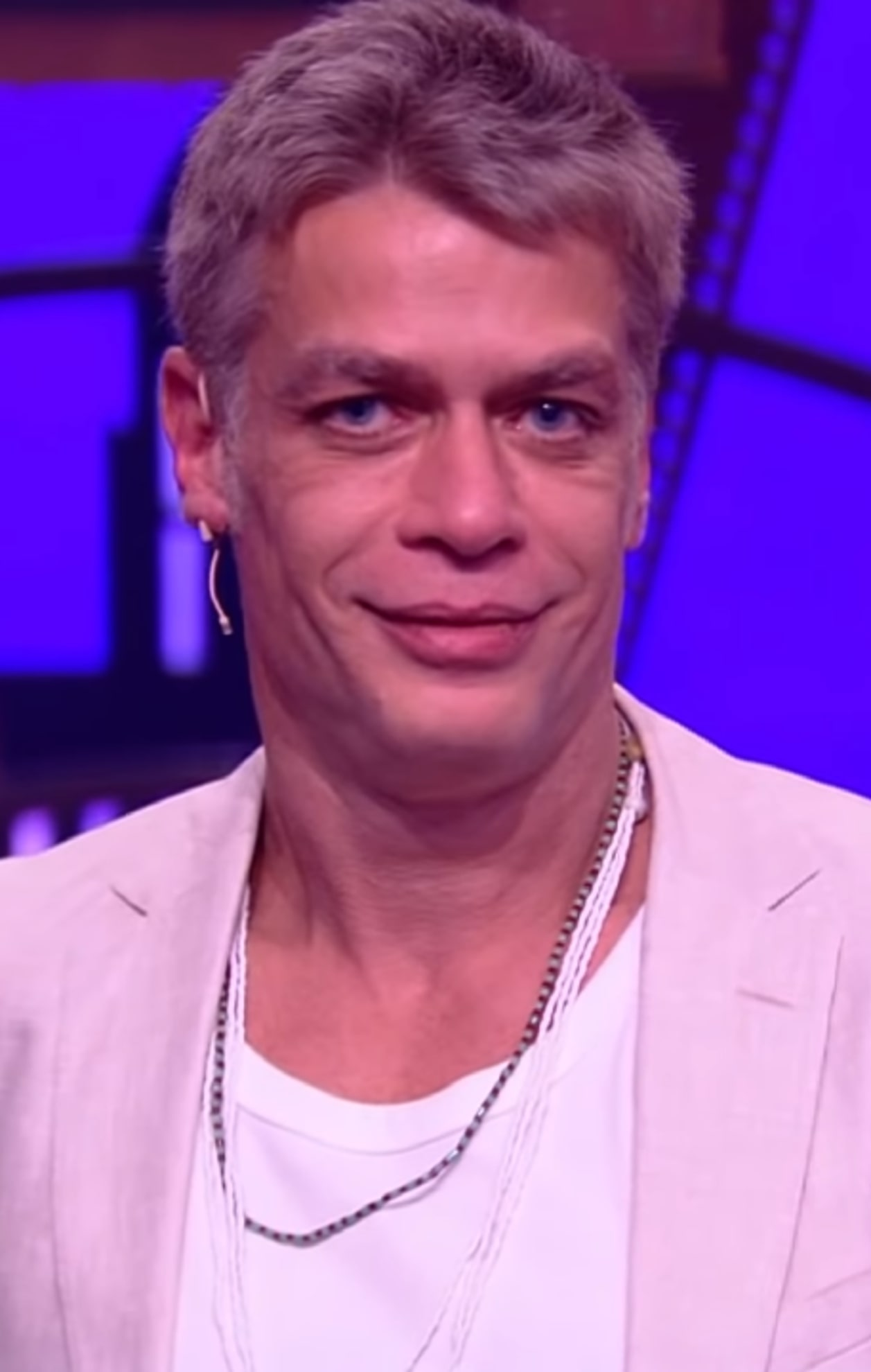
Fábio Assunção

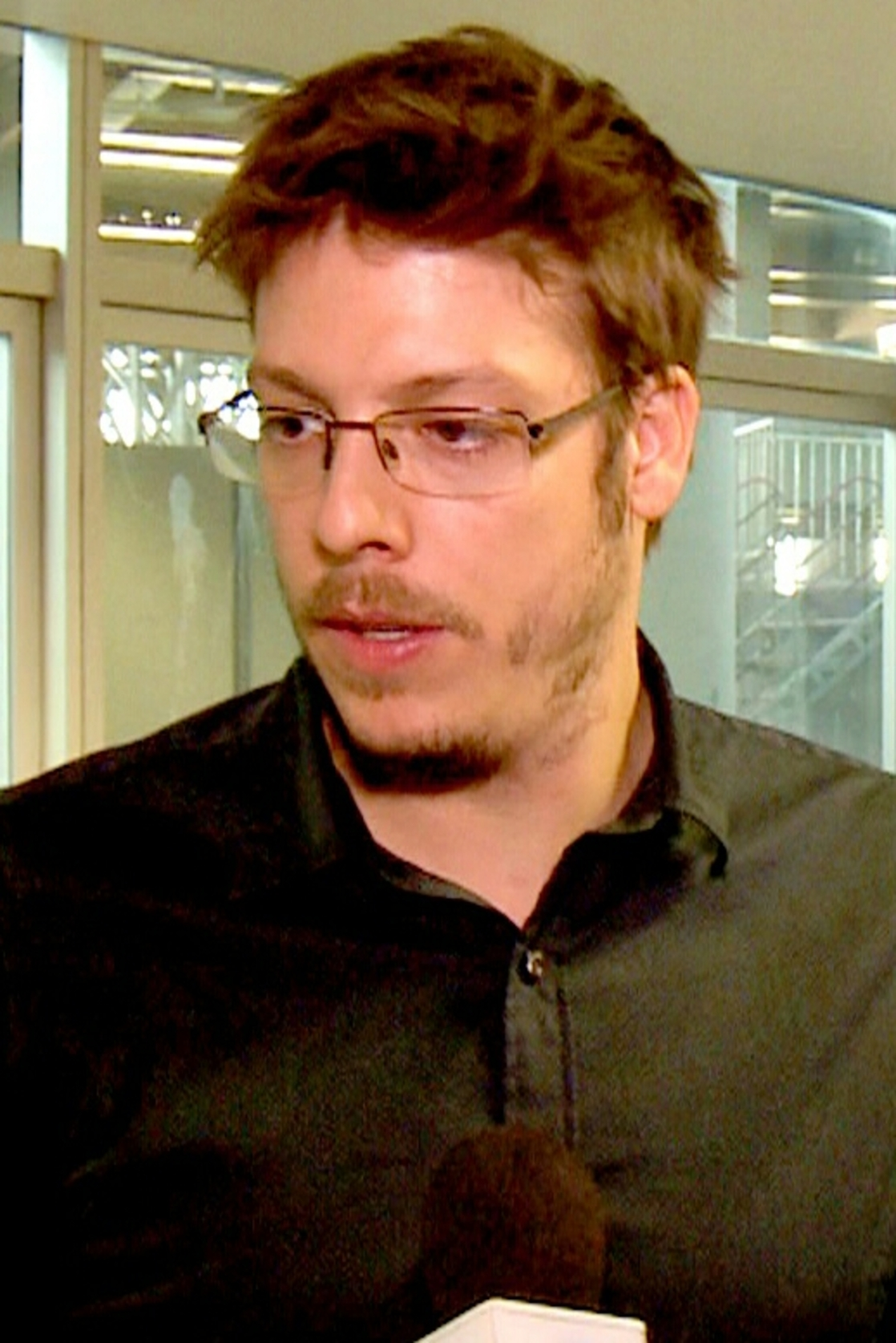
Fabio Porchat

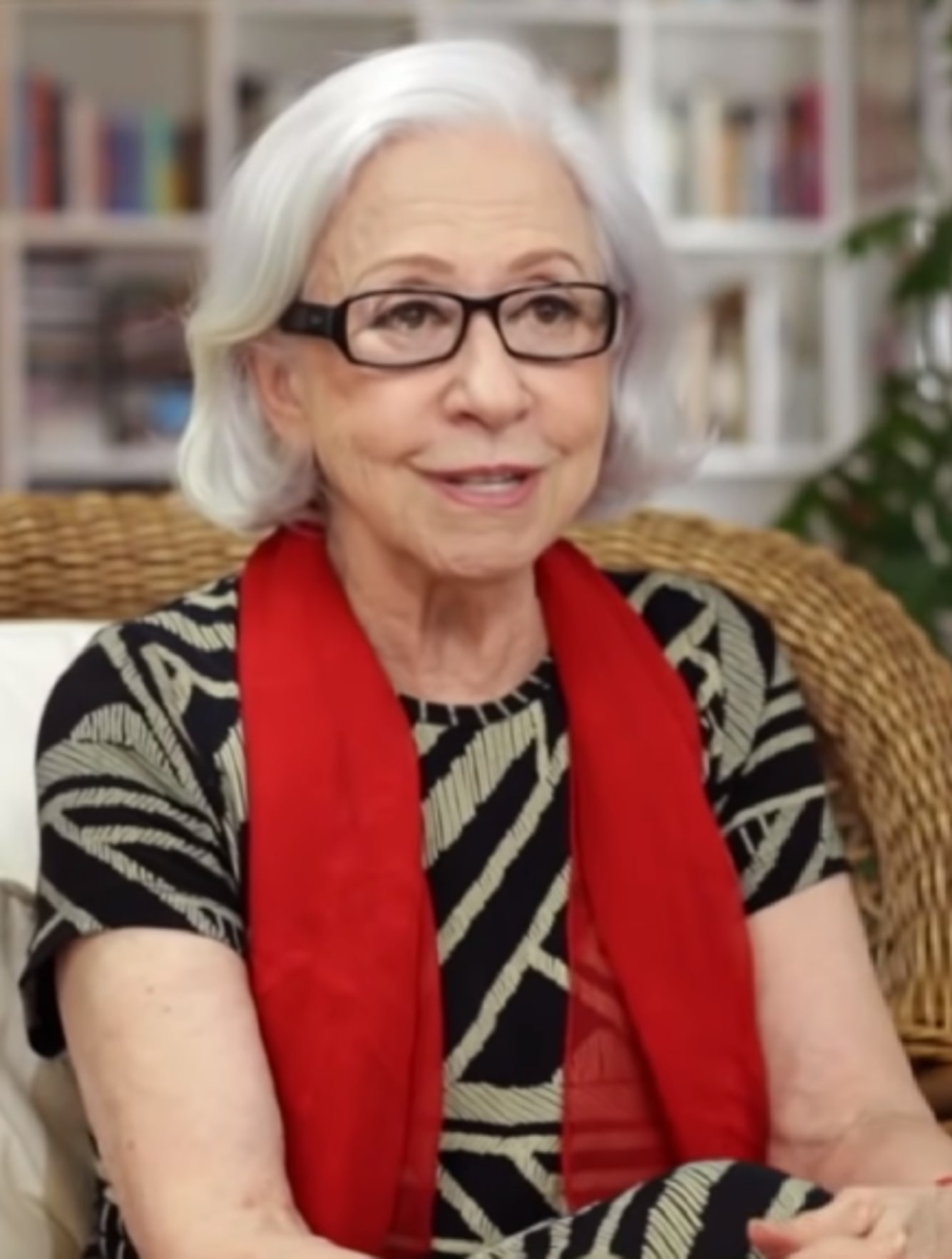
Fernanda Montenegro

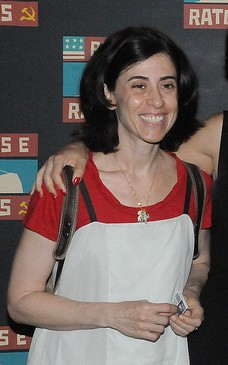
Fernanda Torres

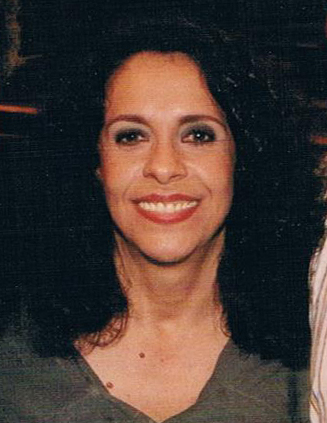
Gal Costa

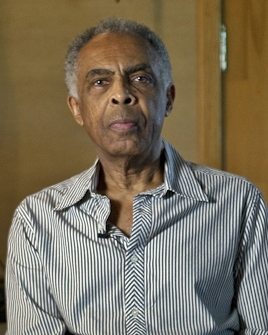
Gilberto Gil

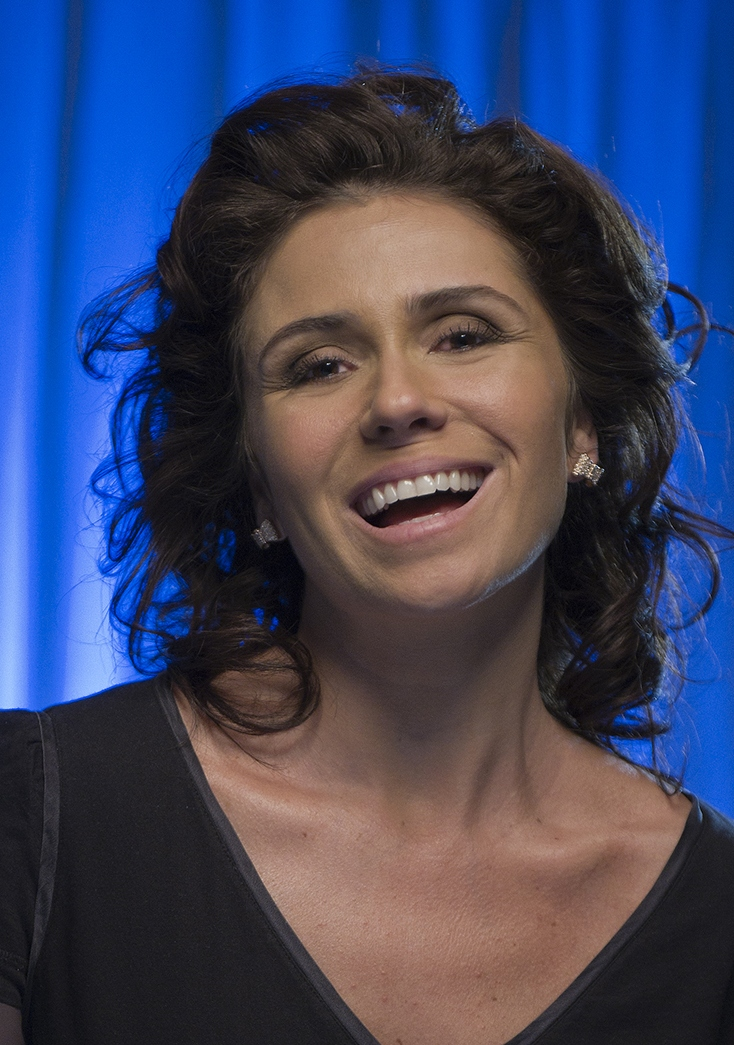
Giovanna Antonelli

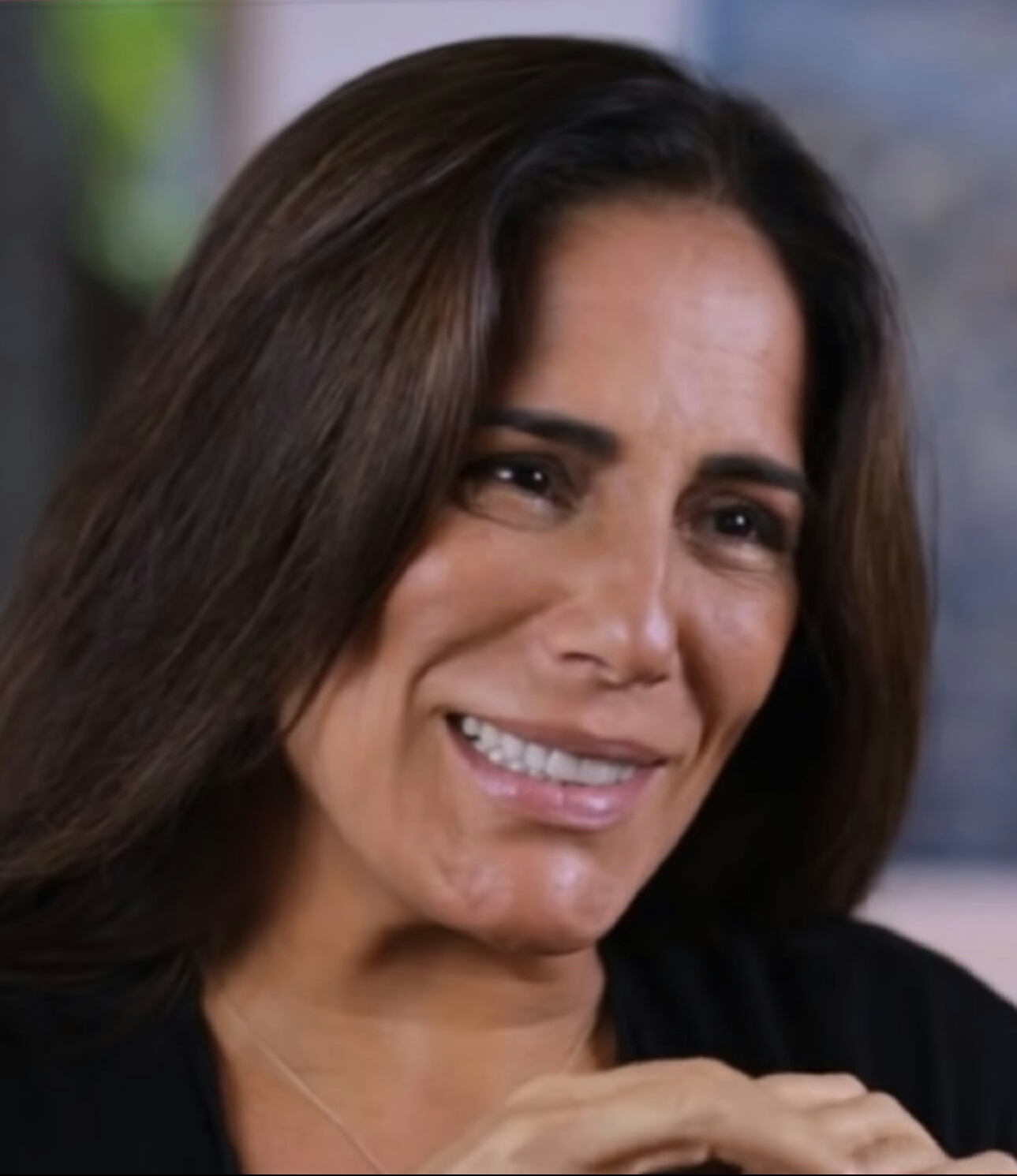
Glória Pires

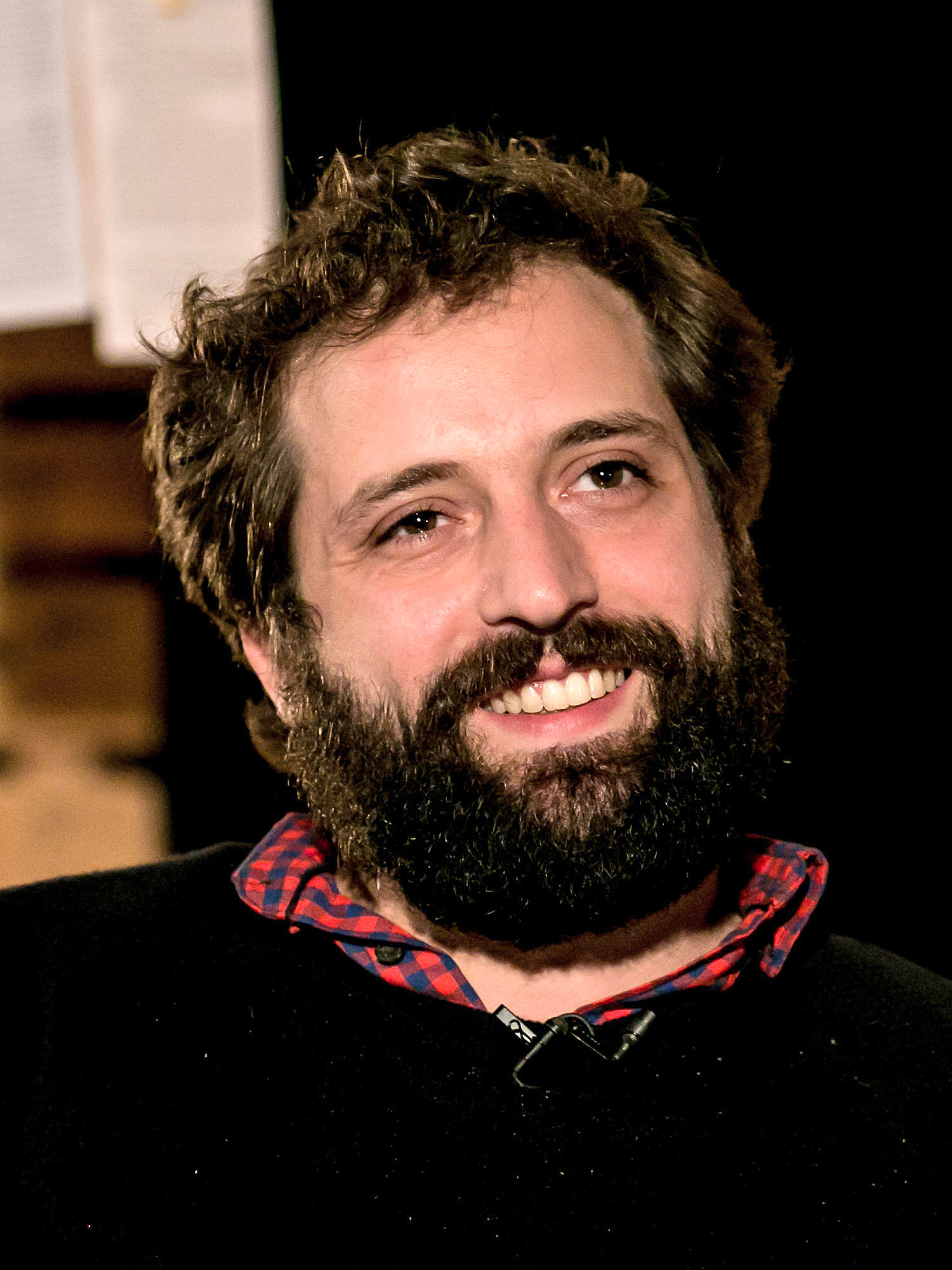
Gregório Duvivier

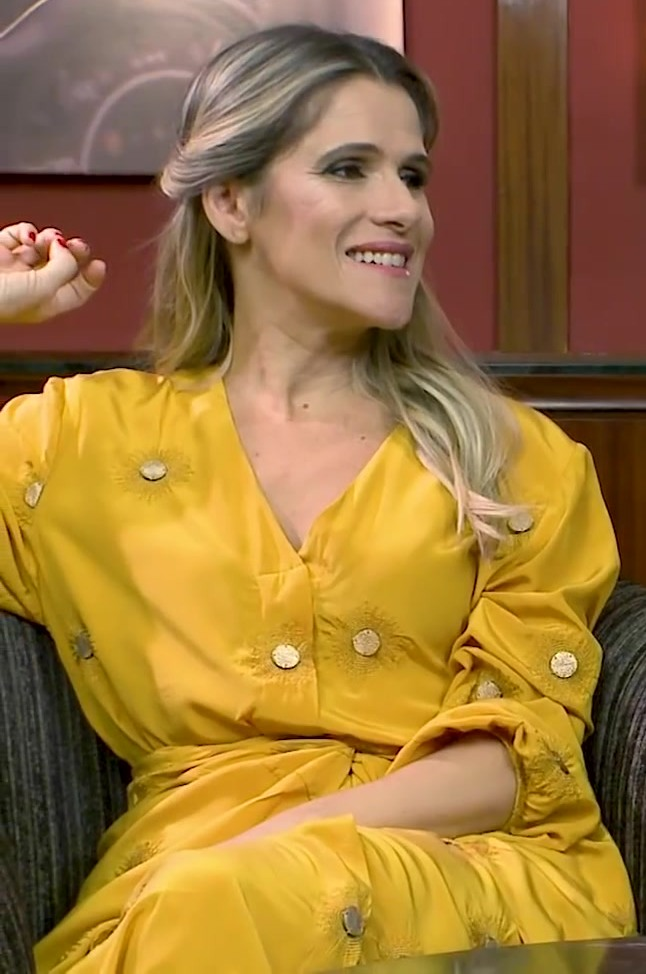
Ingrid Guimarães

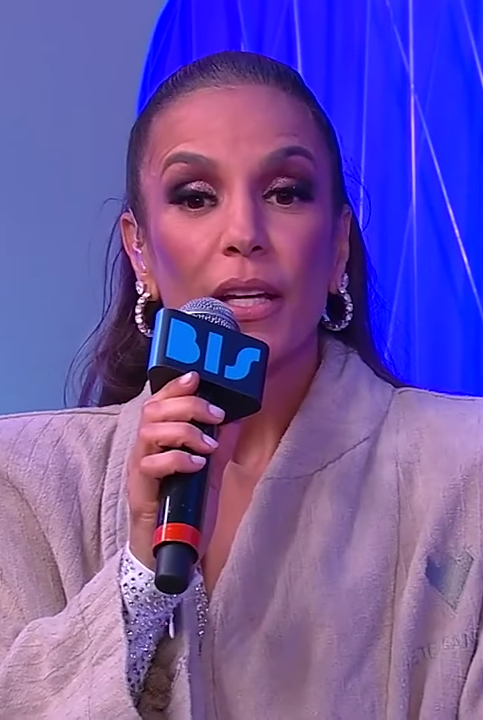
Ivete Sangalo

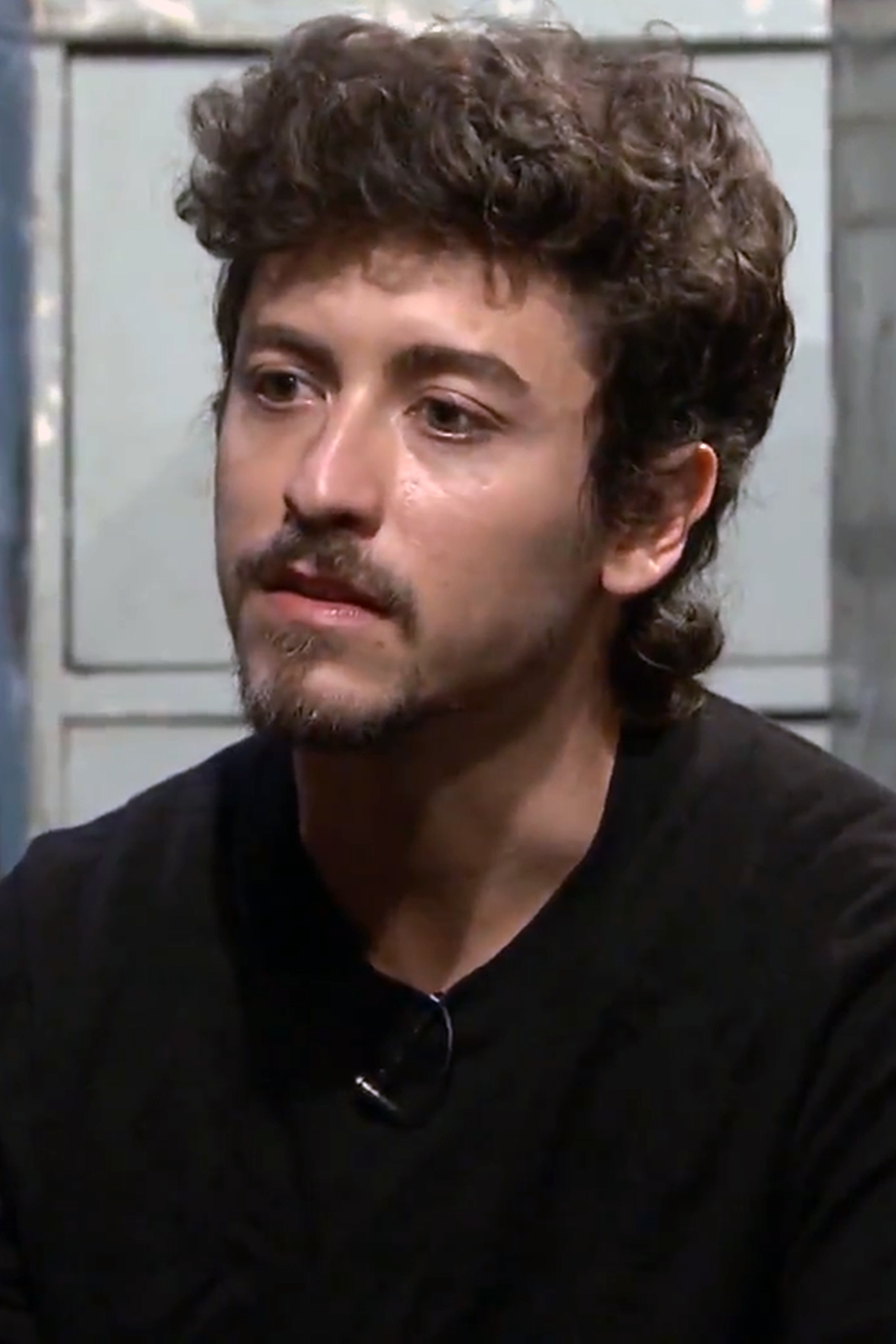
Jesuíta Barbosa

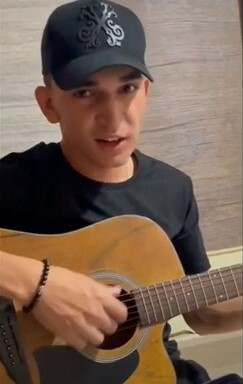
João Gomes

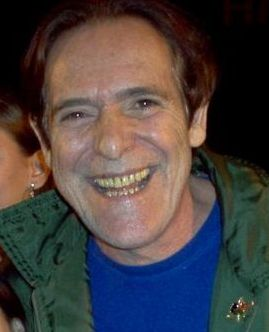
José de Abreu

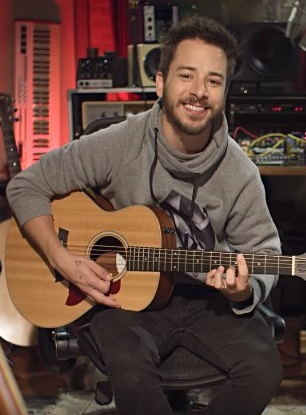
Junior Lima

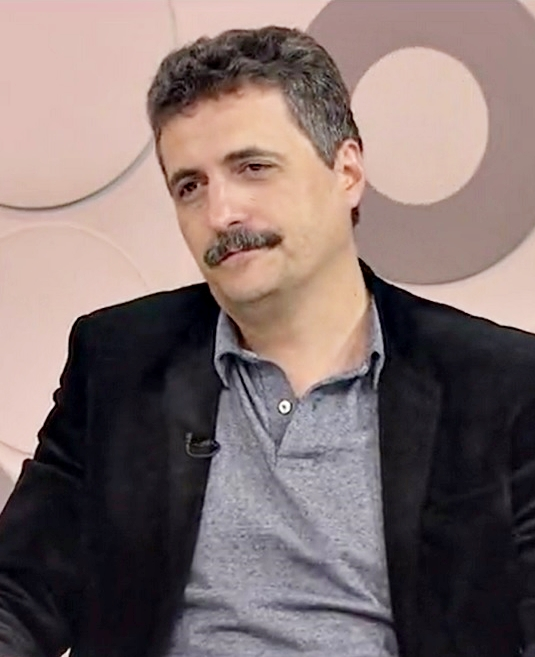
Kleber Mendonça Filho

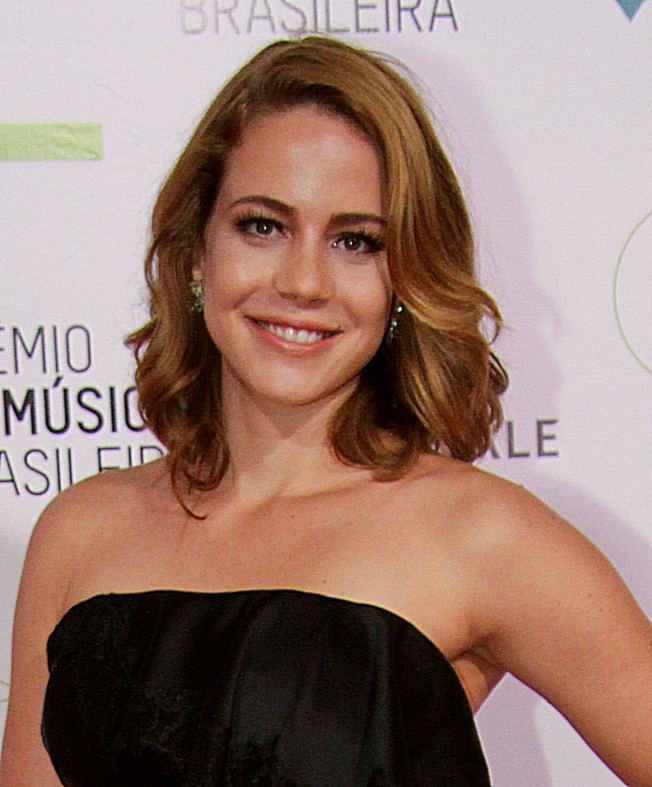
Leandra Leal

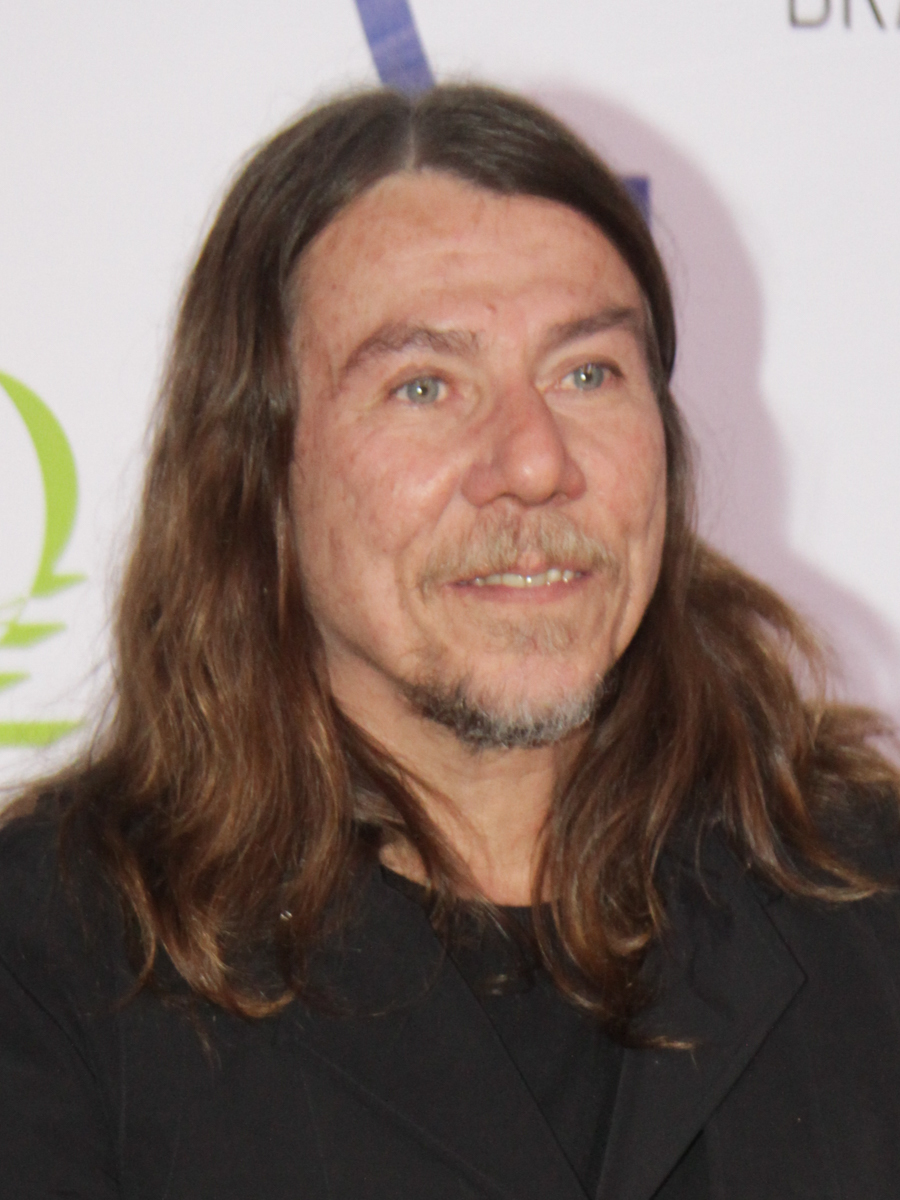
Lenine

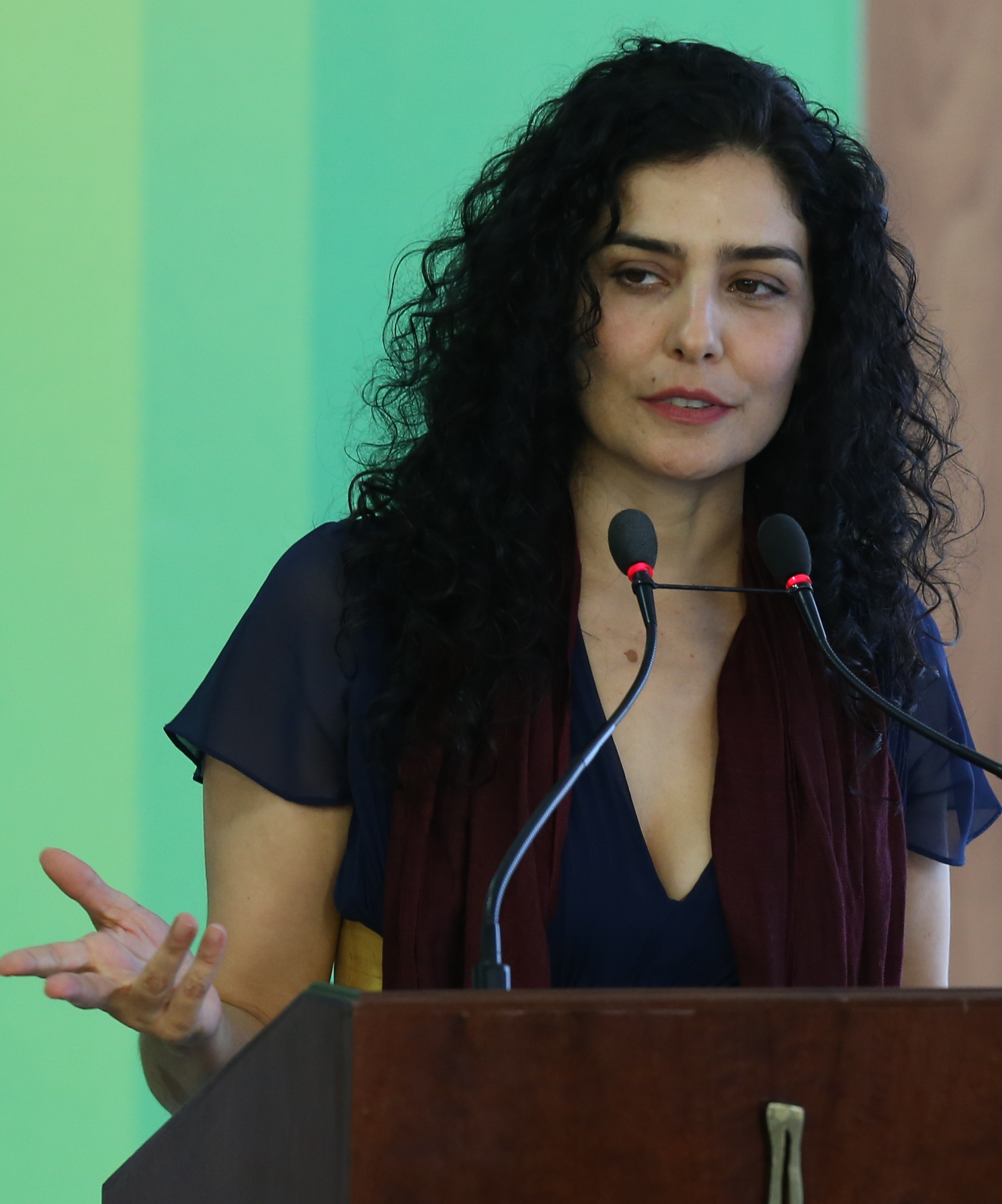
Letícia Sabatella

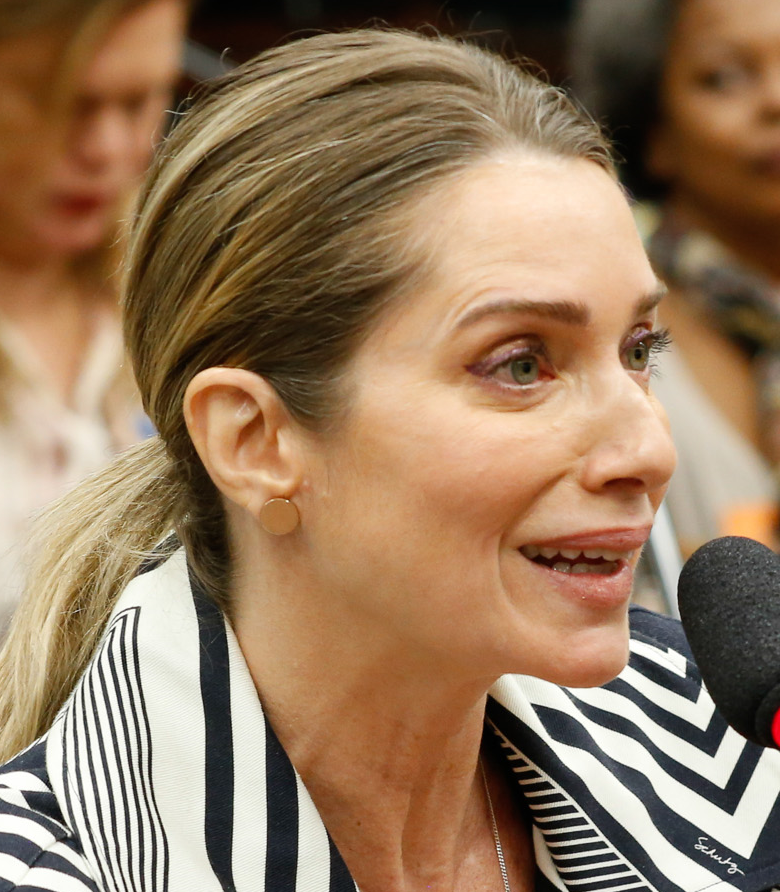
Leticia Spiller

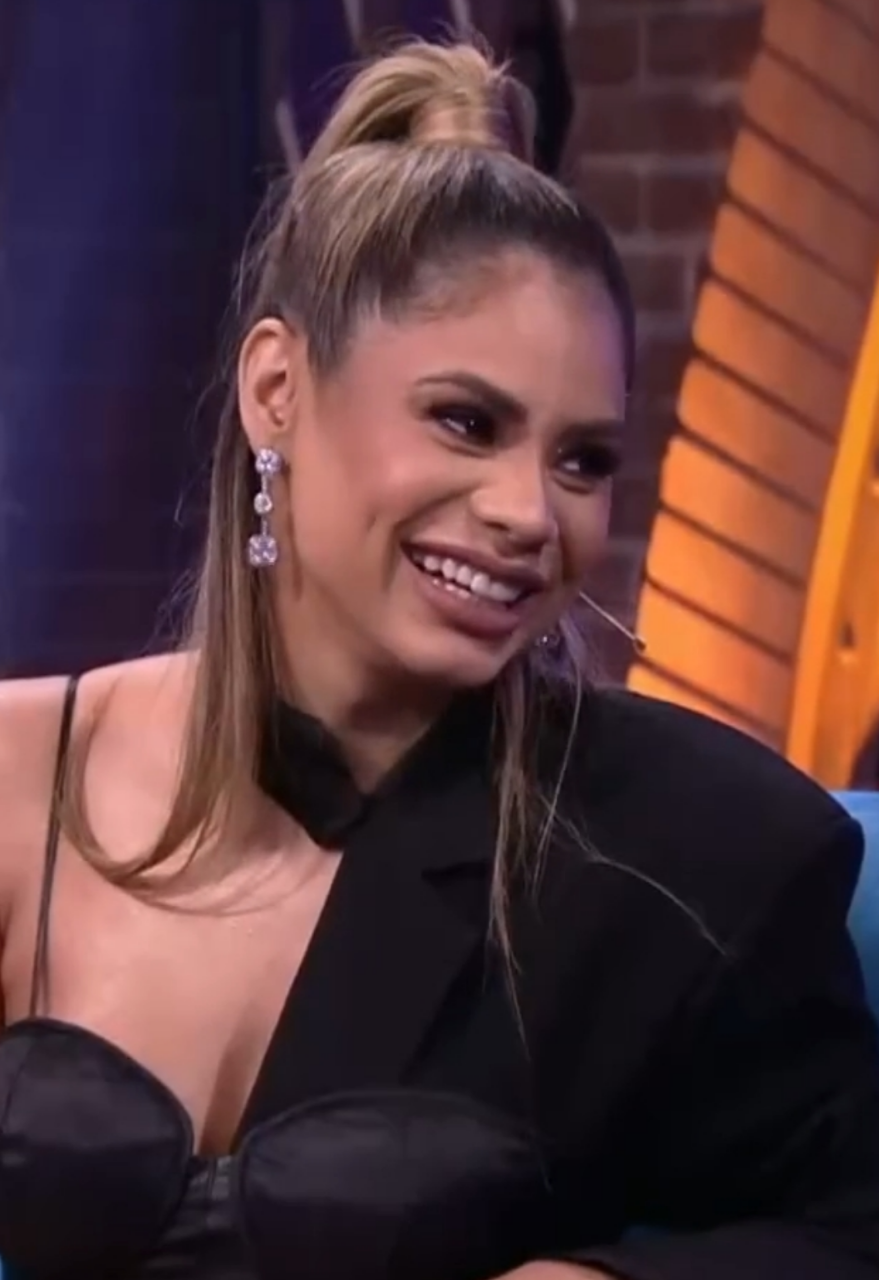
Lexa

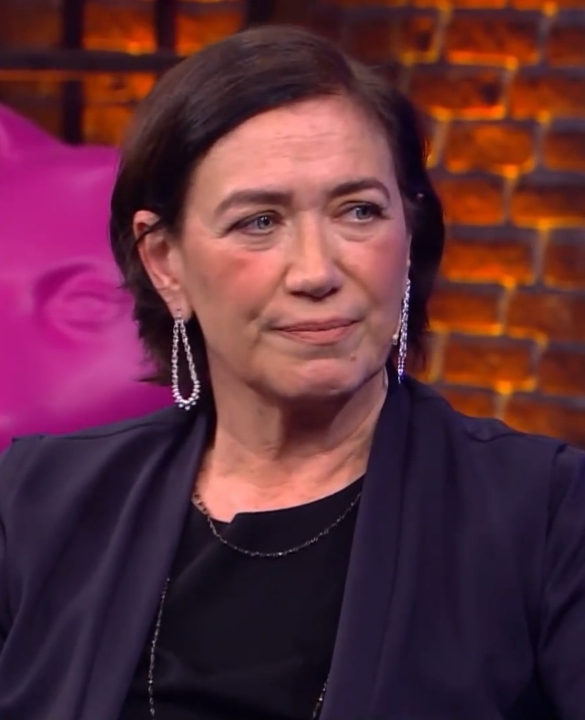
Lilia Cabral

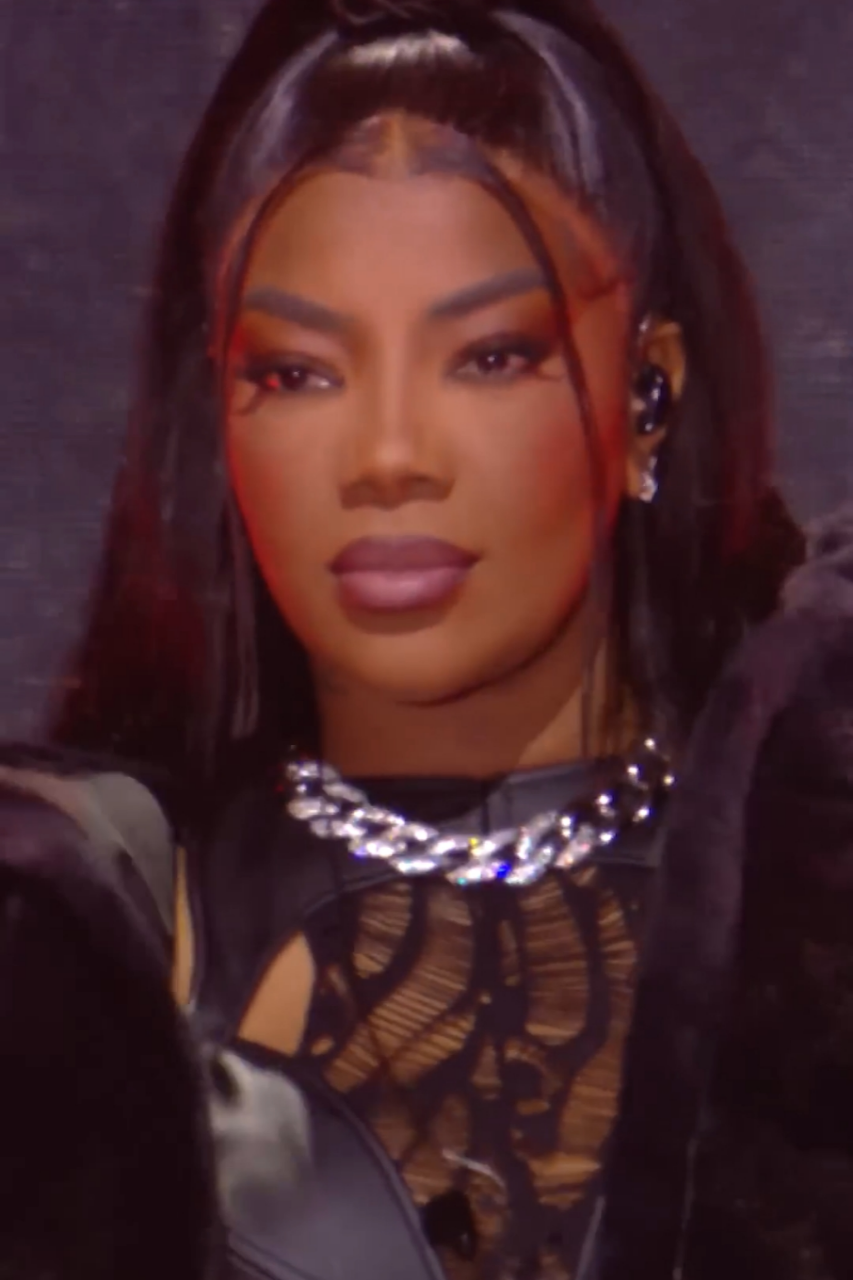
Ludmilla

[[Ficheiro:IZA em 2019.jpg|thumb|upright=0.7|Iza
[[Ficheiro:Lázaro Ramos 01.jpg|thumb|upright=0.7|Lázaro Ramos]
[[Ficheiro:Pedro Cardoso TV Brasil.jpg|thumb|upright=0.7|Pedro Cardoso]
- Adriana Calcanhotto, cantora.[50]
- Adriana Esteves, atriz.[215]
- Aílton Graça, ator.[216]
- Alanis Guillen, atriz.[217]
- Alceu Valença, músico.[218]
- Alcione, cantora.[219]
- Alice Wegmann, atriz.[220]
- Aline Borges, atriz.[221]
- Alinne Moraes, atriz.[50]
- Alessandra Negrini, atriz.[222]
- Alexandre Nero, ator.[223]
- Ana Beatriz Nogueira, atriz.[224]
- Ana Hikari, atriz.[225]
- Andréia Horta, atriz.[226]
- Ângelo Antônio, ator.[227]
- Anitta, cantora.[228]
- Anna Muylaert, cineasta.[229]
- Antonio Calloni, ator.[230]
- Antônio Grassi, ator.[50]
- Antônio Pitanga, ator.[50]
- Antonio Tabet, ator.[231]
- Aramis Trindade, ator.[232]
- Armando Babaioff, ator.[233]
- Arnaldo Antunes, músico.[202]
- Baco Exu do Blues, músico.[50]
- Babu, ator.[234]
- Bárbara Paz, atriz.[235]
- Bemvindo Sequeira, ator.[50]
- Betty Faria, atriz.[236]
- Bianca Bin, atriz.[237]
- Bruna Marquezine, atriz.[202]
- Bruno Gagliasso, ator.[202]
- Bruno Garcia, ator.[238]
- Caco Ciocler, ator.[50]
- Caetano Veloso, músico.[239]
- Caio Blat, ator.[240]
- Camila Morgado, atriz.[50]
- Camila Pitanga, atriz.[241]
- Camila Queiroz, atriz.[242]
- Carlinhos Brown, músico.[50]
- Carolina Dieckmann, atriz.[237]
- Carolinie Figueiredo, atriz.[243]
- Celso Frateschi, ator.[244]
- Chay Suede, ator.[245]

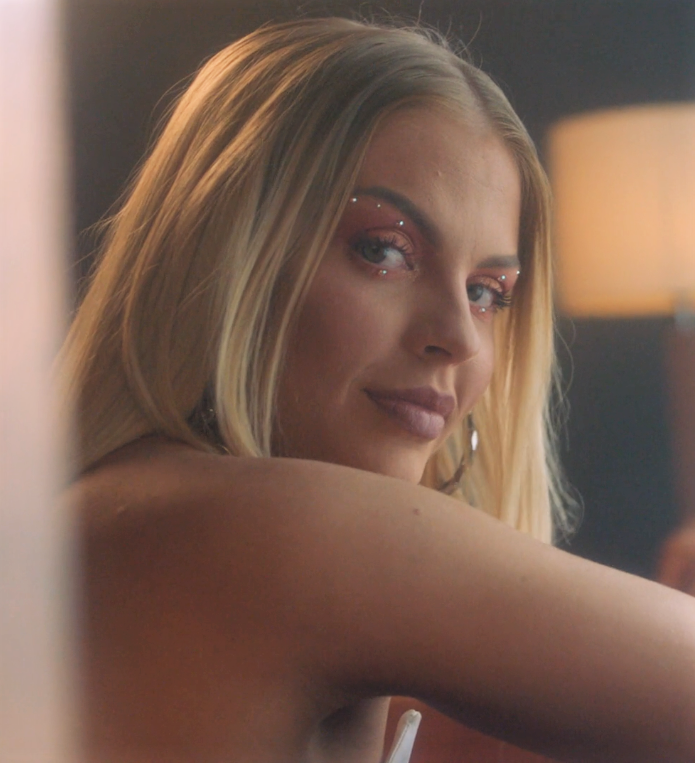
Luísa Sonza

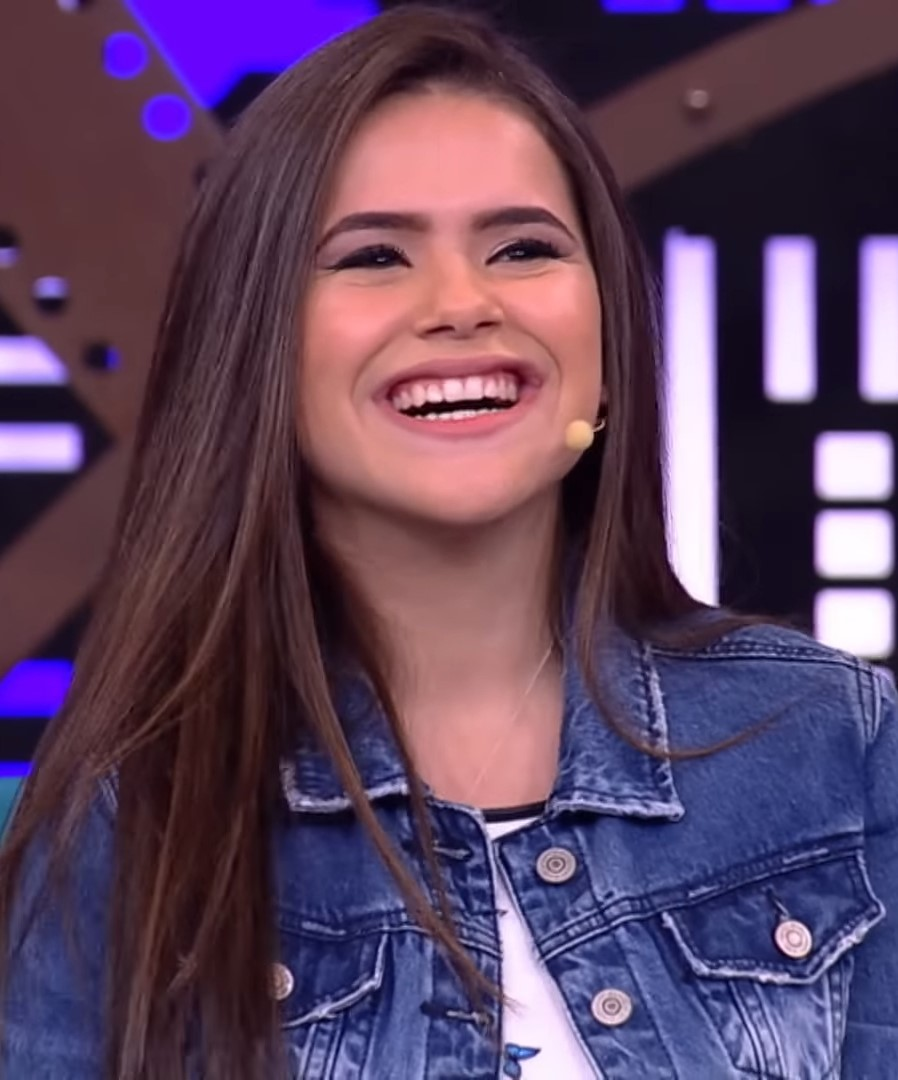
Maísa Silva

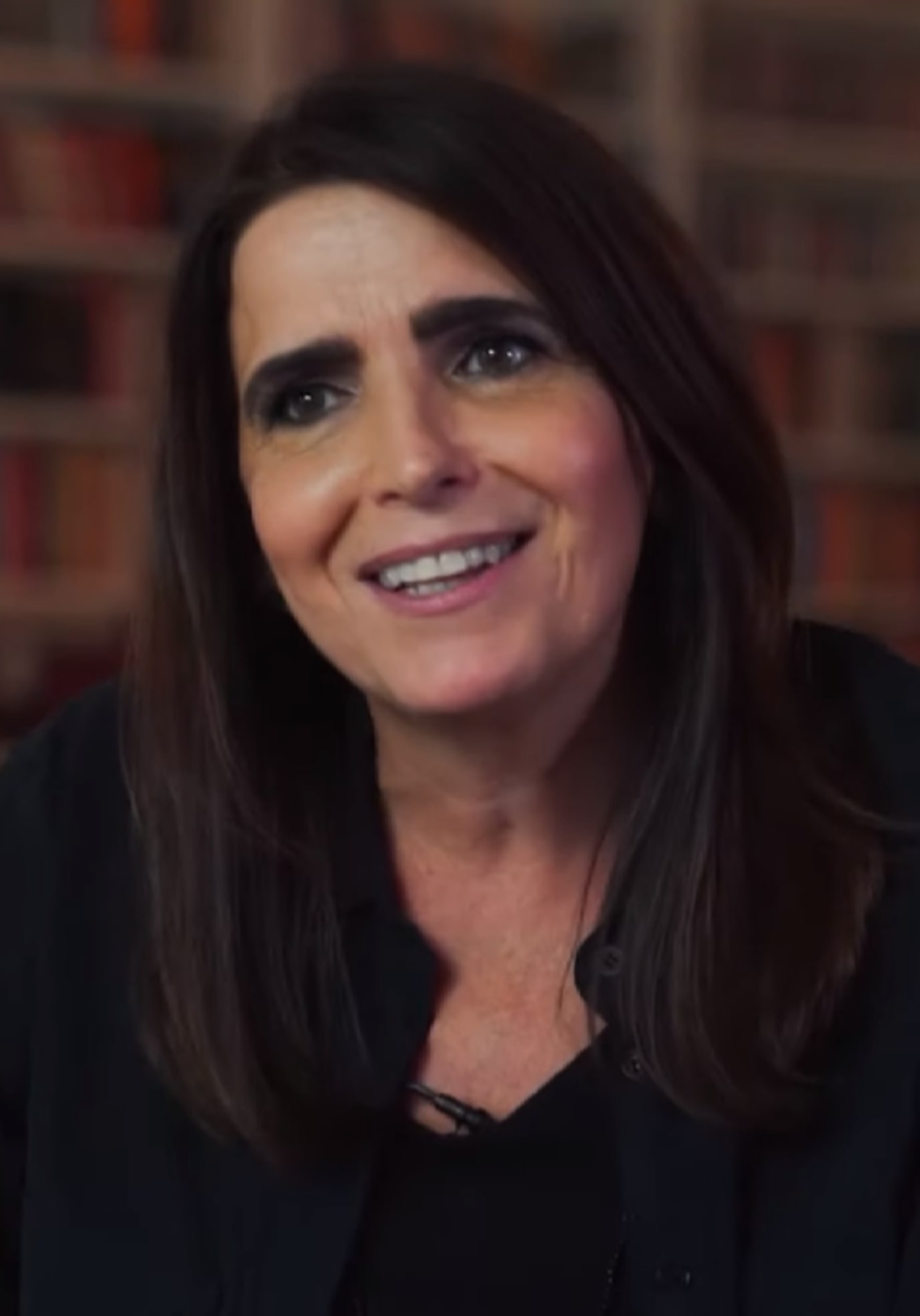
Malu Mader

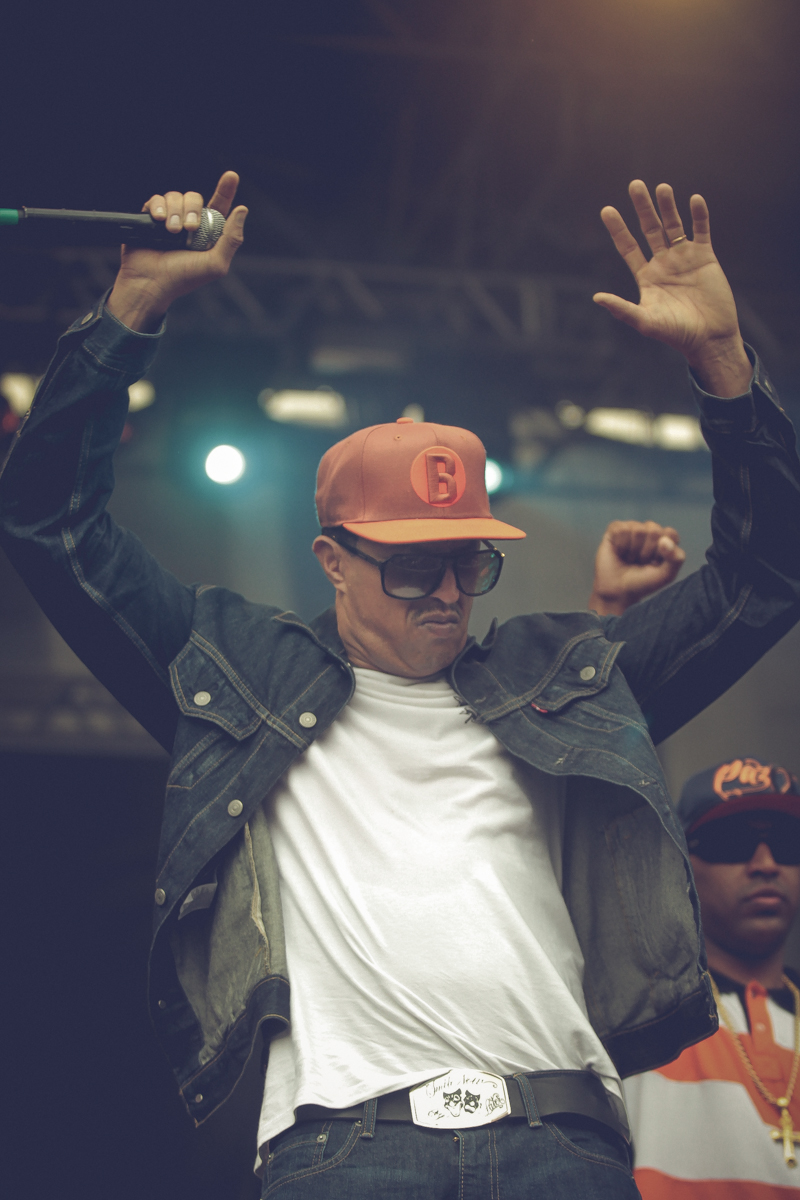
Mano Brown

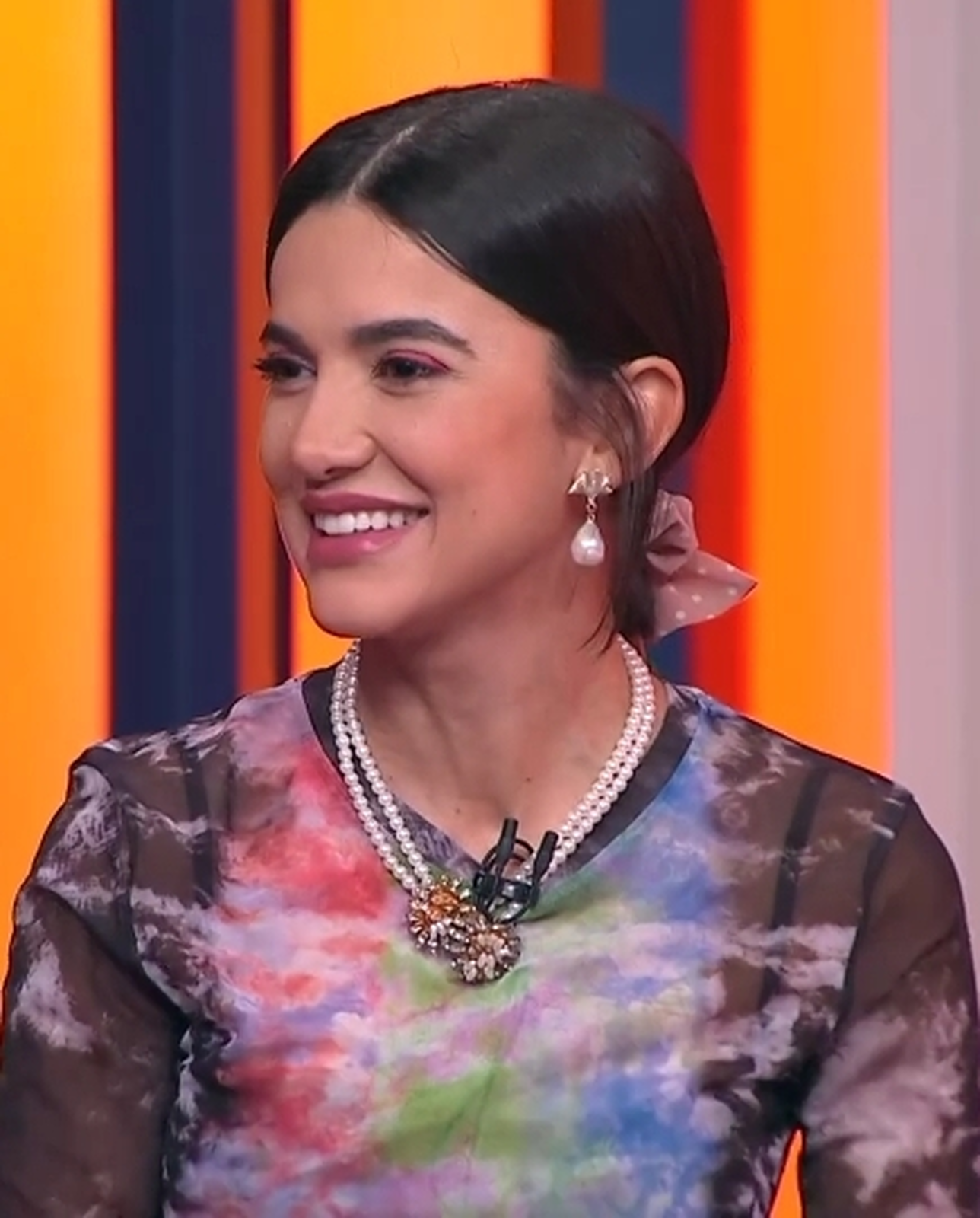
Manu Gavassi

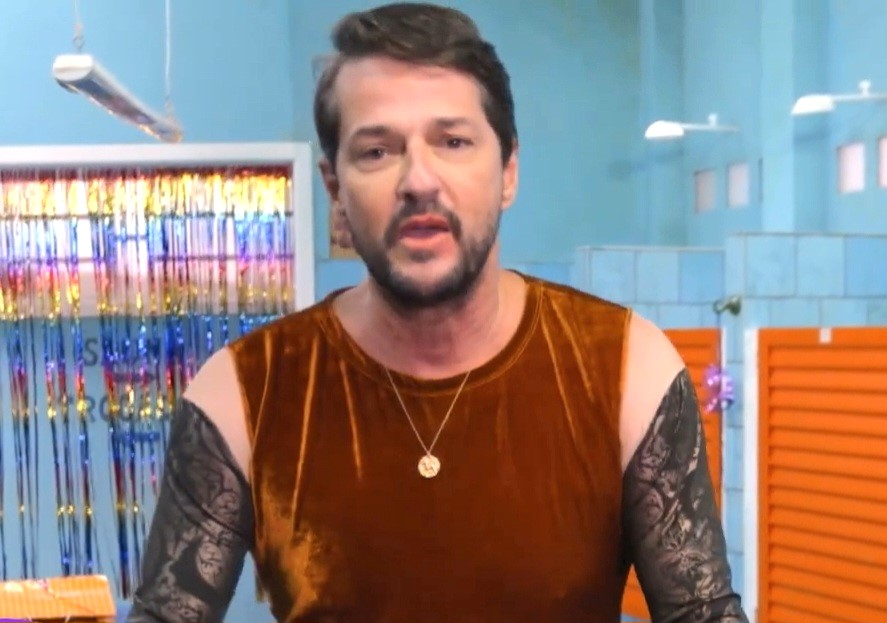
Marcelo Serrado

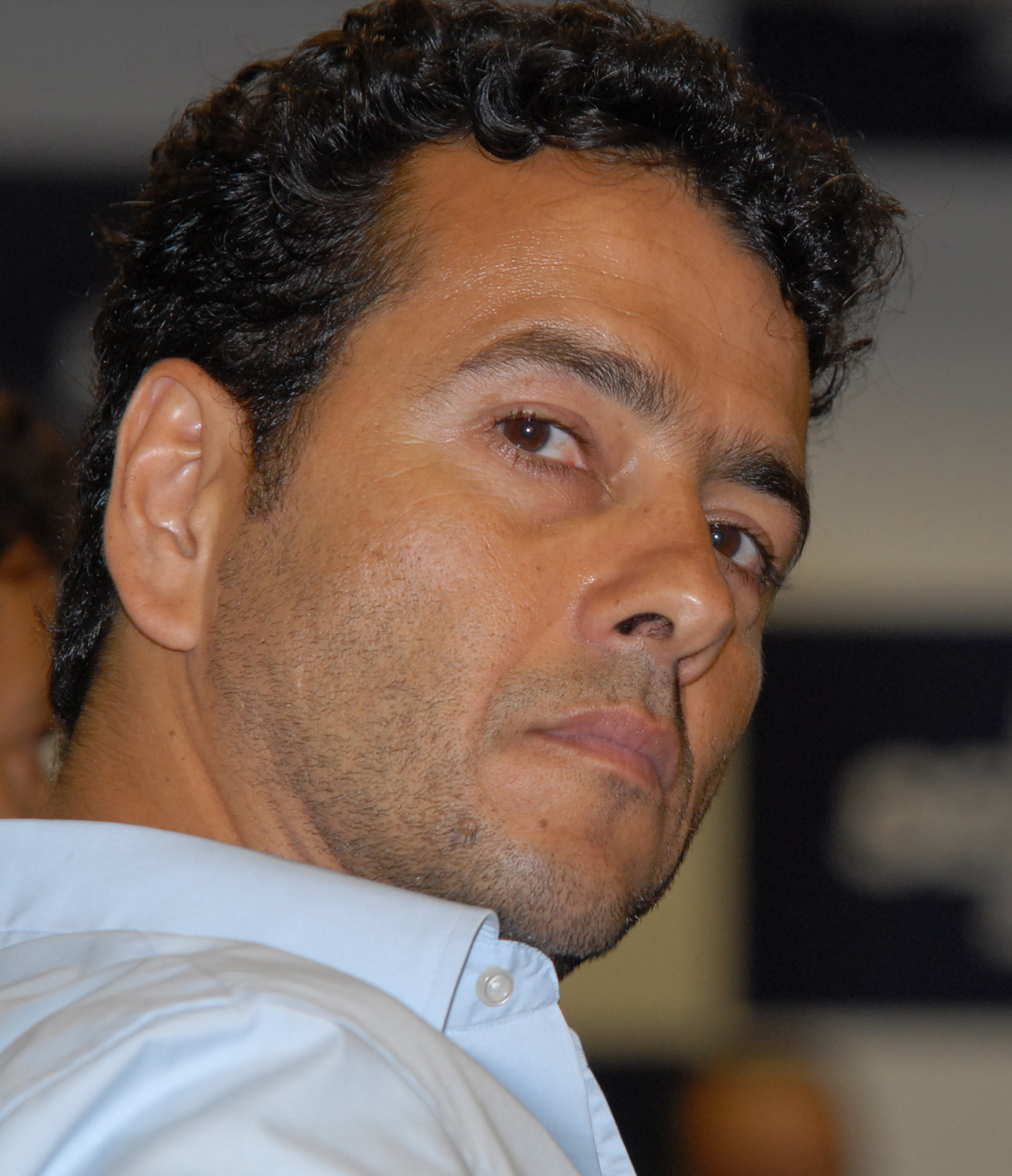
Marcos Palmeira

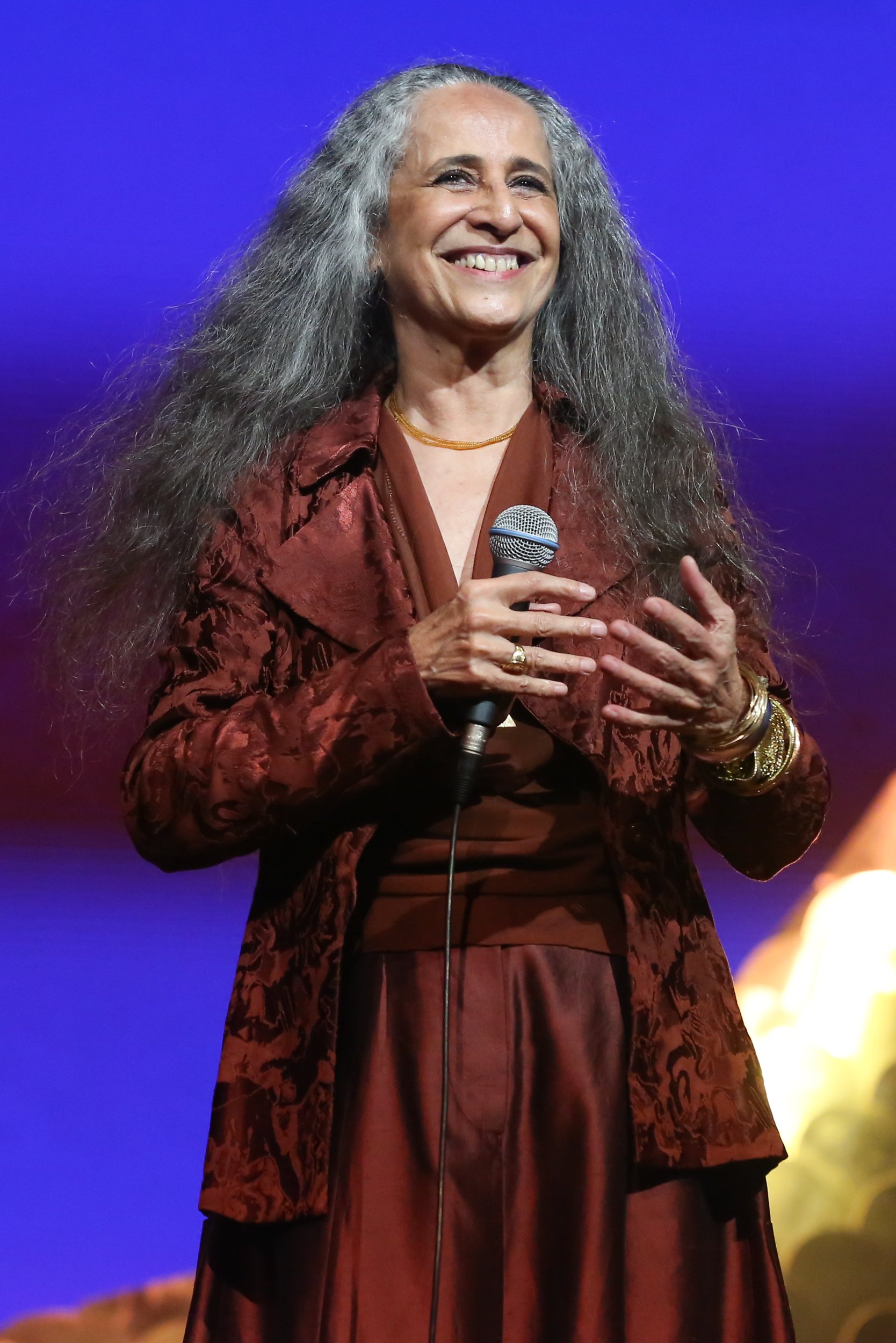
Maria Bethânia

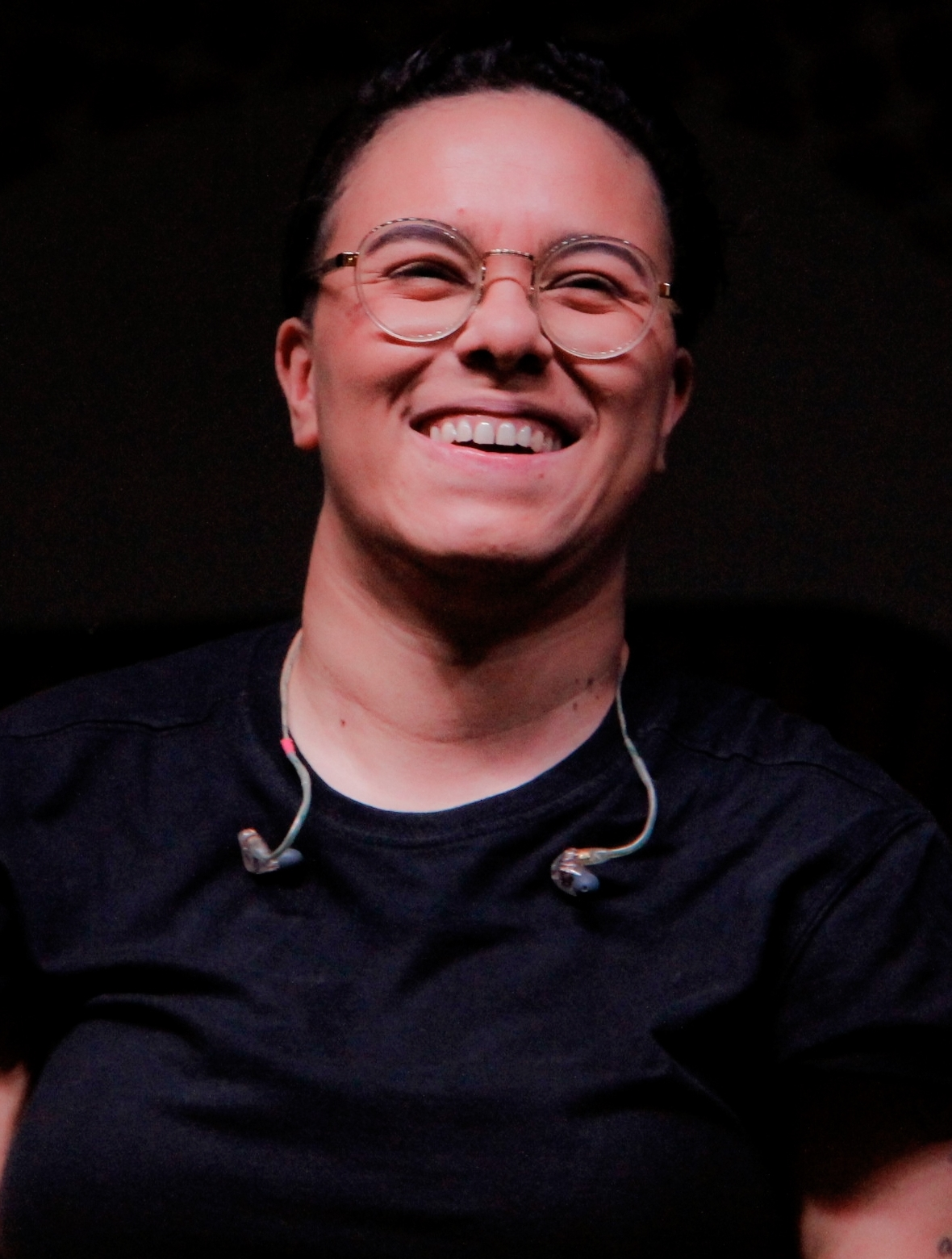
Maria Gadú

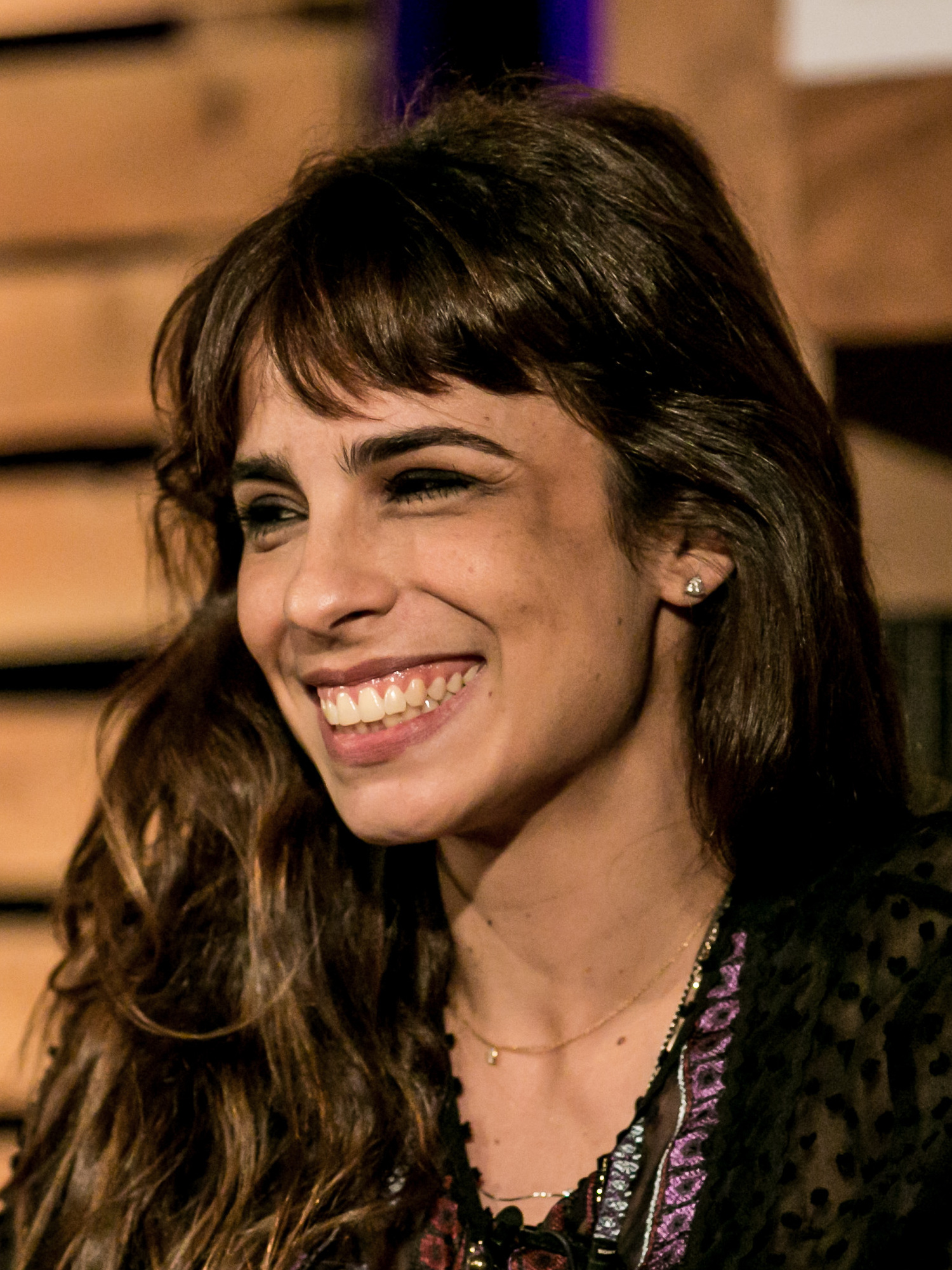
Maria Ribeiro

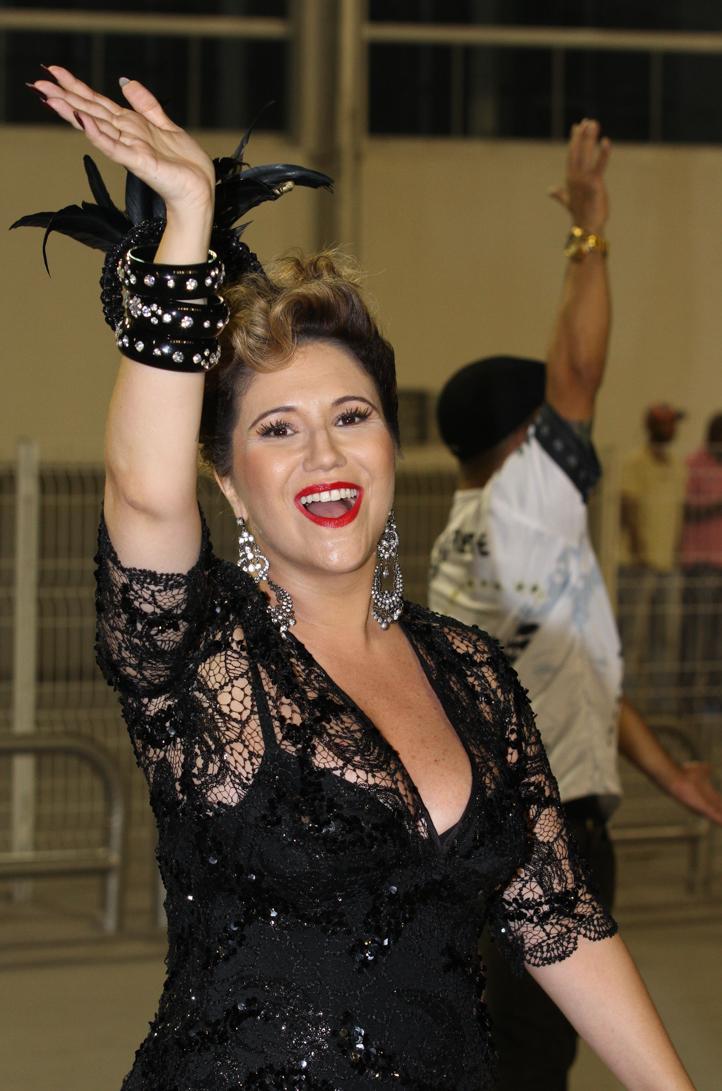
Maria Rita

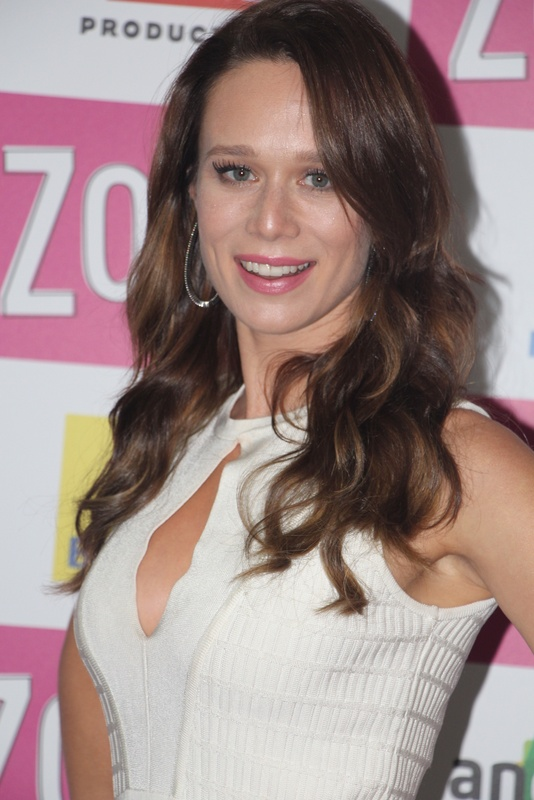
Mariana Ximenes

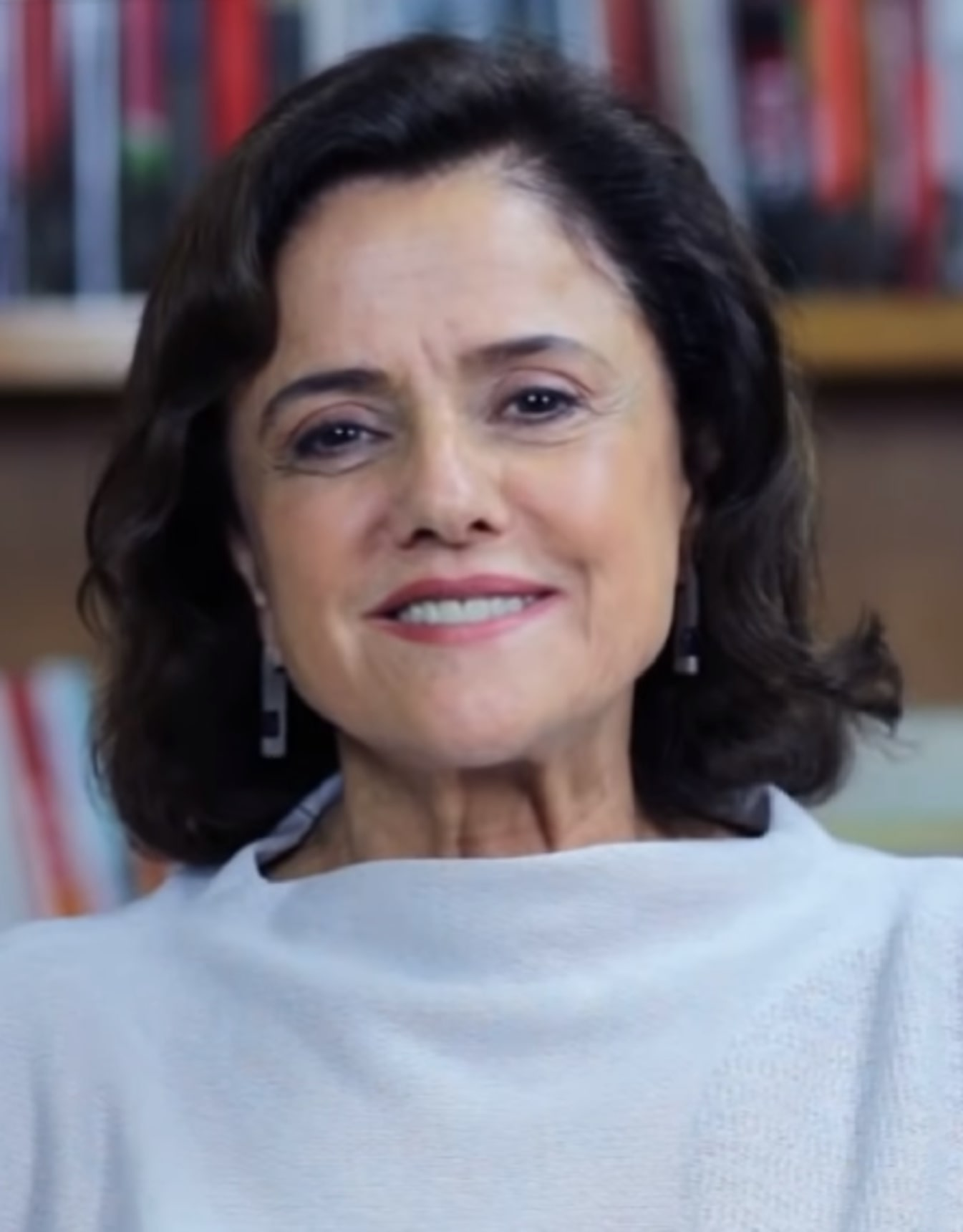
Marieta Severo

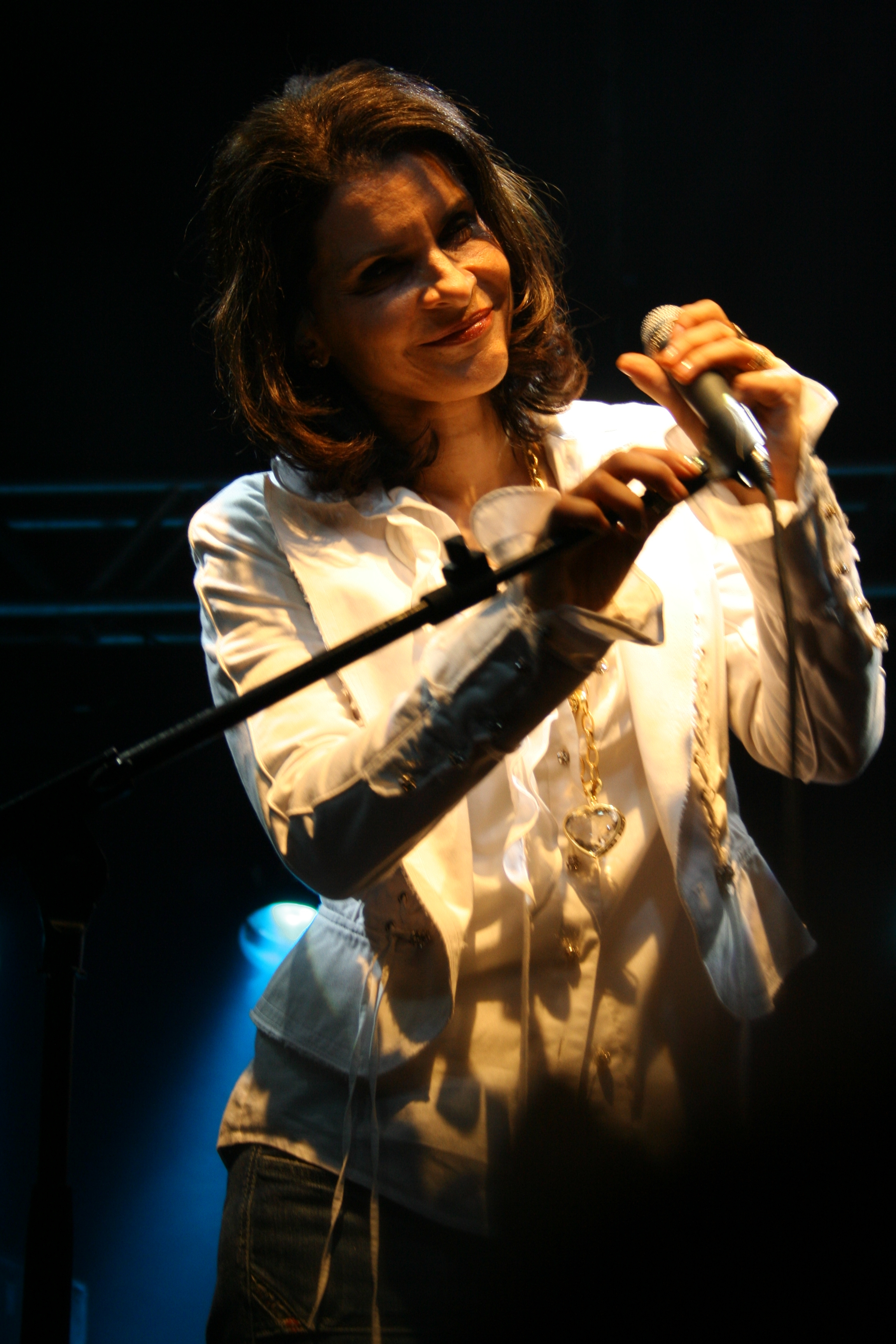
Marina Lima

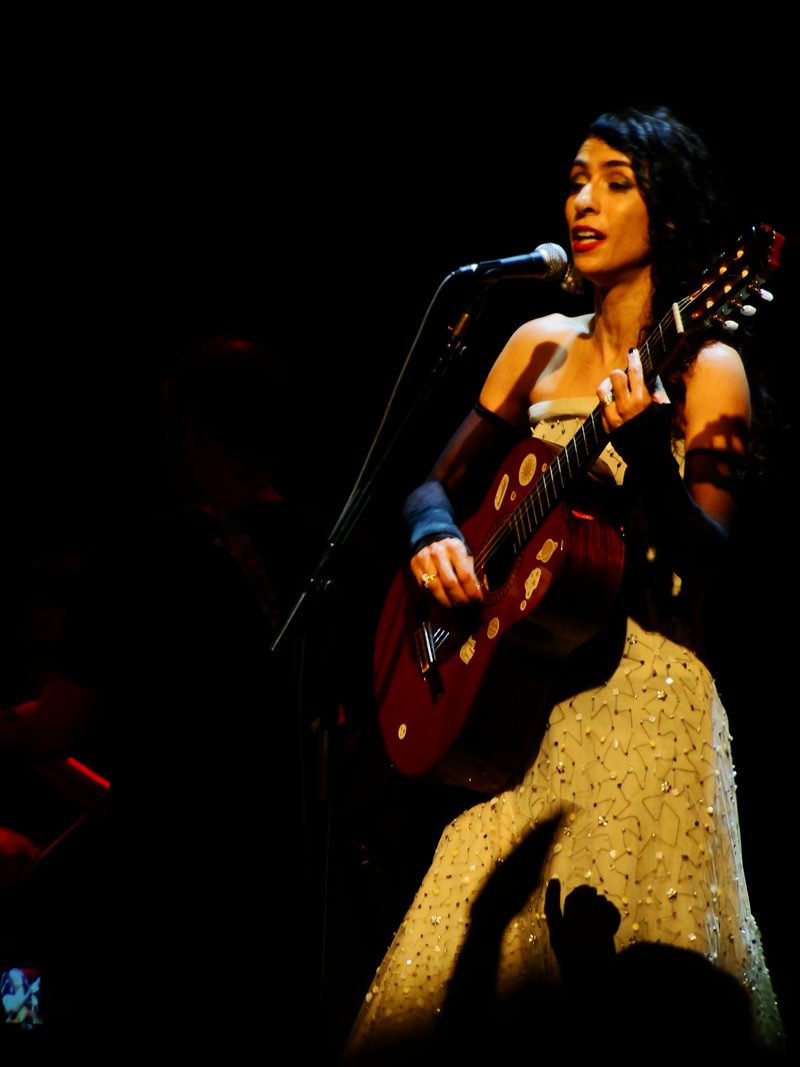
Marisa Monte

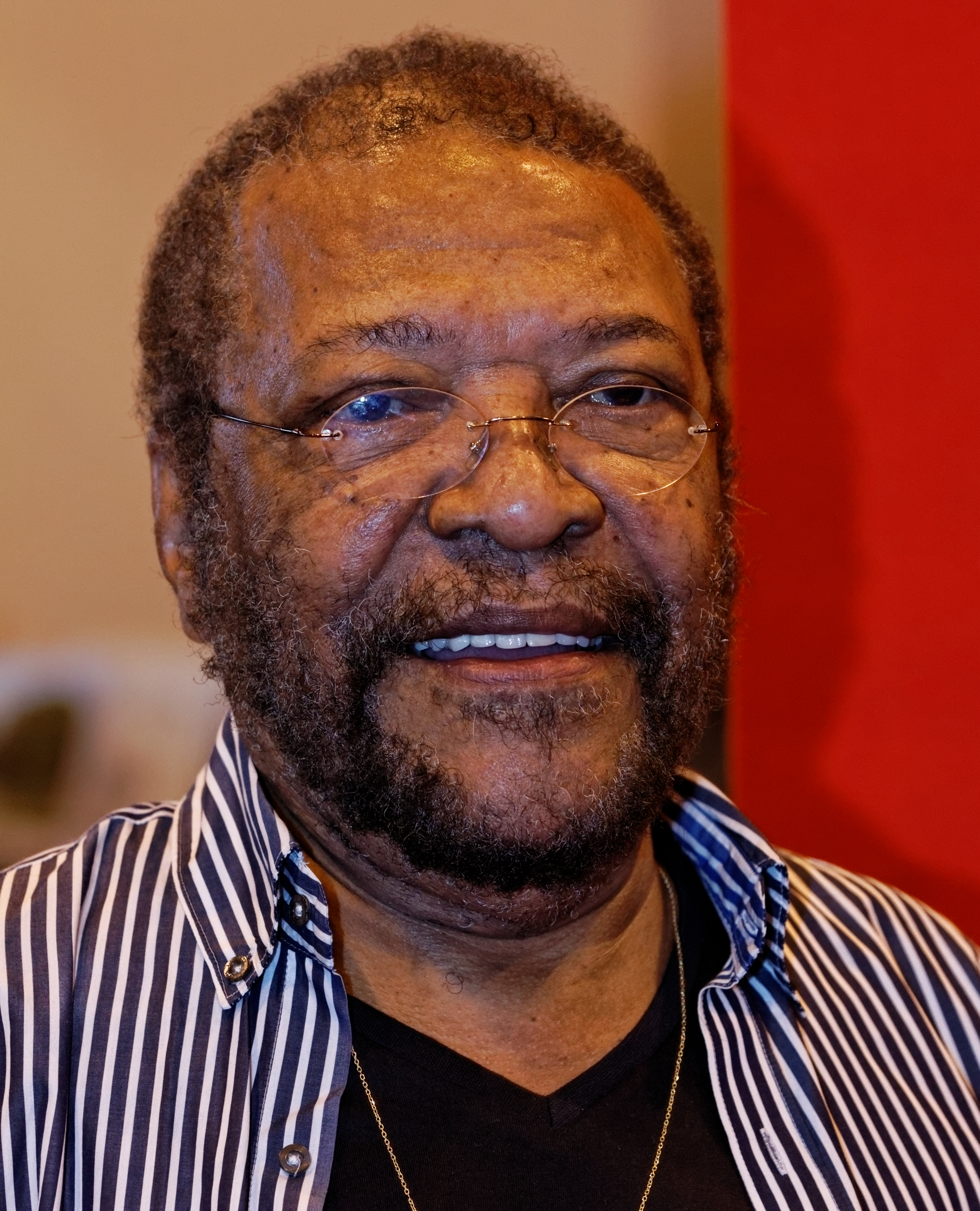
Martinho da Vila

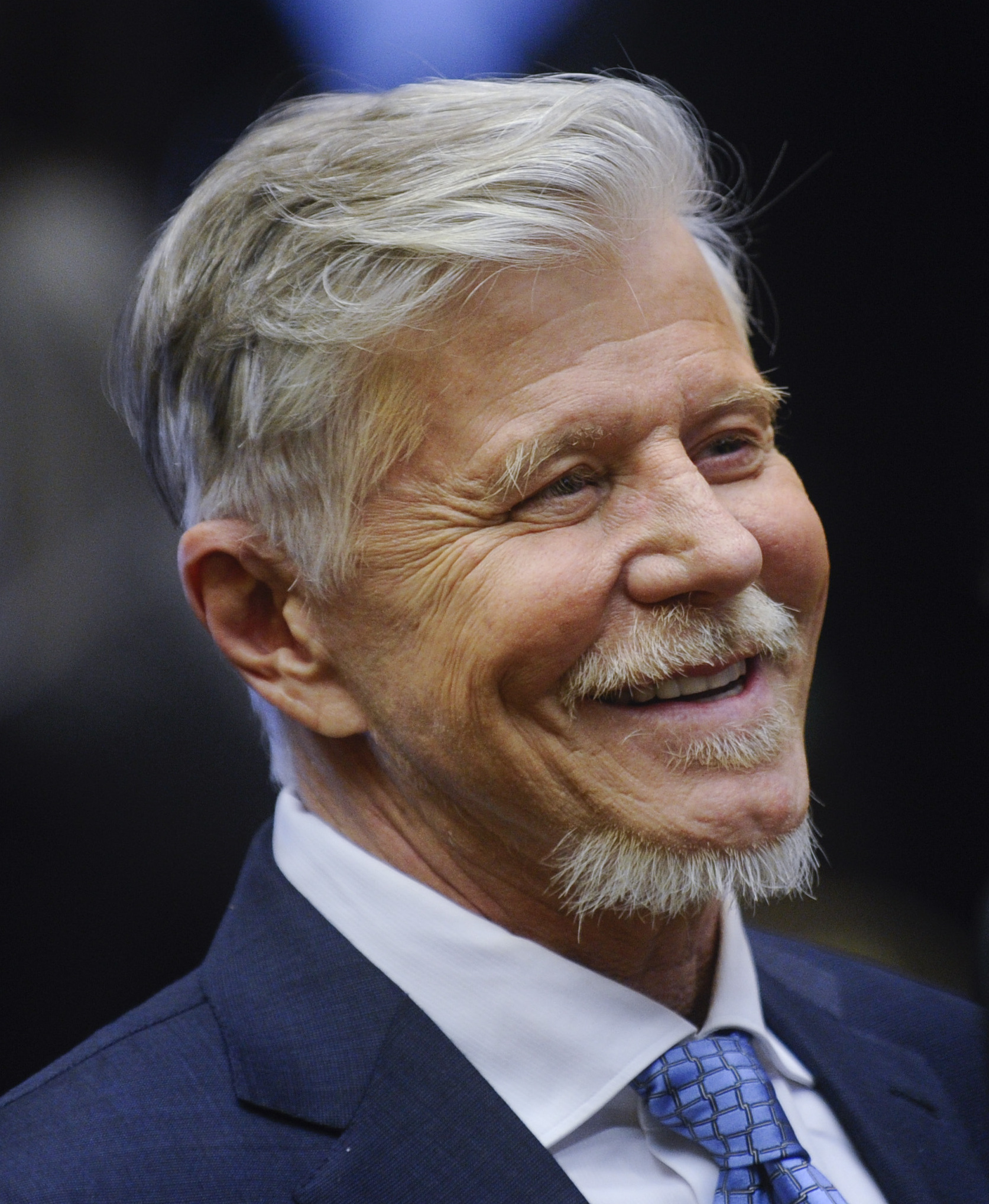
Miguel Falabella

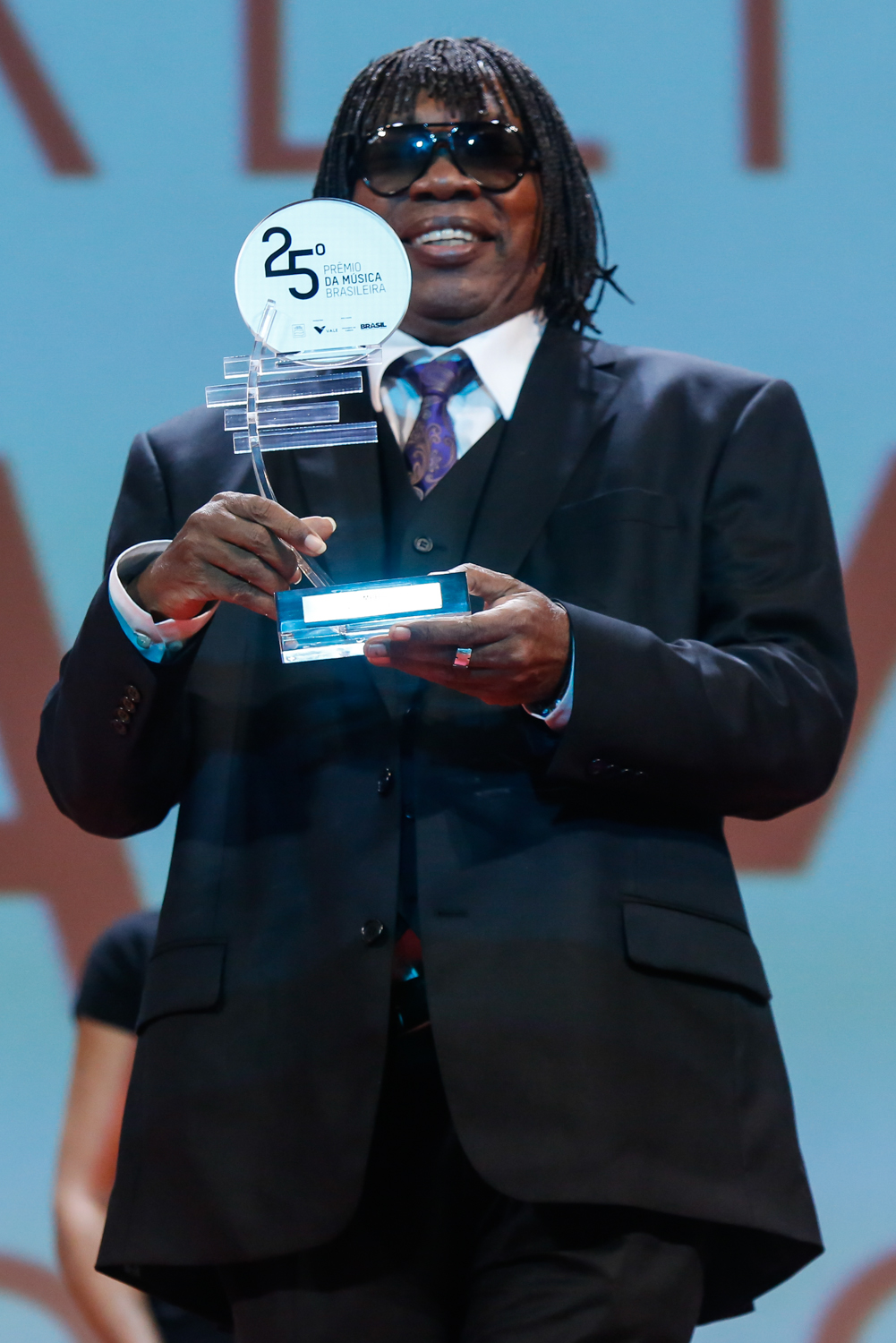
Milton Nascimento

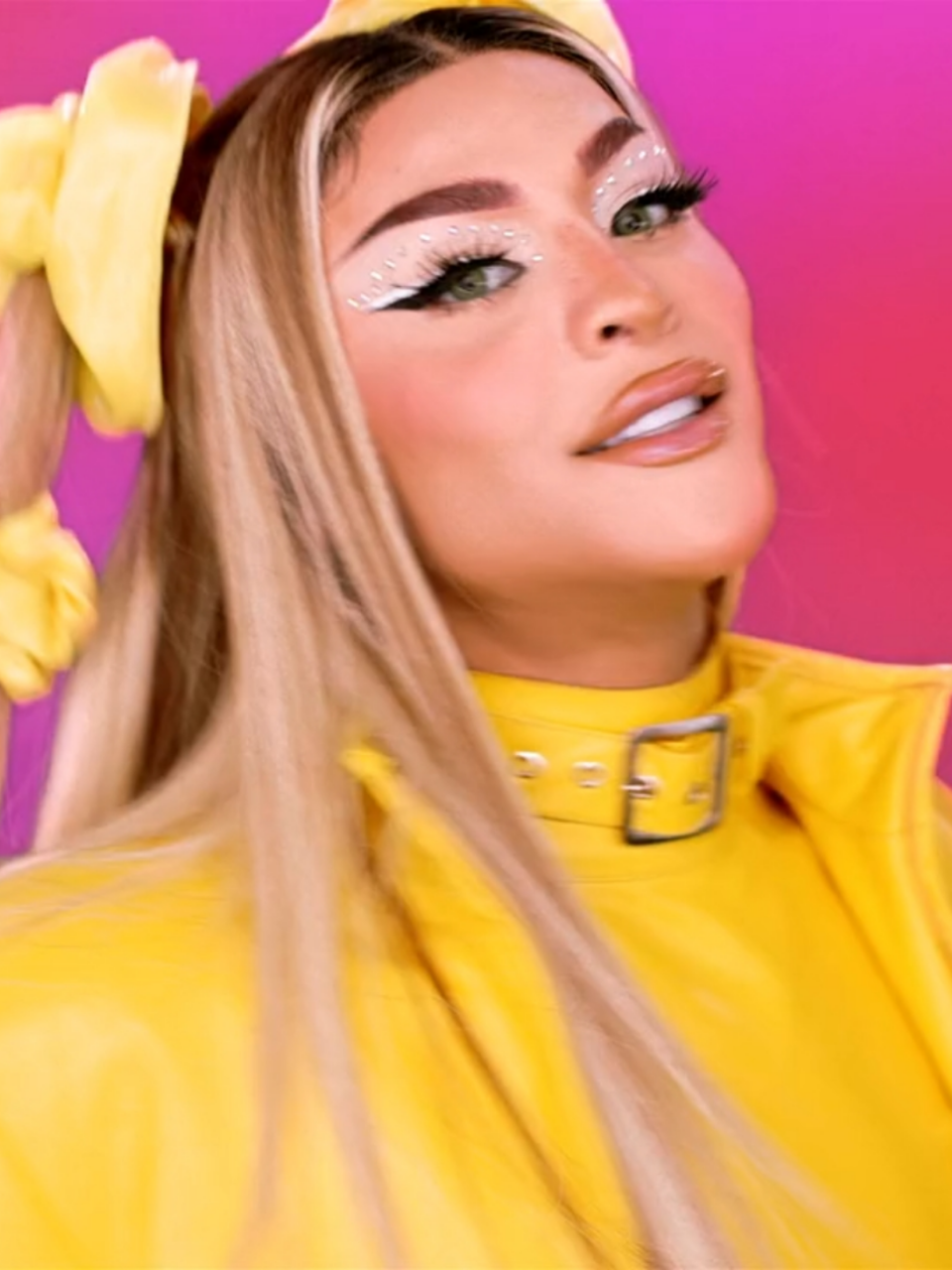
Pabllo Vittar

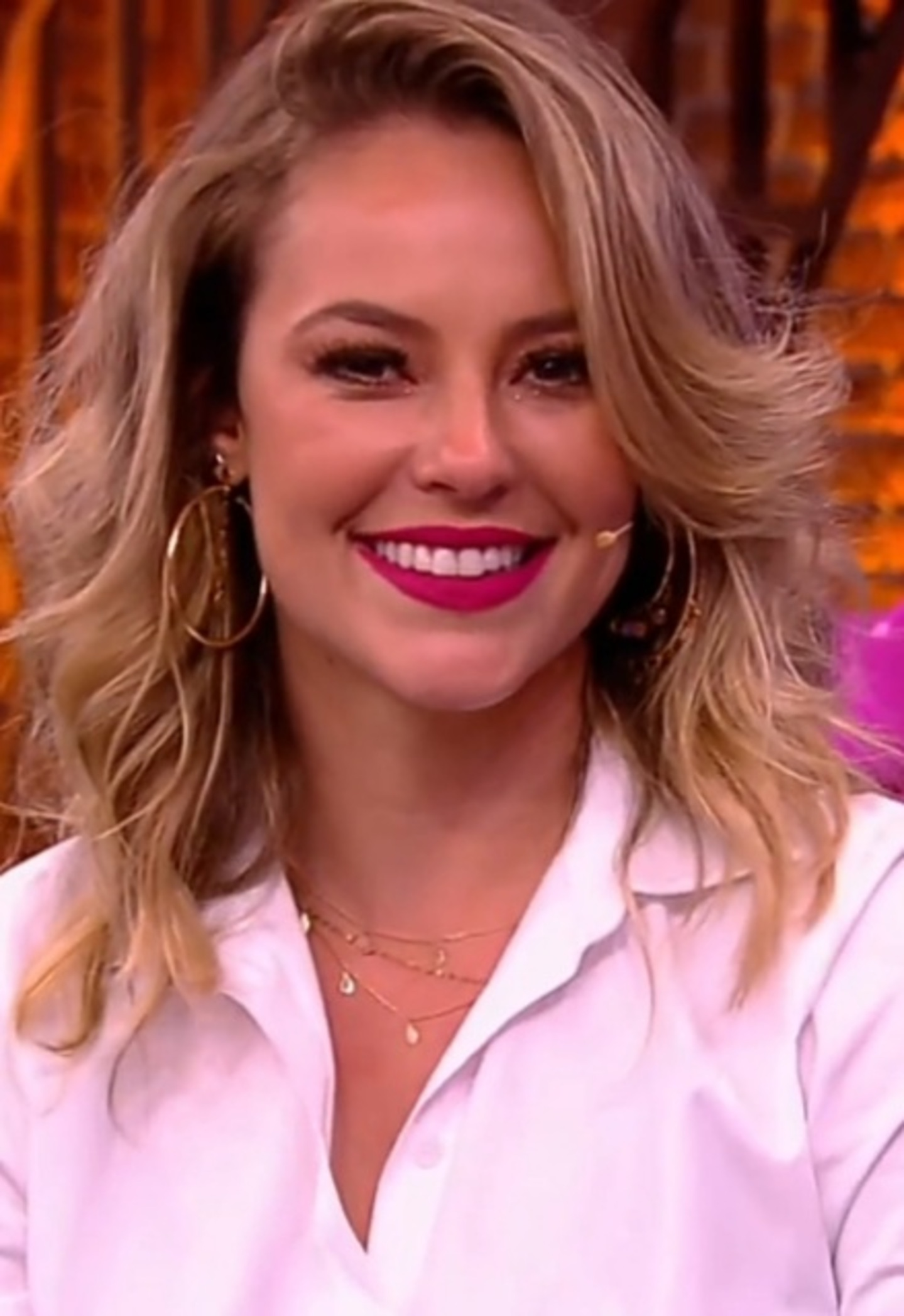
Paolla Oliveira

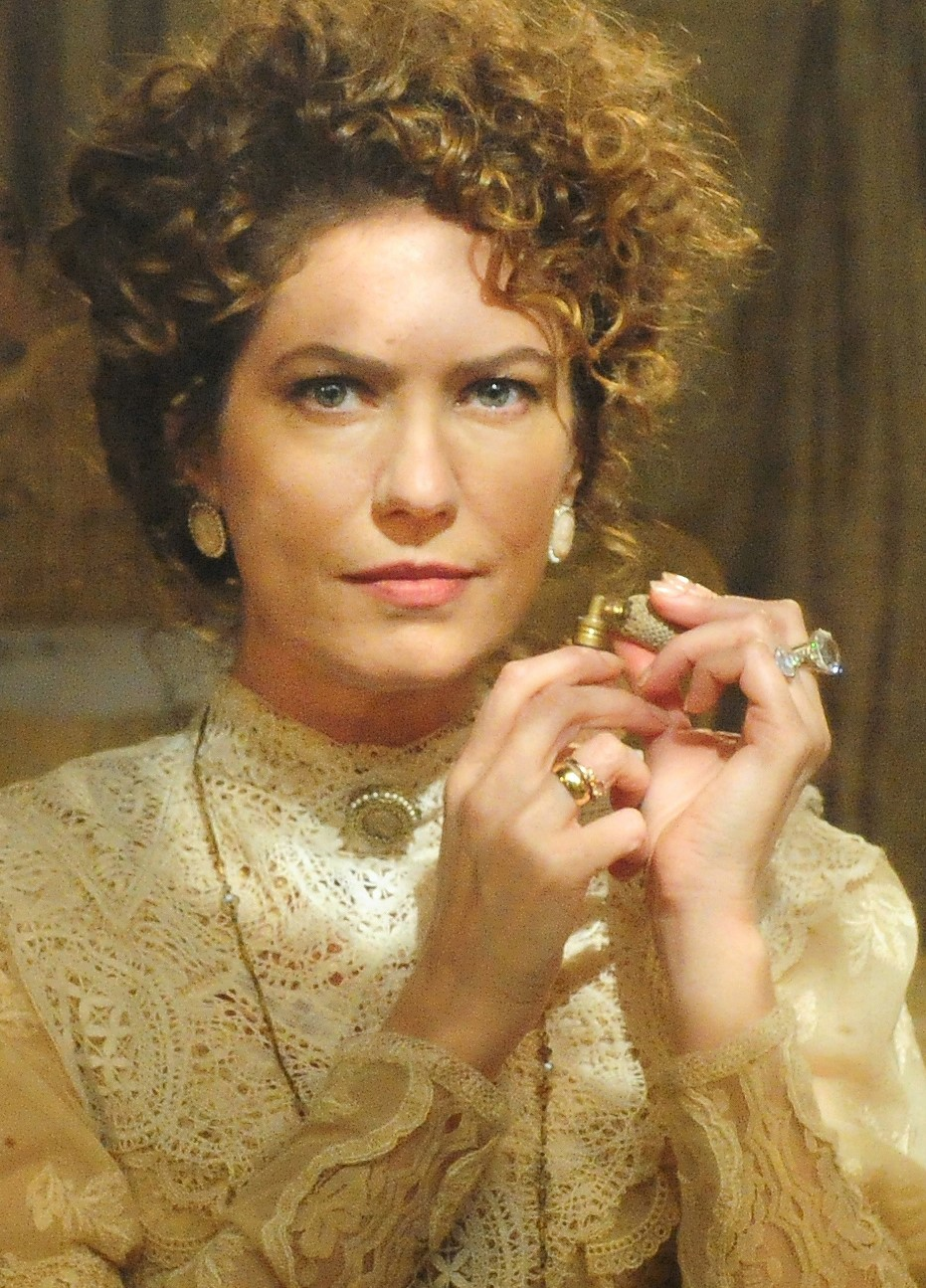
Patricia Pillar

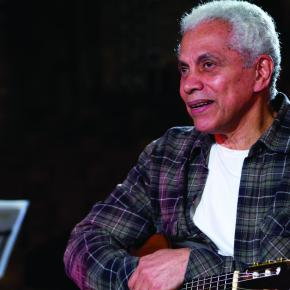
Paulinho da Viola

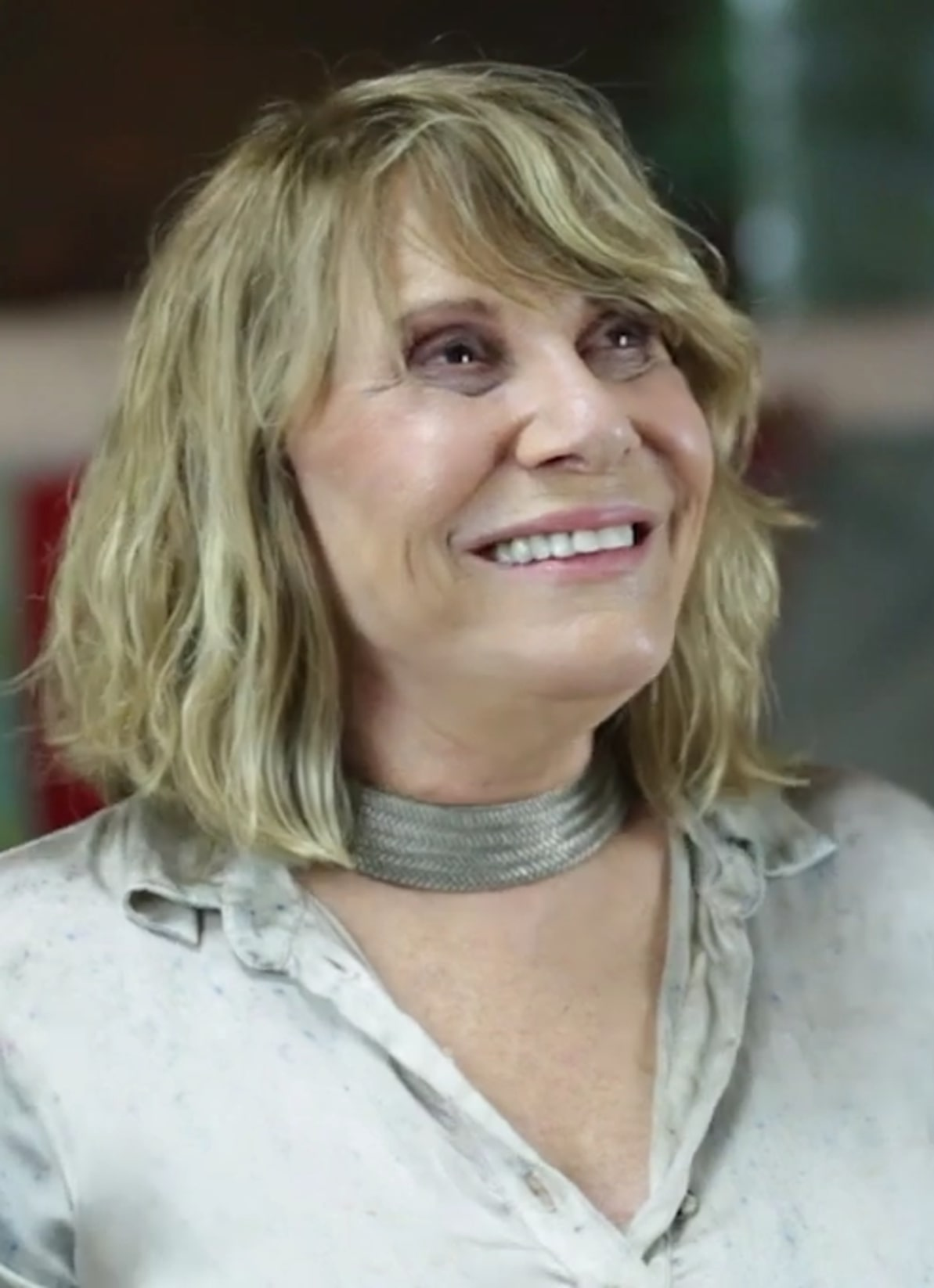
Renata Sorrah

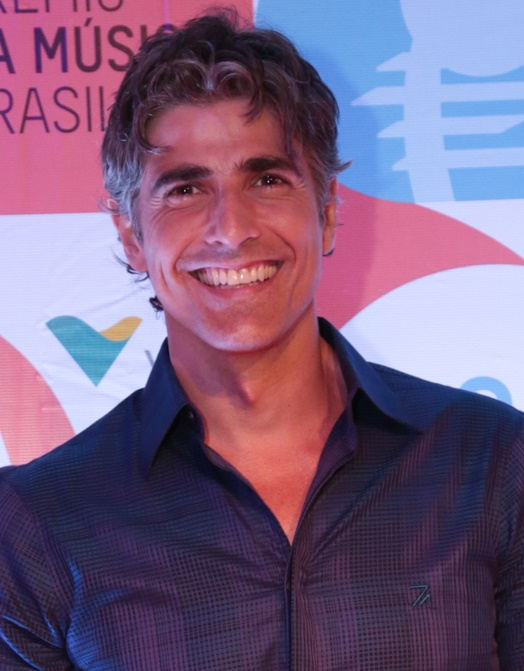
Reynaldo Gianecchini

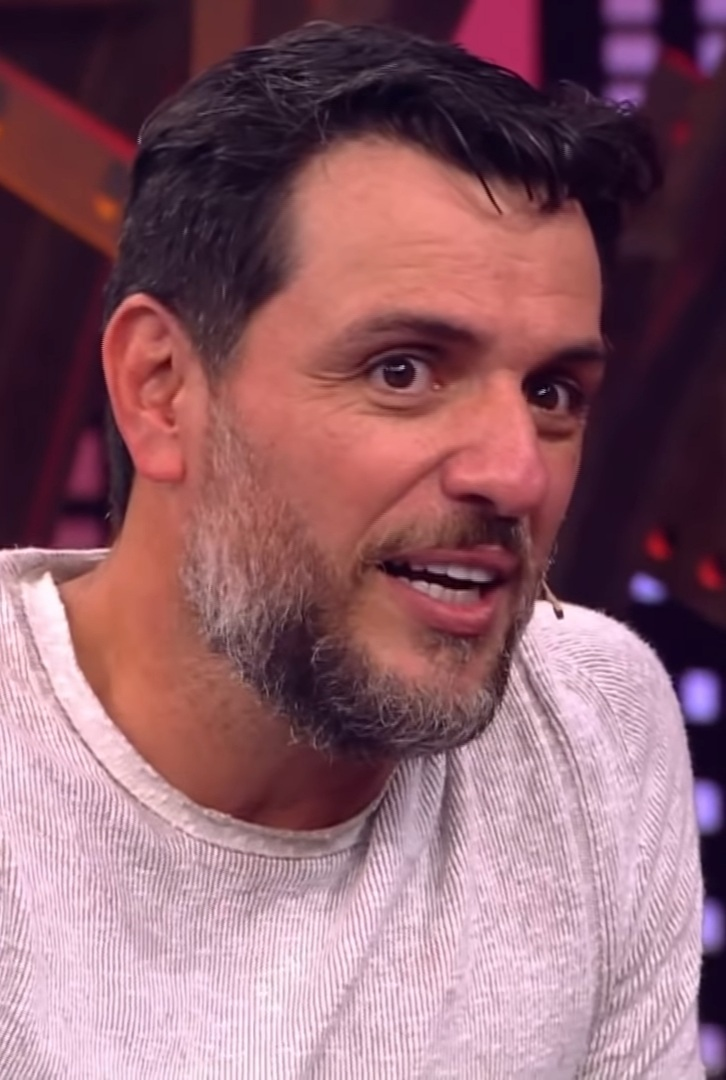
Rodrigo Lombardi

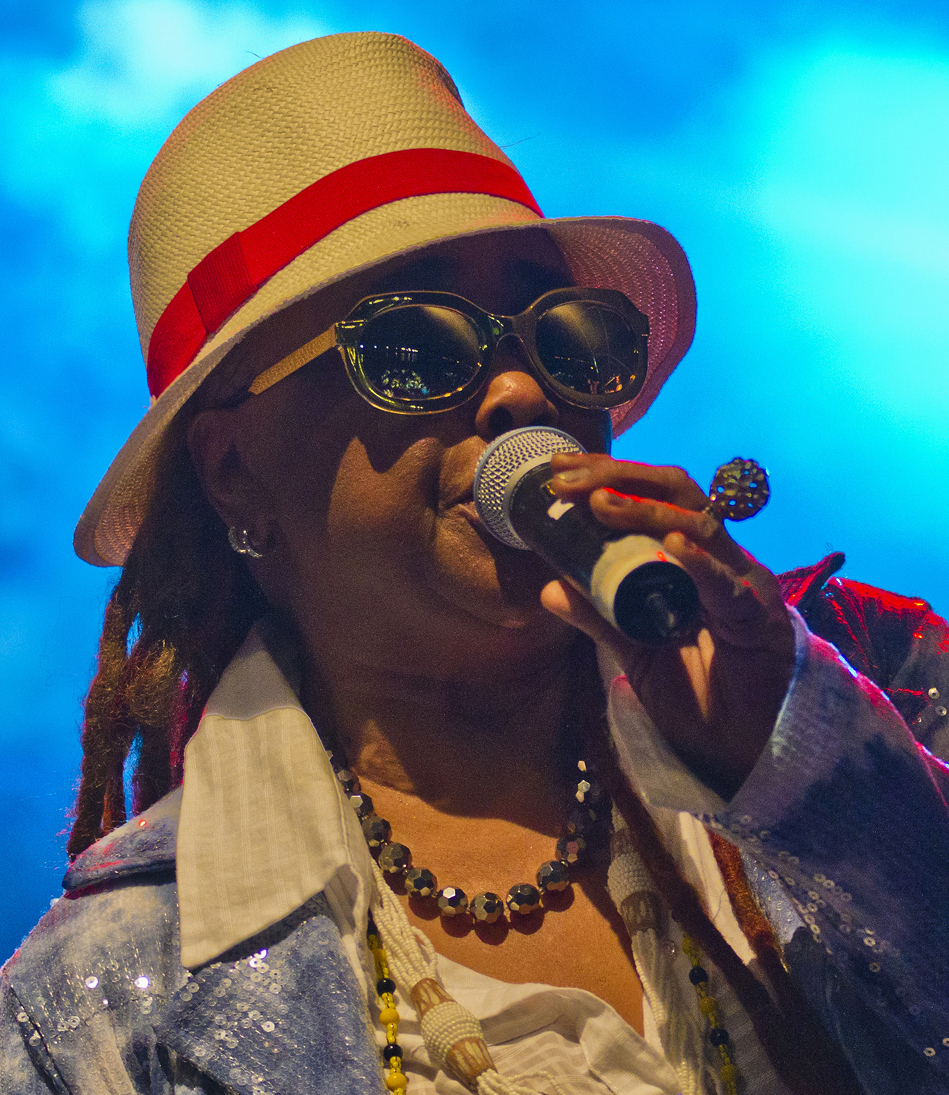
Sandra de Sá

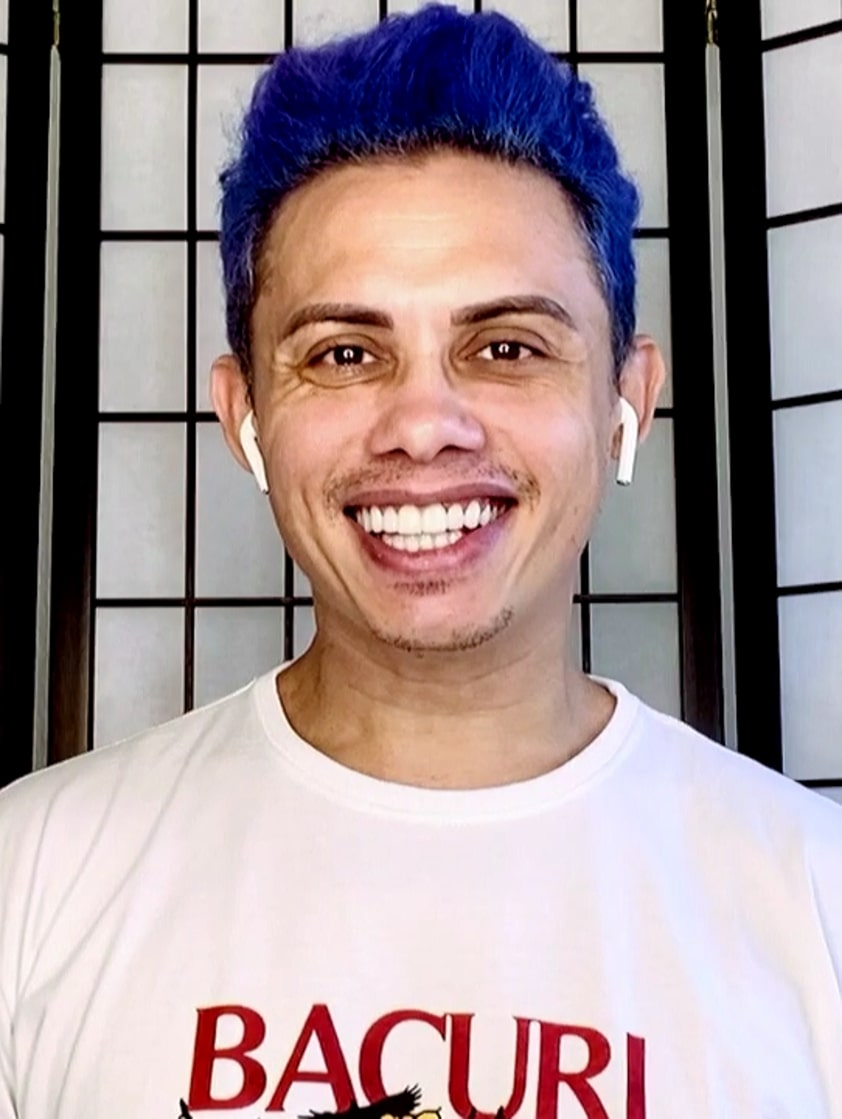
Silvero Pereira

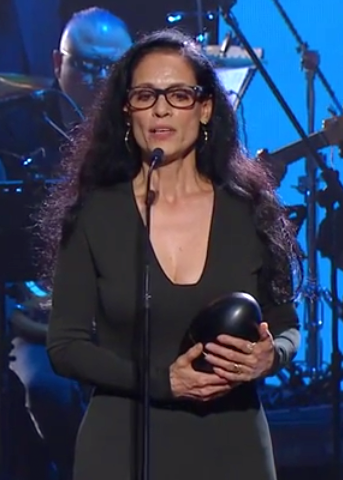
Sônia Braga

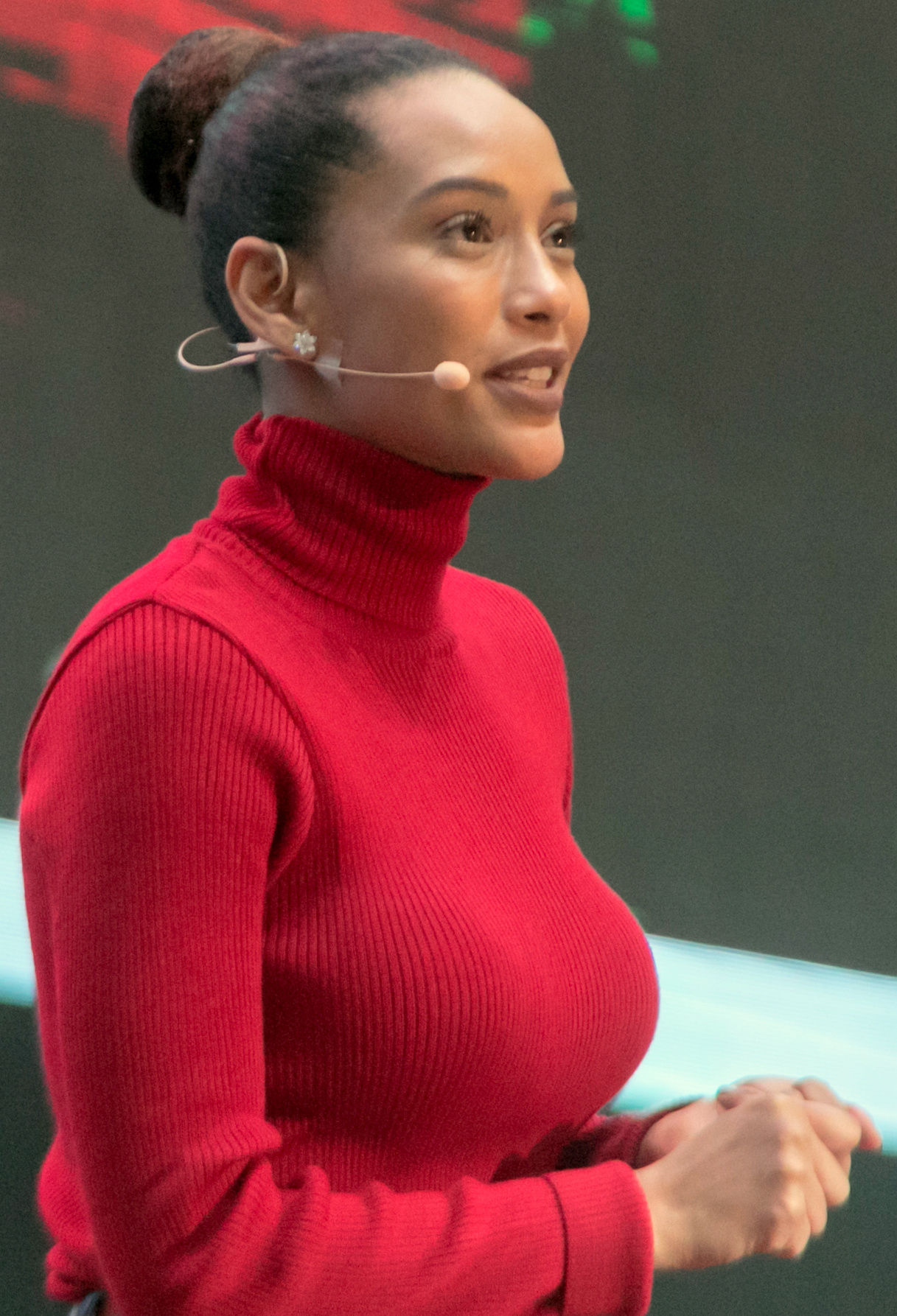
Taís Araújo

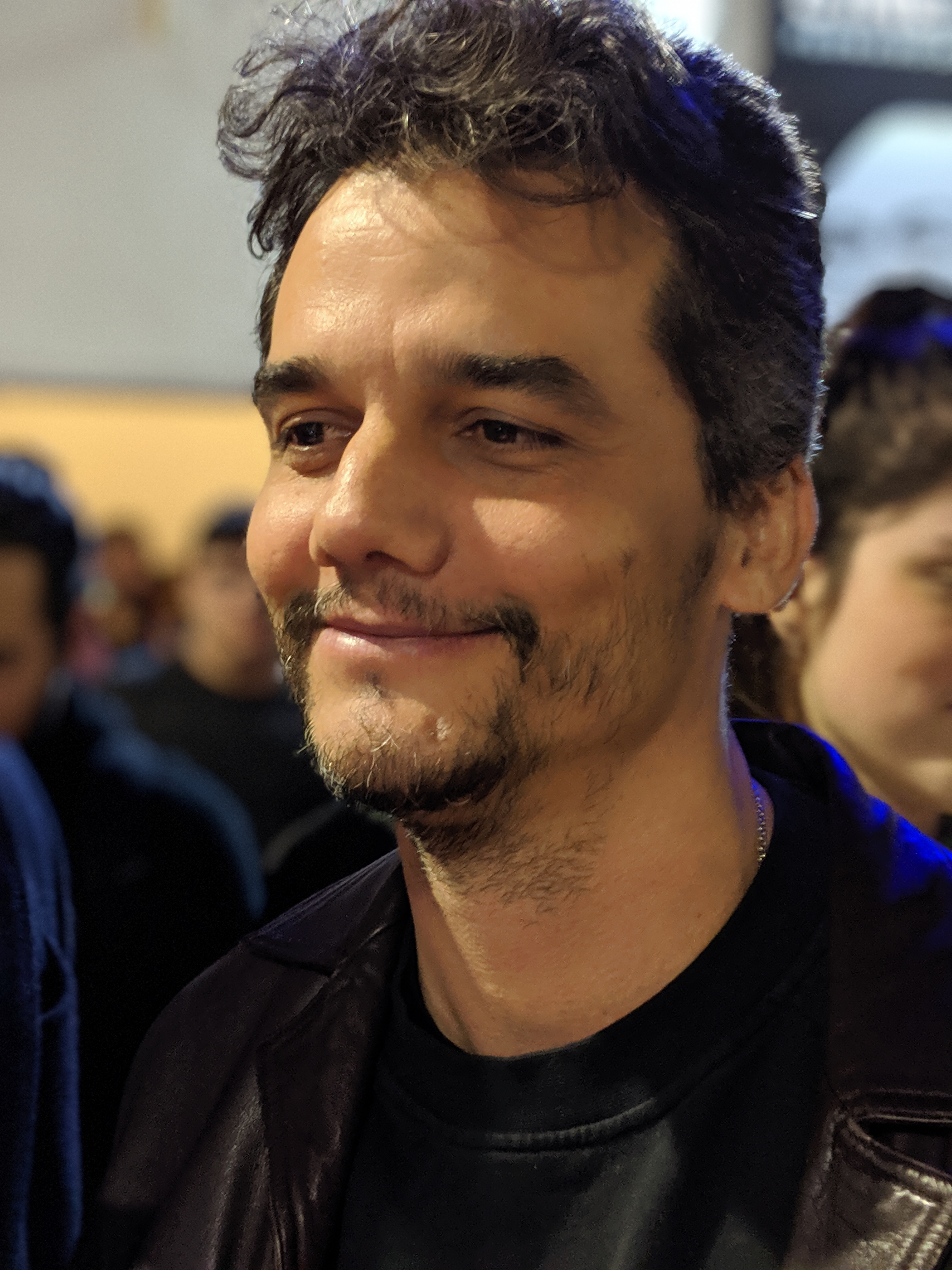
Wagner Moura

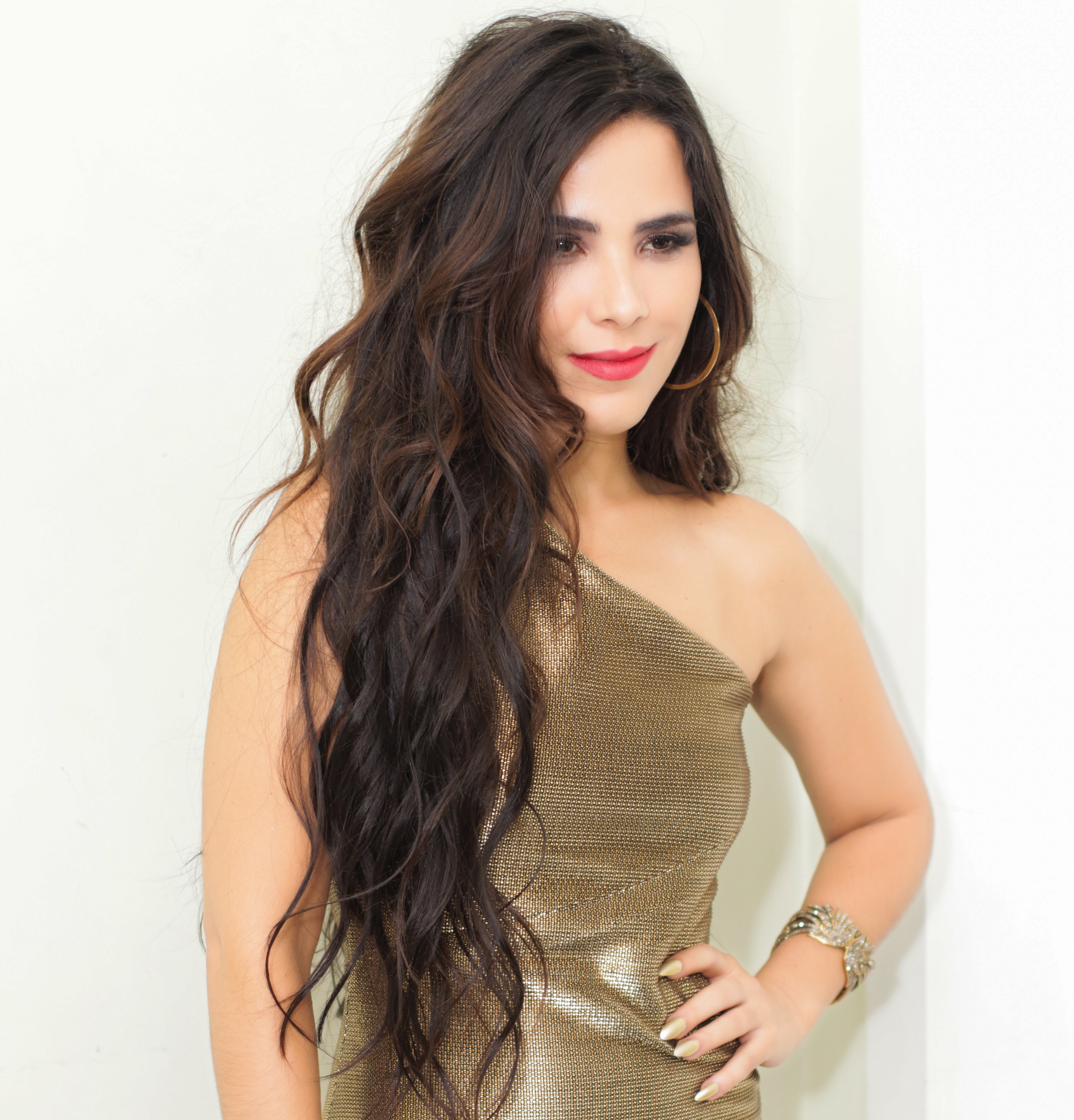
Wanessa Camargo

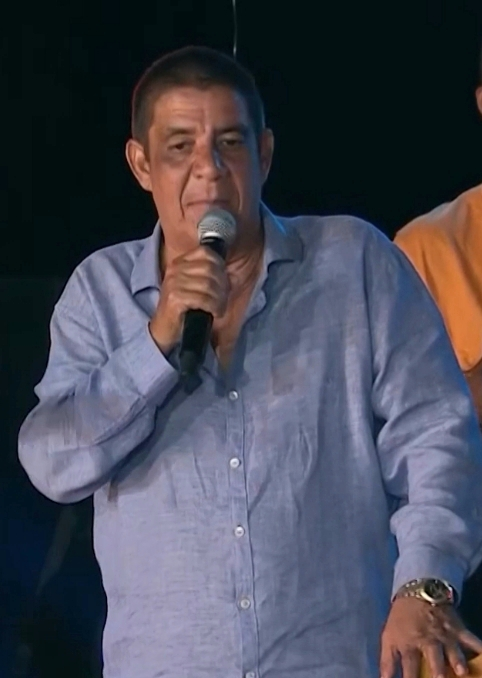
Zeca Pagodinho

- Chico Buarque, músico e compositor.[165]
- Chico César, músico.[246]
- Cida Moreira, cantora.[247]
- Cildo Meireles, escultor.[248]
- Cissa Guimarães, atriz e apresentadora.[157]
- Clarice Falcão, cantora e atriz.[241]
- Cláudia Abreu, atriz.[202]
- Cleo, cantora.[249]
- Criolo, músico.[50]
- Dadi Carvalho, músico.[50]
- Dado Villa-Lobos, músico.[50]
- Dandara Mariana, atriz.[216]
- Daniel Dantas, ator.
- Daniela Mercury, cantora.[250]
- Débora Falabella, atriz.[251]
- Débora Lamm, atriz.
- Deborah Evelyn, atriz.[50]
- Denise Fraga, atriz.[252]
- Dira Paes, atriz.[50]
- Diogo Nogueira, músico.[253]
- Djavan, músico.[254]
- Djonga, músico.[50]
- Drica Moraes, atriz.[50]
- Duda Beat, cantora.[223]
- Ed Gama, humorista.[255]
- Ed Motta, músico.[256]
- Eduardo Moscovis, ator.[257]
- Eliane Giardini, atriz.[258]
- Elisa Lucinda, atriz.[50]
- Emicida, músico.[259]
- Emilio Dantas, ator.[260]
- Enrique Díaz, ator.[261]
- Eriberto Leão, ator.[262]
- Ernesto Neto, artista plástico.[248]
- Evandro Mesquita, ator.[50]
- Fábio Assunção, ator.[263]
- Fabio Porchat, humorista.[264]
- Fabiula Nascimento, atriz.[260]
- Fafá de Belém, cantora.[265]
- Felipe Camargo, ator.[202]
- Fernanda Abreu, cantora.[266]
- Fernando Caruso, ator.[267]
- Filipe Ret, músico.[50]
- Fernanda Montenegro, atriz.[165]
- Fernanda Paes Leme, atriz.[268]
- Fernanda Takai, cantora.[269]
- Fernanda Torres, atriz.[165]
- Frejat, músico.[270]
- Gabriela Duarte, atriz.[271]
- Gaby Amarantos, cantora.[272]
- Gal Costa, cantora.[246]
- Gilberto Gil, músico.[273]
- Gilsons, banda.[241]
- Giovanna Antonelli, atriz.[274]
- Giovanna Lancellotti, atriz.[237]
- Gisele Fróes, atriz.
- Giulia Gam, atriz.
- Gloria Groove, músico.[246]
- Glória Menezes, atriz.
- Glória Pires, atriz.[260]
- Grazi Massafera, atriz.[216]
- Graziella Moretto, atriz.[275]
- Gregório Duvivier, ator e humorista.[276]
- Guilherme Piva, ator.
- Guilherme Weber, ator.
- Guta Stresser, atriz.[241]
- Heloísa Périssé, atriz.[277]
- Herson Capri, ator.[278]
- Hugo Bonemer, ator.[279]
- Humberto Carrão, ator.[223]
- Ingrid Guimarães, atriz.[50]
- Irandhir Santos, ator.[50]
- Irene Ravache, atriz.[280]
- Isabel Teixeira, atriz.[215]
- Isadora Cruz, atriz.[281]
- Ivete Sangalo, cantora.[246]
- Iza, cantora.[246]
- Jards Macalé, músico.[266]
- Jayme Periard, ator.
- Jesuíta Barbosa, ator.[50]
- João Barone, músico.[282]
- João Gomes, músico.[218]
- João Gordo, músico.[50]
- João Guilherme, ator[237]
- João Suplicy, músico.[283]
- João Vicente, ator.[241]
- João Vitti, ator.[284]
- José de Abreu, ator.[223]
- José Padilha, cineasta.[285]
- Júlia Lemmertz, atriz.[286]
- Juliana Alves, atriz.[50]
- Junior Lima, músico.[287]
- Junno Andrade, compositor.[288]
- Karim Aïnouz, cineasta.[50]
- Kiko Mascarenhas, ator.
- Kleber Mendonça Filho, cineasta.[223]
- Lázaro Ramos, ator.[289]
- Leandra Leal, atriz.[290]
- Leandro Hassum, ator.[291]
- Leci Brandão, cantora.[50]
- Lenine, músico.[246]
- Leo Jaime, músico.[292]
- Letícia Colin, atriz.[293]
- Letícia Sabatella, atriz.[223]
- Letícia Spiller, atriz.[294]
- Lexa, cantora.[277]
- Lidi Lisboa, atriz.[295]
- Lilia Cabral, atriz.[296]
- Lucélia Santos, atriz.[241]
- Lúcio Mauro Filho, ator.[297]
- Lucy Alves, atriz.[281]
- Ludmilla, cantora.[298]
- Luís Miranda, ator.[299]
- Luísa Sonza, cantora.[246]
- Luiz Henrique Nogueira, ator.
- Maisa Silva, atriz.[246]
- Maitê Proença, atriz.[241]
- Majur, cantora.[300]
- Malu Galli, atriz.
- Malu Mader, atriz[202]
- Mano Brown, músico.[301]
- Manu Gavassi, cantora.[302]
- Mao, músico.[303]
- Marcélia Cartaxo, atriz.[281]
- Marcelo Adnet, humorista.[304]
- Marcelo D2, músico.[305]
- Marcelo Faria, ator.[238]
- Marcelo Jeneci, músico.[259]
- Marcelo Madureira, humorista.[306]
- Marcelo Serrado, ator.[246]
- Marcello Airoldi, ator.
- Marco Nanini, ator.[307]
- Marco Ricca, ator.
- Marcos Caruso, ator.[216]
- Marcos Palmeira, ator.[215]
- Marcos Valle, músico.[308]
- Maria Bethânia, cantora.[50]
- Maria Bopp, atriz.[290]
- Maria Casadevall, atriz.[277]
- Maria Flor, atriz.[309]
- Maria Gadú, cantora.[261]
- Maria Padilha, atriz.[310]
- Maria Ribeiro, atriz.[240]
- Maria Rita, cantora.[246]
- Mariana Lima, atriz.
- Mariana Ximenes, atriz.[277]
- Marieta Severo, atriz.[241]
- Marina Lima, cantora.[311]
- Marina Person, cineasta.[238]
- Marina Sena, cantora.[312]
- Marisa Monte, cantora.[50]
- Marisa Orth, atriz.[313]
- Martinho da Vila, músico.[246]
- Mart’nália, cantora.[202]
- Mateus Solano, ator.[277]
- Matheus Nachtergaele, ator.[314]
- Matuê, músico.[315]
- Maurício Barros, músico.[316]
- MC Poze do Rodo, cantor.[317]
- Mel Maia, atriz.[318]
- Miguel Falabella, ator.[319]
- Milton Nascimento, músico.[261]
- Monica Iozzi, atriz.[252]
- Mônica Martelli, atriz.[320]
- Nanda Costa, atriz.[277]
- Nando Reis, músico.[238]
- Natália Lage, atriz.[50]
- Ney Latorraca, ator.[321]
- Nicolas Prattes, ator.[234]
- Osmar Prado, ator.[157]
- Otávio Müller, ator.
- Otto, músico.[50]
- Pabllo Vittar, cantora.[249]
- Paloma Duarte, atriz.[322]
- Paolla Oliveira, atriz.[323]
- Pathy Dejesus, atriz.[215]
- Patricia Marx, cantora.[324]
- Patricia Pillar, atriz.[325]
- Paula Burlamaqui, atriz.[157]
- Paula Lavigne, atriz.[239]
- Paula Morelenbaum, cantora.[215]
- Paulinho da Viola, músico.[50]
- Paulo Betti, ator.[223]
- Paulo Miklos, músico.[320]
- Paulo Vieira, humorista.[250]
- Pedro Cardoso, ator e humorista.[326]
- Petra Costa, cineasta.[327]
- Preta Gil, cantora.[157]
- Pocah, cantora.[328]
- Rafael Vitti, ator.[329]
- Rafael Zulu, ator.[251]
- Renata Sorrah, atriz.[278]
- Renato Aroeira, cartunista.[330]
- Renato Góes, ator.[331]
- Reynaldo Gianecchini, ator.[332]
- Robson Nunes, ator.[251]
- Rodrigo Lombardi, ator.[333]
- Rodrigo Tavares, músico.
- Rogério Skylab, músico.[334]
- Salgadinho, músico.[335]
- Sandra de Sá, cantora.[215]
- Samara Felippo, atriz.[336]
- Sergio Guizé, ator.[202]
- Sérgio Loroza, ator.[238]
- Sergio Marone, ator.[250]
- Silvero Pereira, ator.[337]
- Sônia Braga, atriz.[338]
- Supla, músico.[339]
- Tainá Müller, atriz.[340]
- Taís Araújo, atriz.[314]
- Tarcísio Filho, ator.
- Tarcísio Meira, ator.
- Teresa Cristina, cantora.[241]
- Thardelly Lima, ator.[281]
- Thiago Lacerda, ator.[215]
- Tico Santa Cruz, músico.[264]
- Thomás Aquino, ator.[261]
- Tonico Pereira, ator.[309]
- Tony Bellotto, músico.[165]
- Tuca Andrada, ator.[341]
- Tulipa Ruiz, cantora.[247]
- Valentina Herszage, atriz.[277]
- Vera Fischer, atriz.[342]
- Vik Muniz, artista plástico.[293]
- Virginia Cavendish, atriz.[310]
- Vitória Strada, atriz.[277]
- Vladimir Brichta, ator.[343]
- Wagner Moura, ator.[202]
- Wanessa Camargo, cantora.[237]
- Xamã, músico.[344]
- Zeca Pagodinho, músico.[50]
- Zé Celso, dramaturgo.[345]
- Zélia Duncan, cantora.[157]
- Zezé Motta, atriz.[346]
- Zezé Polessa, atriz.[202]

## Jornalistas
- André Forastieri, jornalista.[347]

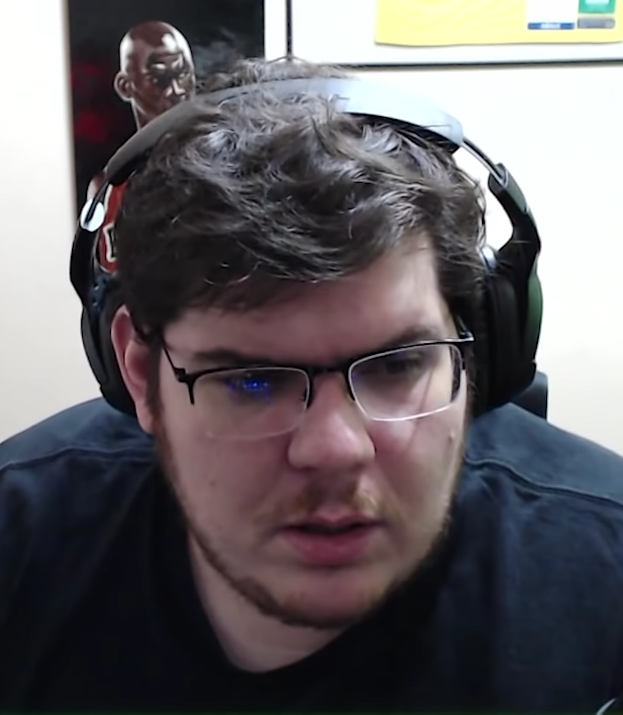
Casimiro

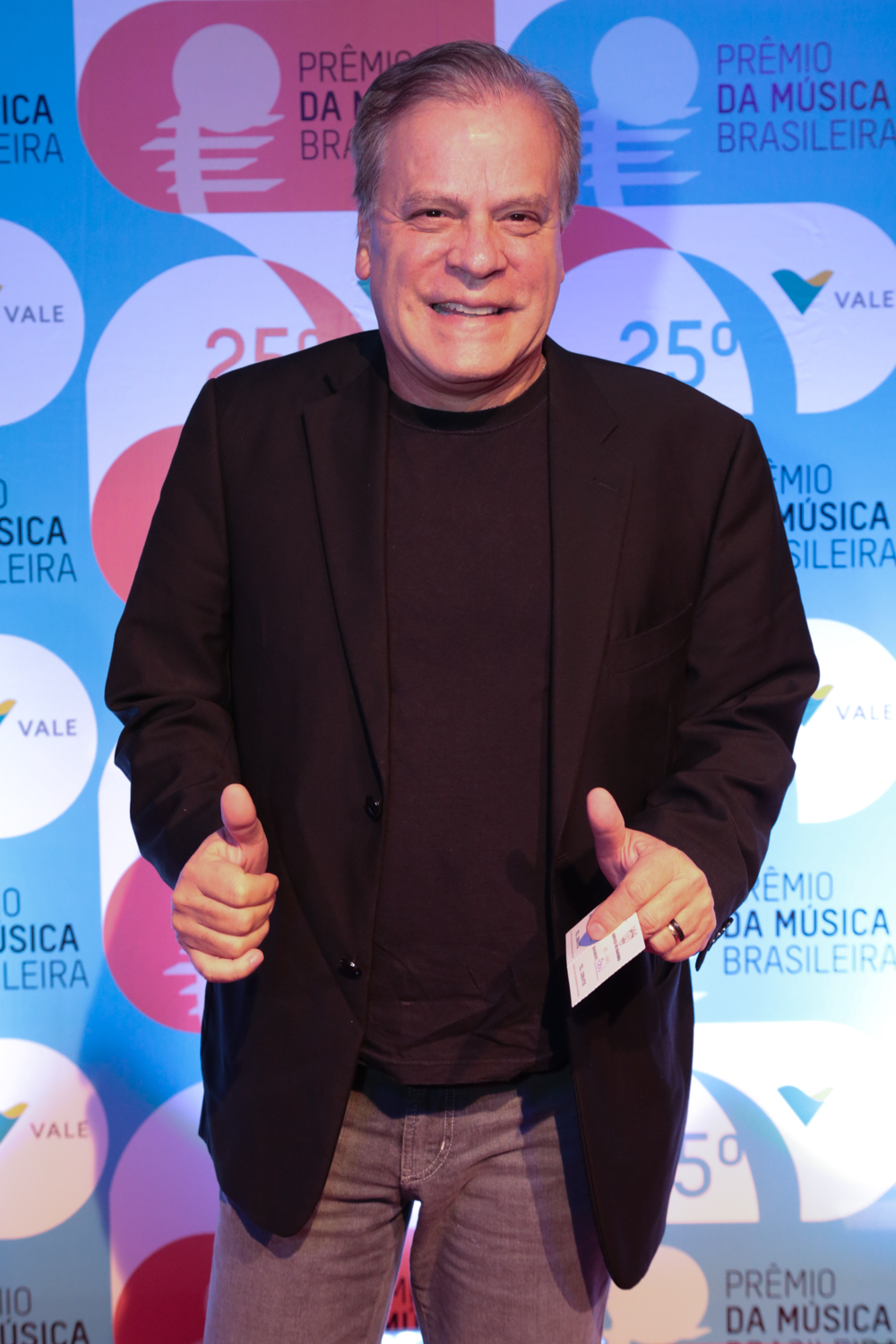
Chico Pinheiro

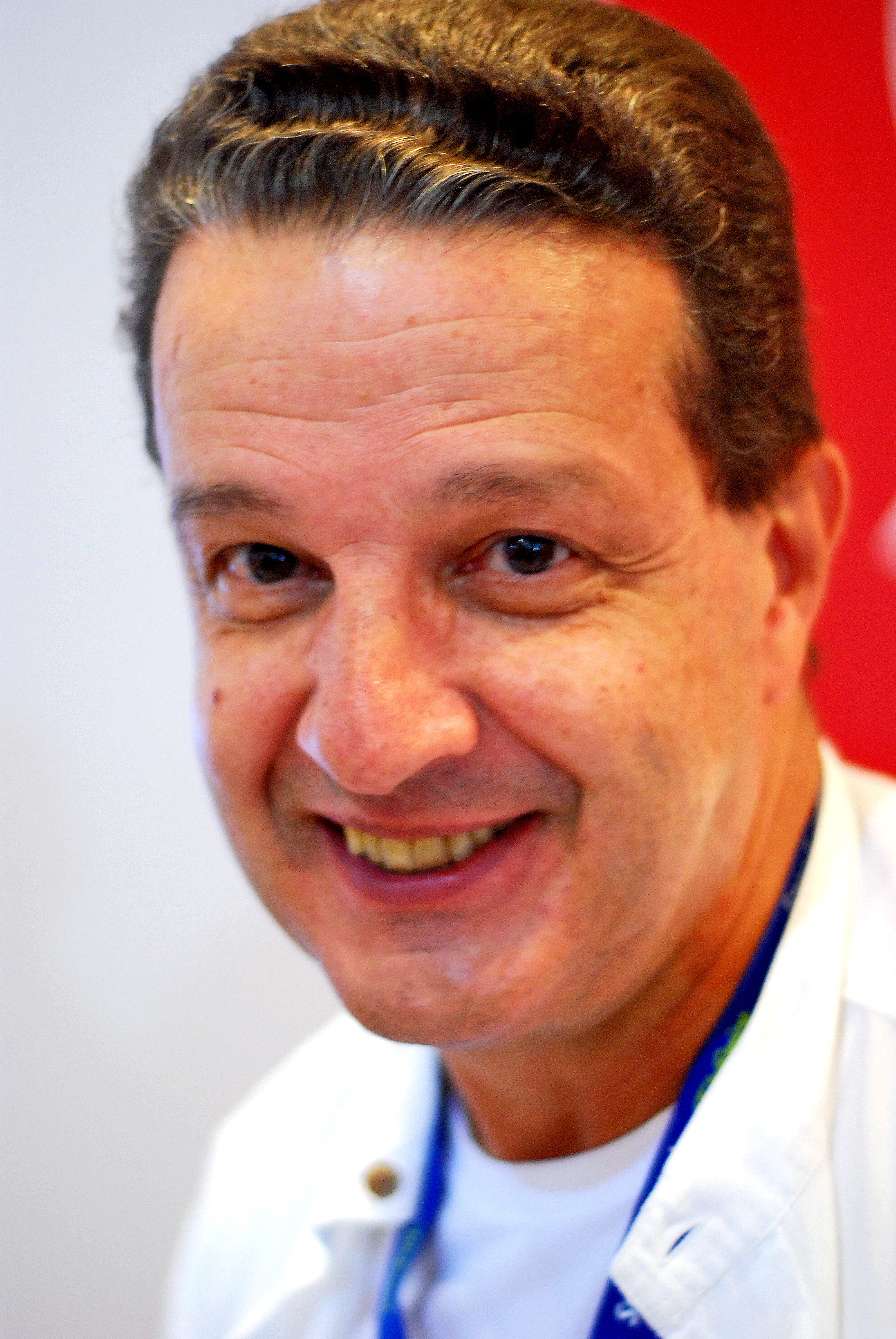
Juca Kfouri

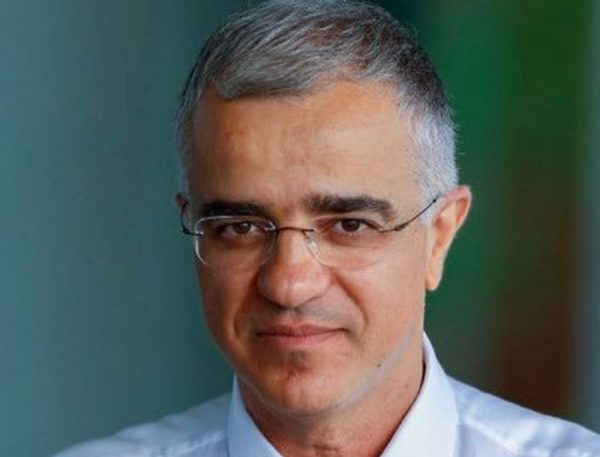
Kennedy Alencar

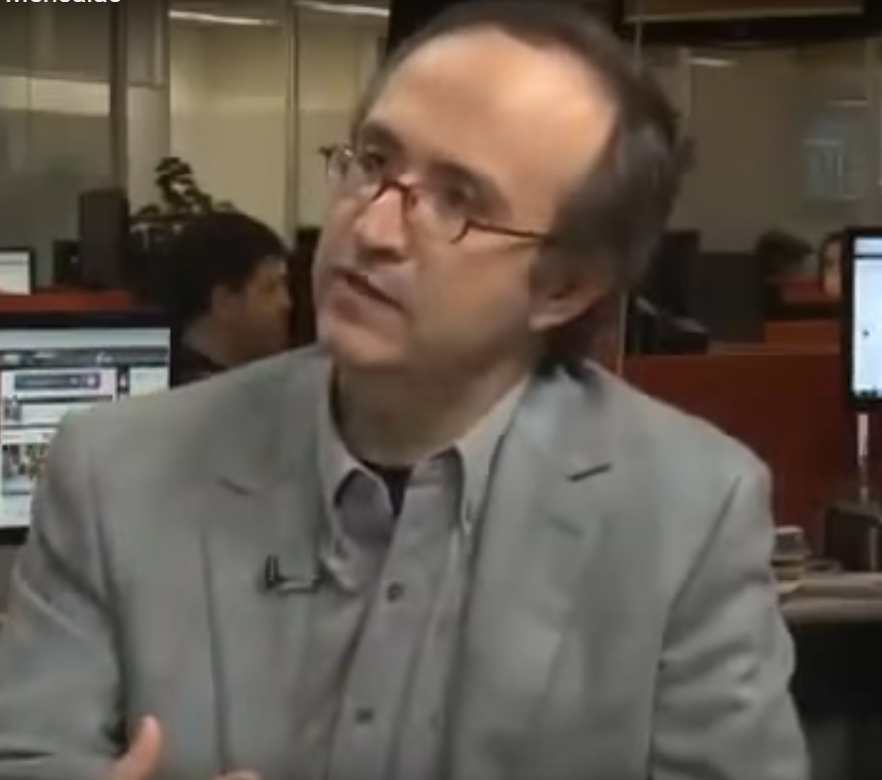
Reinaldo Azevedo

- André Henning, jornalista esportivo e locutor.[6]
- Antero Greco, jornalista esportivo.[348]
- Antonia Pellegrino, jornalista e roteirista.[349]
- Arnaldo Bloch, jornalista.[350]
- Arnaldo Ribeiro, jornalista esportivo.[188]
- Casimiro, jornalista e streamer.[351]
- Caio Blinder, jornalista.[352]
- Chico Pinheiro, jornalista.[188]
- Cristina Serra, jornalista.[188]
- Cynara Menezes, jornalista política.[188]
- Eliane Brum, jornalista e documentarista.[188]
- Flávia Oliveira, jornalista política.[353]
- Flavio Gomes, jornalista esportivo.[188]
- Florestan Fernandes Jr., jornalista político.[188]
- Hildegard Angel, jornalista.[354]
- Jamil Chade, jornalista internacional.[188]
- Joel Pinheiro da Fonseca, jornalista e filósofo.[355]
- Juca Kfouri, jornalista esportivo.[188]
- Kennedy Alencar, jornalista político.[188]
- Leonardo Attuch, jornalista.[356]
- Leonardo Sakamoto, jornalista e cientista político.[188]
- Luis Nassif, jornalista.[357]
- Marcos Uchôa, jornalista.[358]
- Mauro Beting, jornalista.[359]
- Mauro Cezar Pereira, jornalista esportivo.[360]
- Milly Lacombe, jornalista esportiva.[188]
- Osmar Santos, jornalista e locutor esportivo.[6]
- Pablo Capilé, jornalista.[188]
- Paulo Moreira Leite, jornalista.[361]
- Rachel Sheherazade, jornalista política.[362]
- Reinaldo Azevedo, jornalista.[363]
- Renato Rovai, jornalista.[188]
- Rene Silva, jornalista e ativista.[364]
- Ricardo Noblat, jornalista.[365]
- Ruth de Aquino, jornalista.[286]
- Sidney Gusman, editor e jornalista.[366]
- Xico Sá, jornalista.[188]
- Zeca Camargo, jornalista e apresentador.[367]

## Celebridades
- Alanzoka, streamer.[368]
- Angélica, apresentadora.[369]
- Astrid Fontenelle, apresentadora.[50]
- Bela Gil, apresentadora.[50]

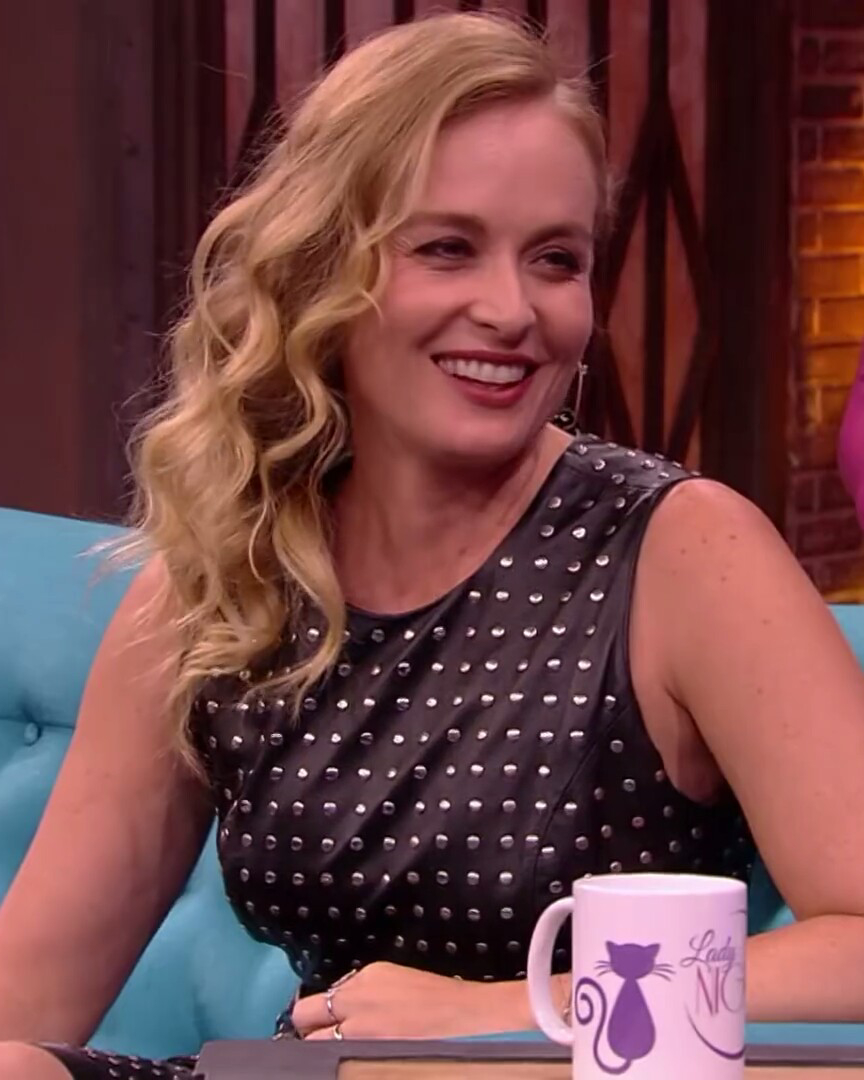
Angélica

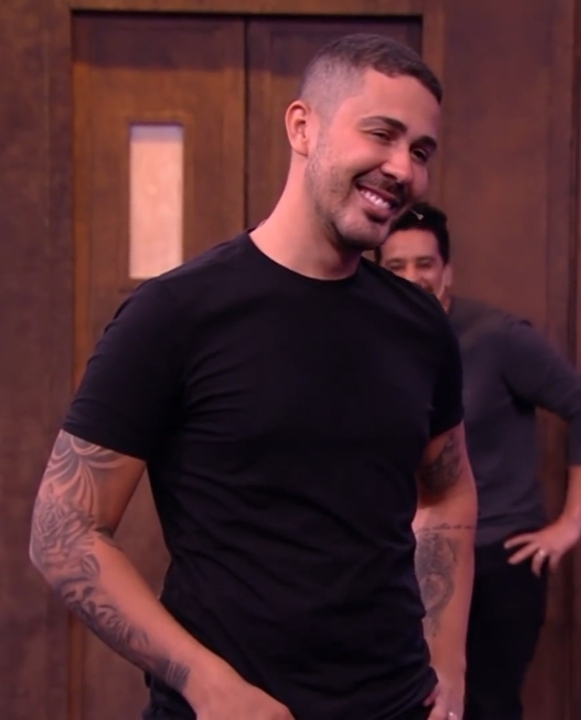
Carlinhos Maia

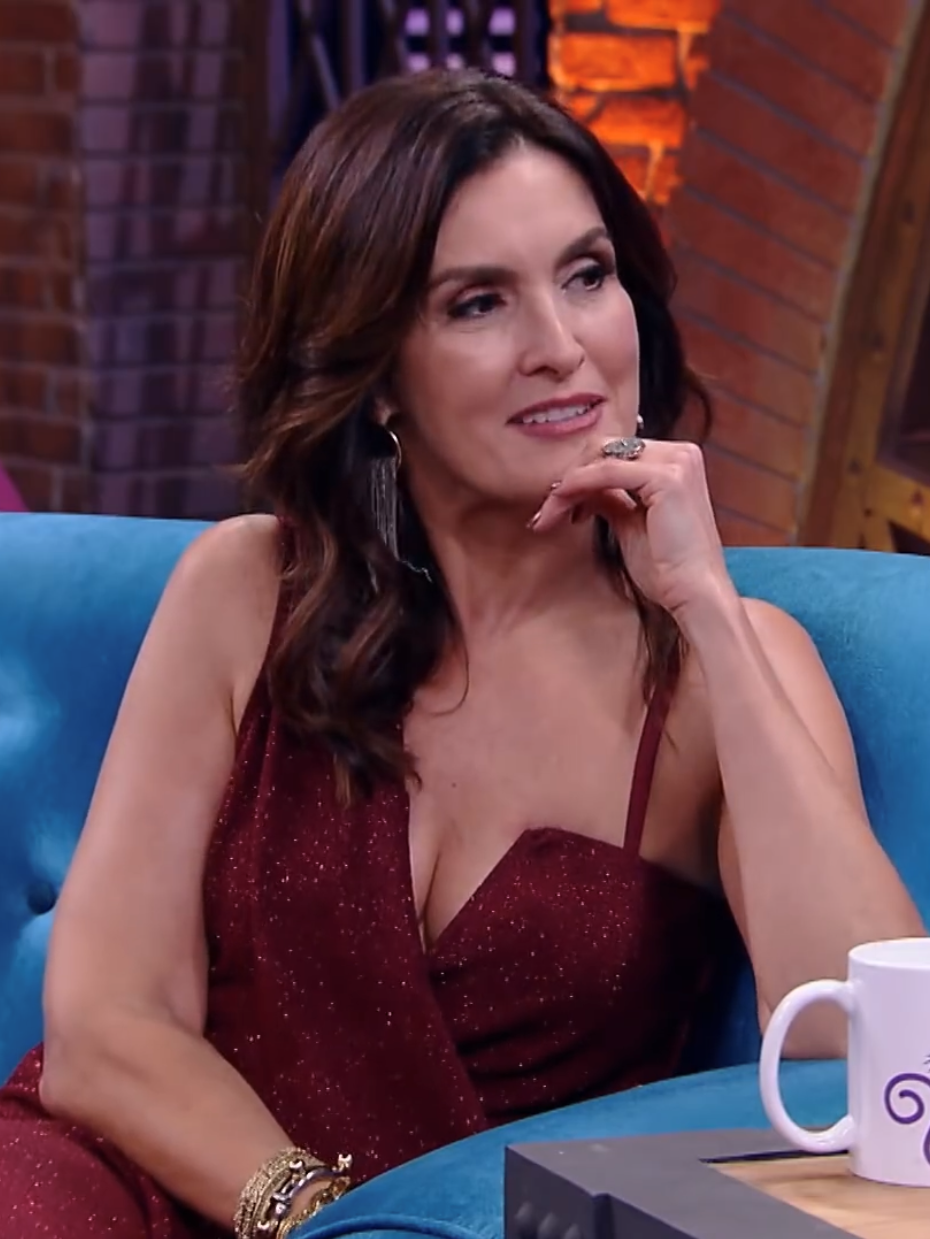
Fátima Bernardes

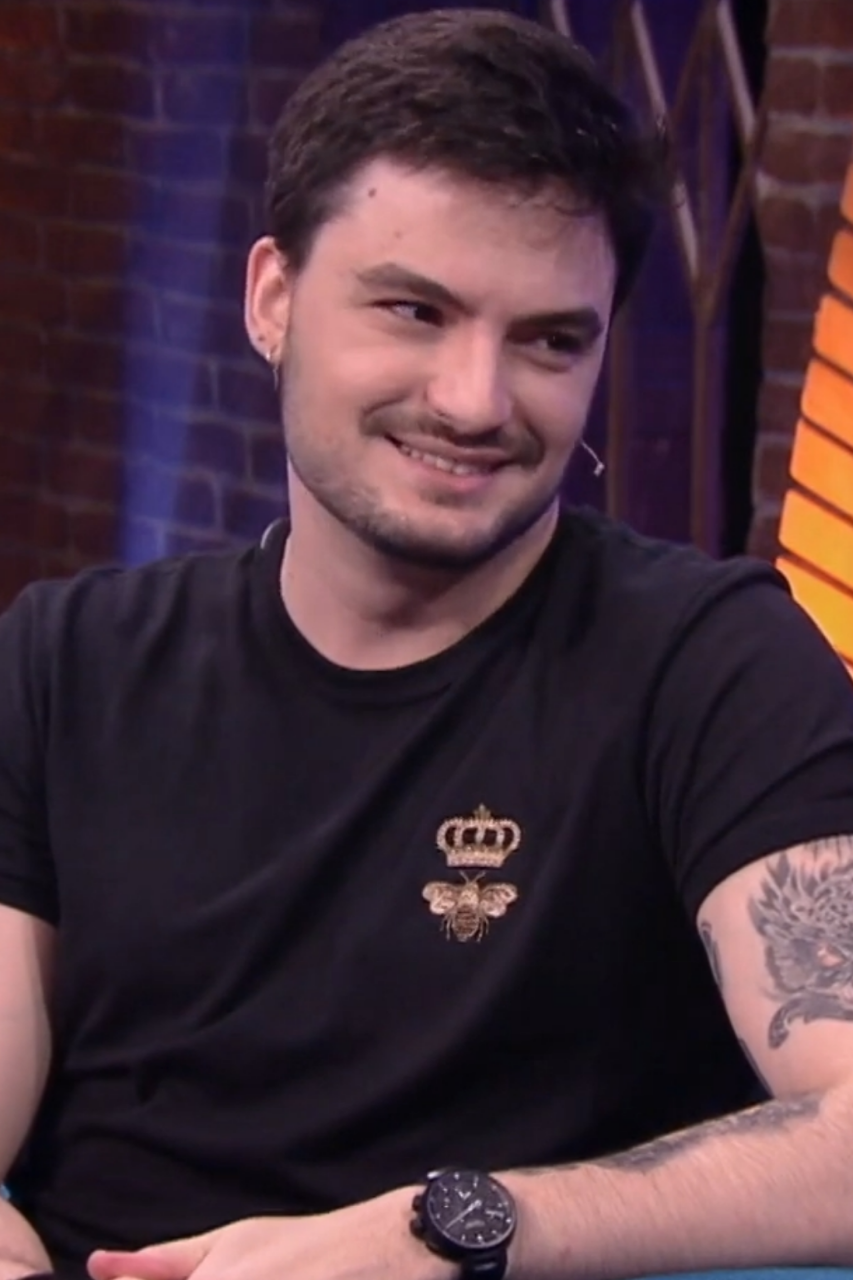
Felipe Neto

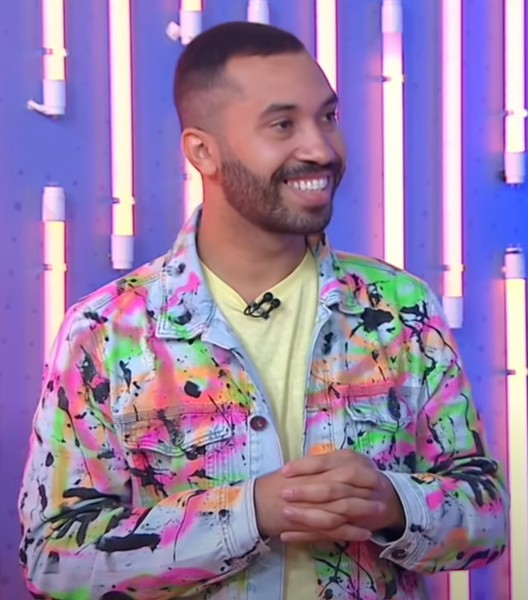
Gil do Vigor

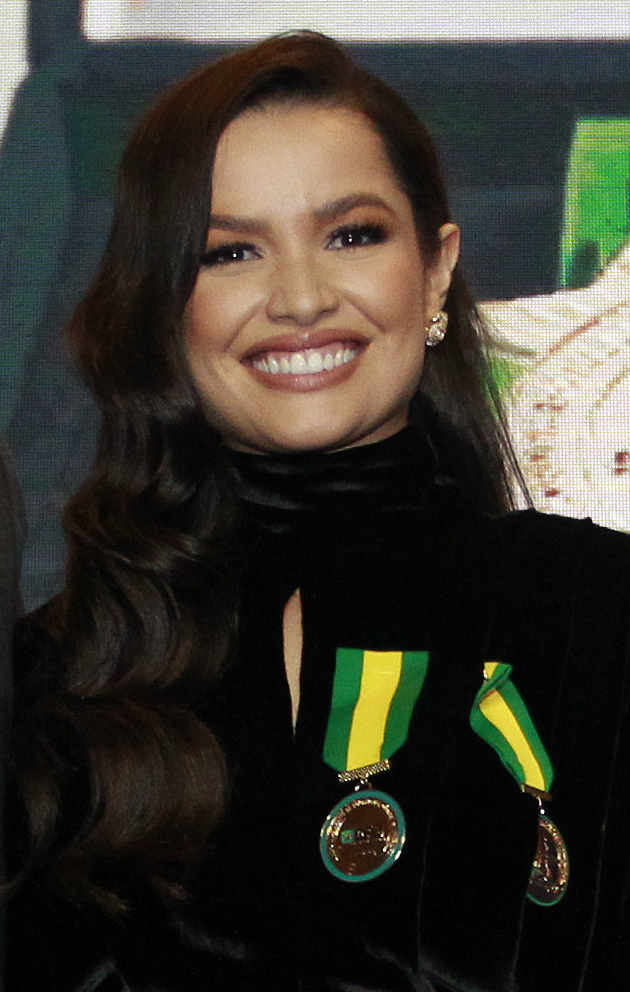
Juliette

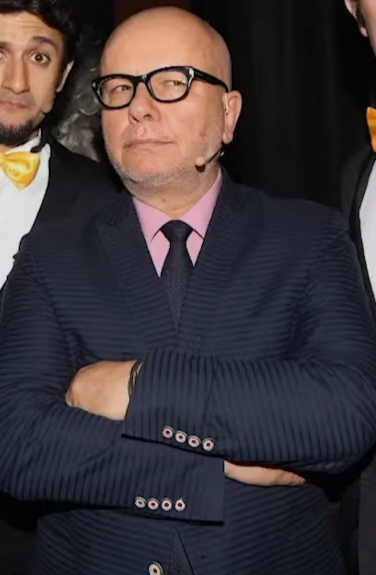
Marcelo Tas

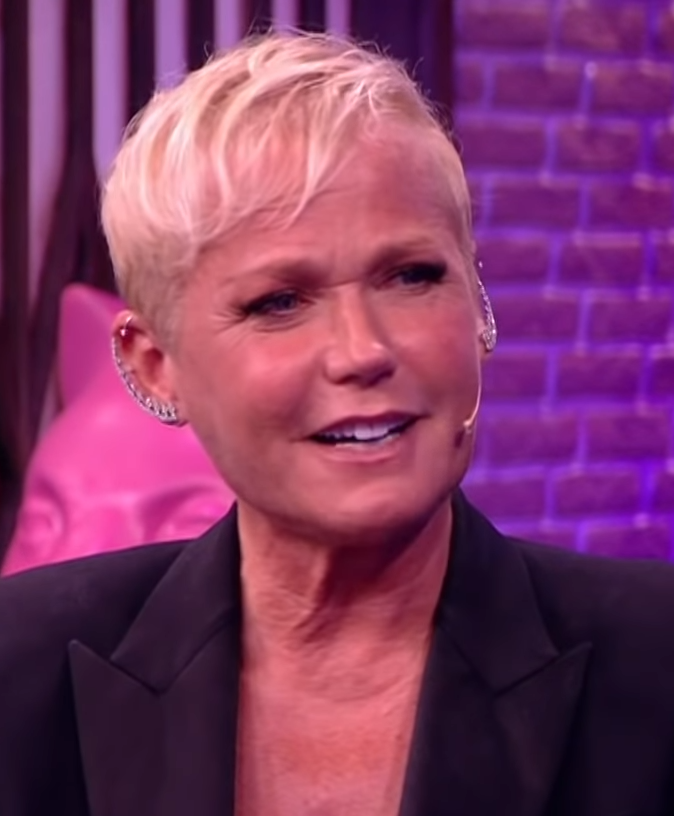
Xuxa

- Carlinhos Maia, influenciador digital.[370]
- Cauê Moura, youtuber.[371]
- Didi Effe, apresentador.[372]
- Fátima Bernardes, jornalista e apresentadora.[373]
- Felipe Castanhari, youtuber.[374]
- Felipe Neto, youtuber.[264]
- Fernanda Gentil, apresentadora.[277]
- Fernanda Lima, apresentadora e modelo.[375]
- Gaía Passarelli, apresentadora.[376]
- Gil do Vigor, economista e influenciador digital.[50]
- Giovanna Ewbank, modelo e apresentadora.[268]
- Giulia Be, influenciadora.[154]
- GKay, influenciadora digital.[281]
- Gleici Damasceno, influenciadora digital.[246]
- Juliette, advogada e influenciadora.[298]
- Luciano Huck, apresentador.[377]
- Luisa Mell, apresentadora.[238]
- Luiz Thunderbird, apresentador.[378]
- Manoel Soares, apresentador.[314]
- Marcelo Tas, apresentador.[195]
- Maria Cândida, apresentadora.[256]
- MariMoon, apresentadora.[379]
- Milton Cunha, carnavalesco.[380]
- Monique Evans, modelo.[381]
- Nath Finanças, youtuber.[382]
- Netinho de Paula, apresentador.[49]
- Nyvi Estephan, influenciadora digital.[374]
- Paola Carosella, chefe de cozinha e apresentadora.[50]
- PC Siqueira, youtuber.[383]
- Pequena Lo, psicóloga e influenciadora digital.[50]
- Rafa Kalimann, influenciadora digital.[384]
- Ronaldo Fraga, estilista.[269]
- Rodrigo Hilbert, apresentador.[375]
- Sarah Oliveira, apresentadora.[385]
- Titi Müller, apresentadora.[259]
- Thelma Assis, médica.[246]
- Washington Olivetto, publicitário.[386]
- Xuxa, apresentadora.[387]

## Internacional

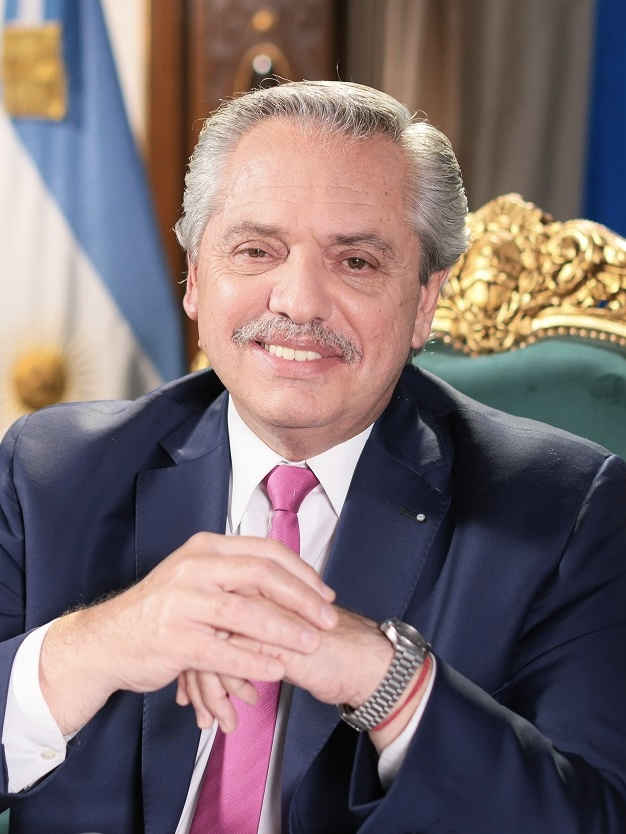
Alberto Fernández

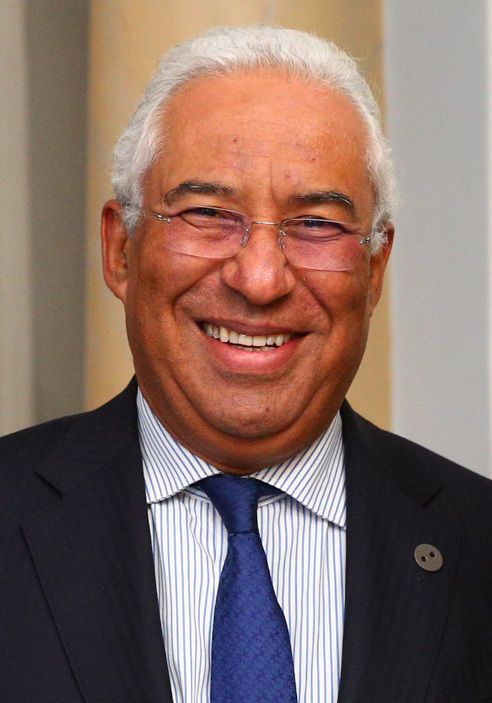
António Costa

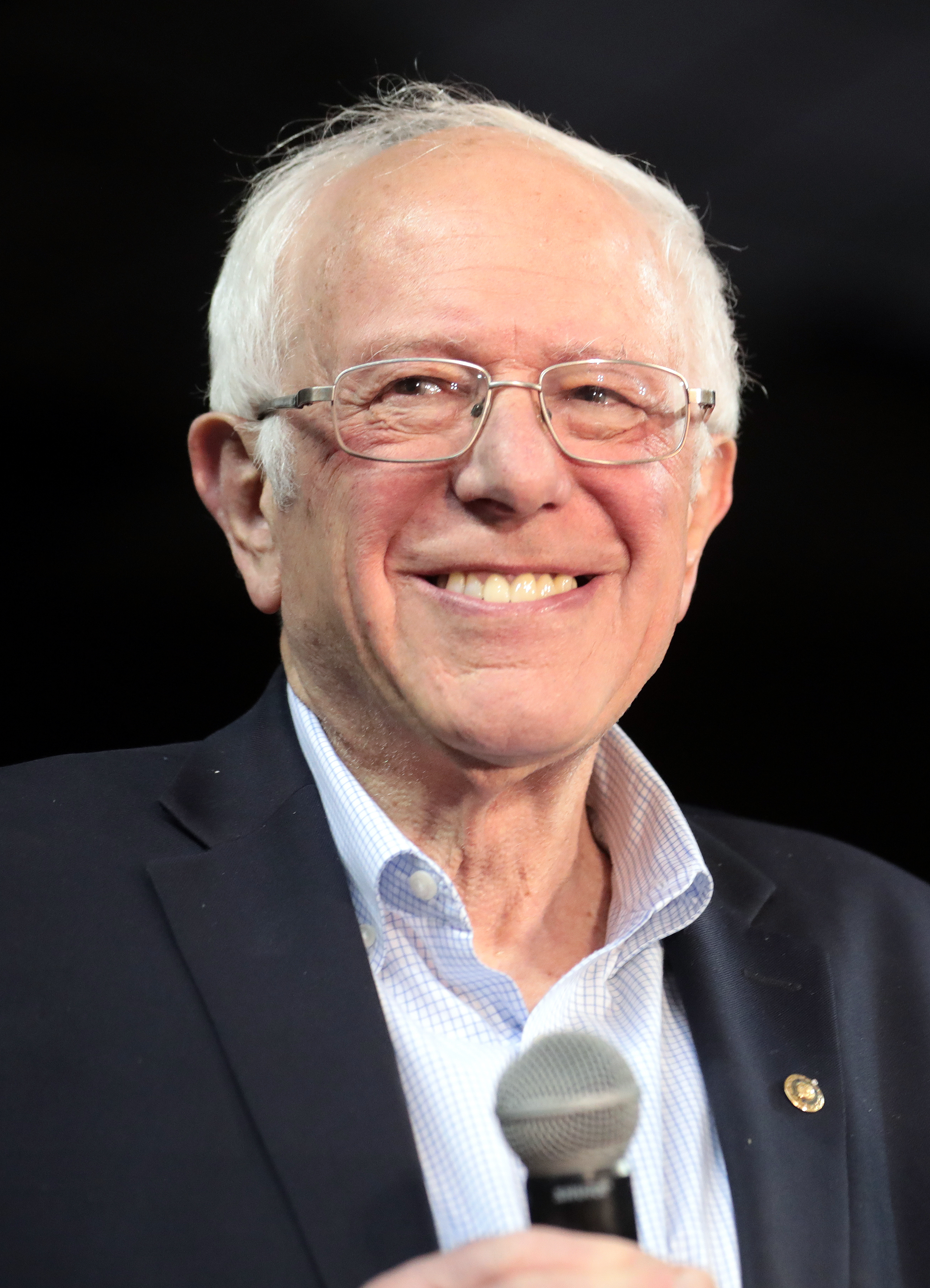
Bernie Sanders

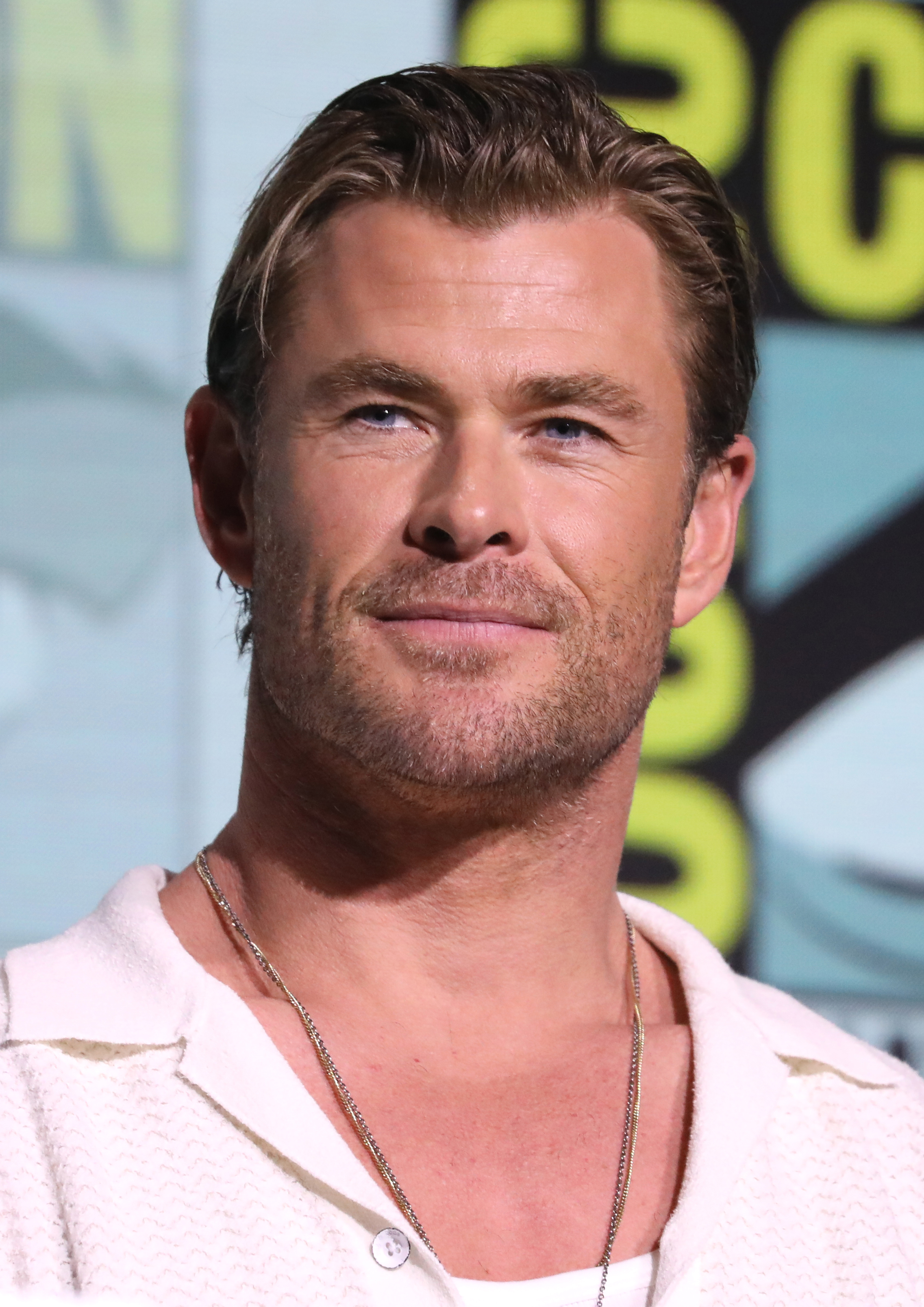
Chris Hemsworth

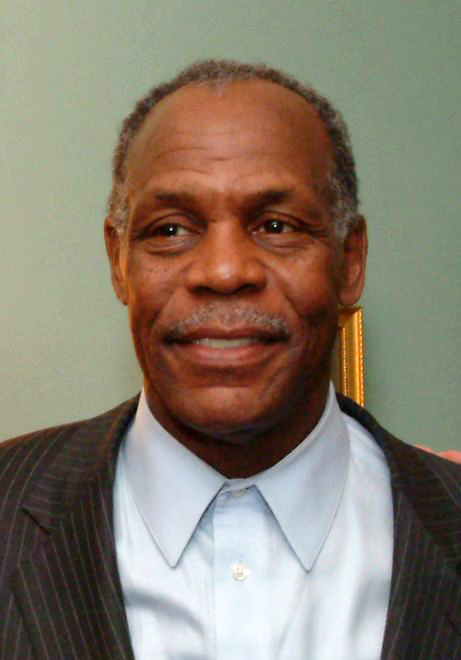
Danny Glover

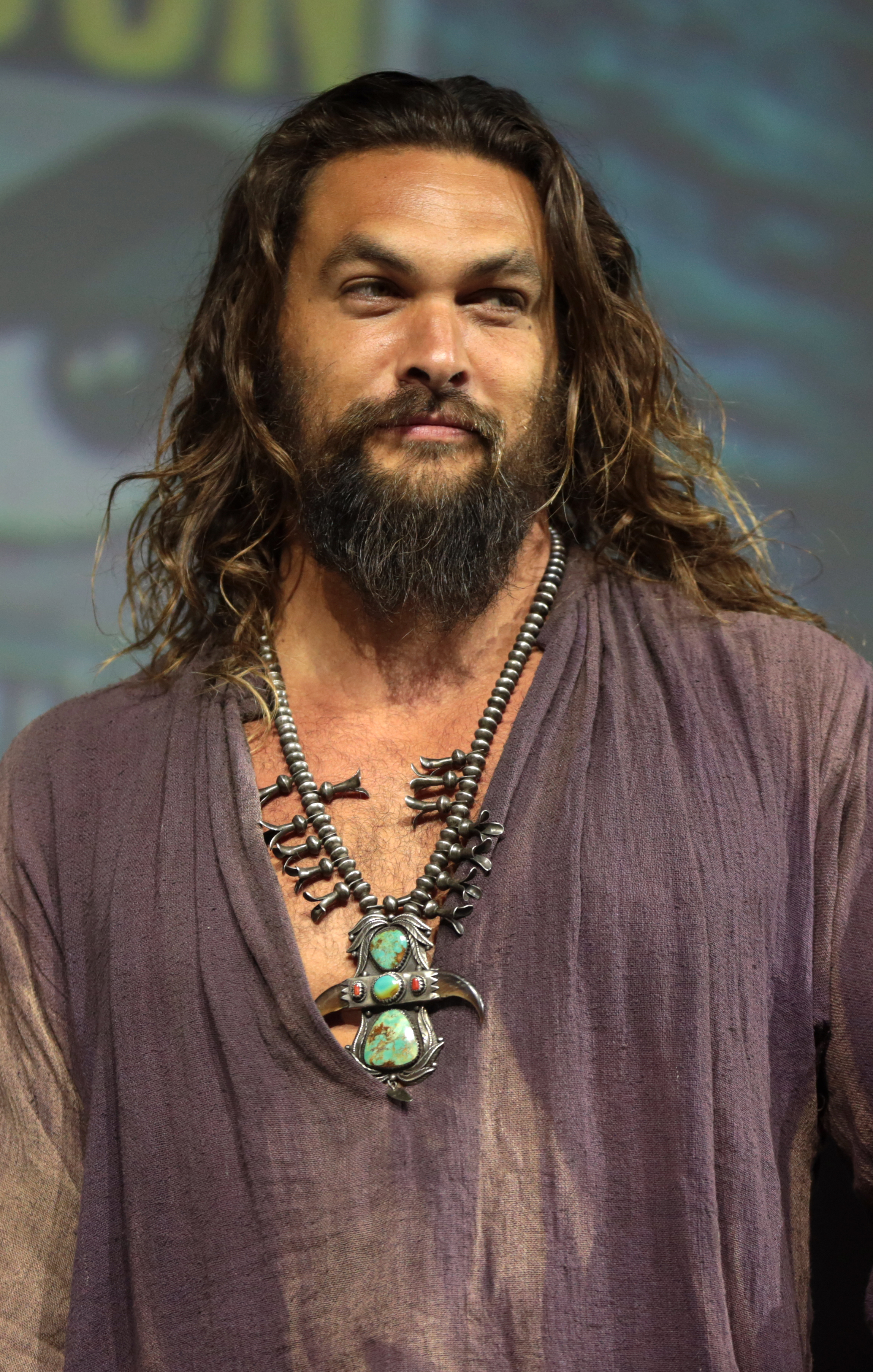
Jason Momoa

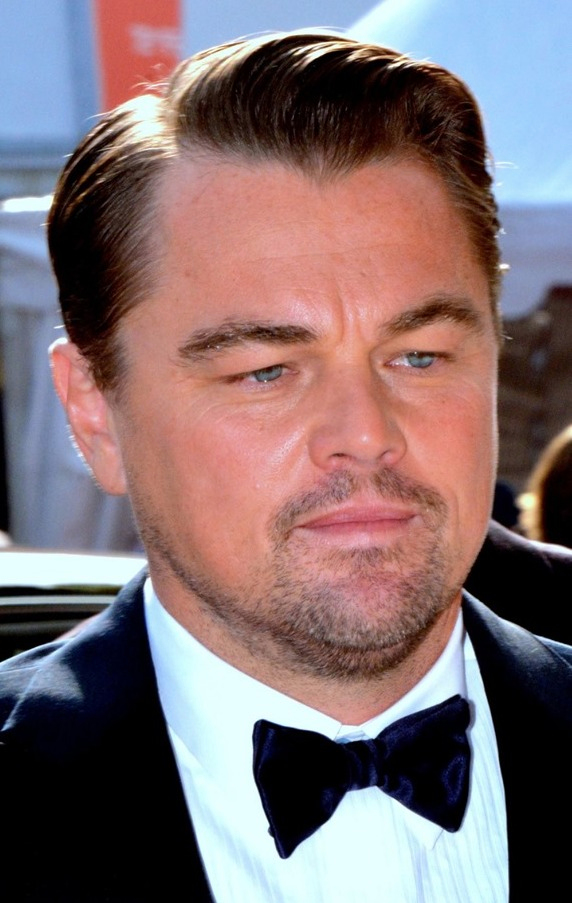
Leonardo Dicaprio

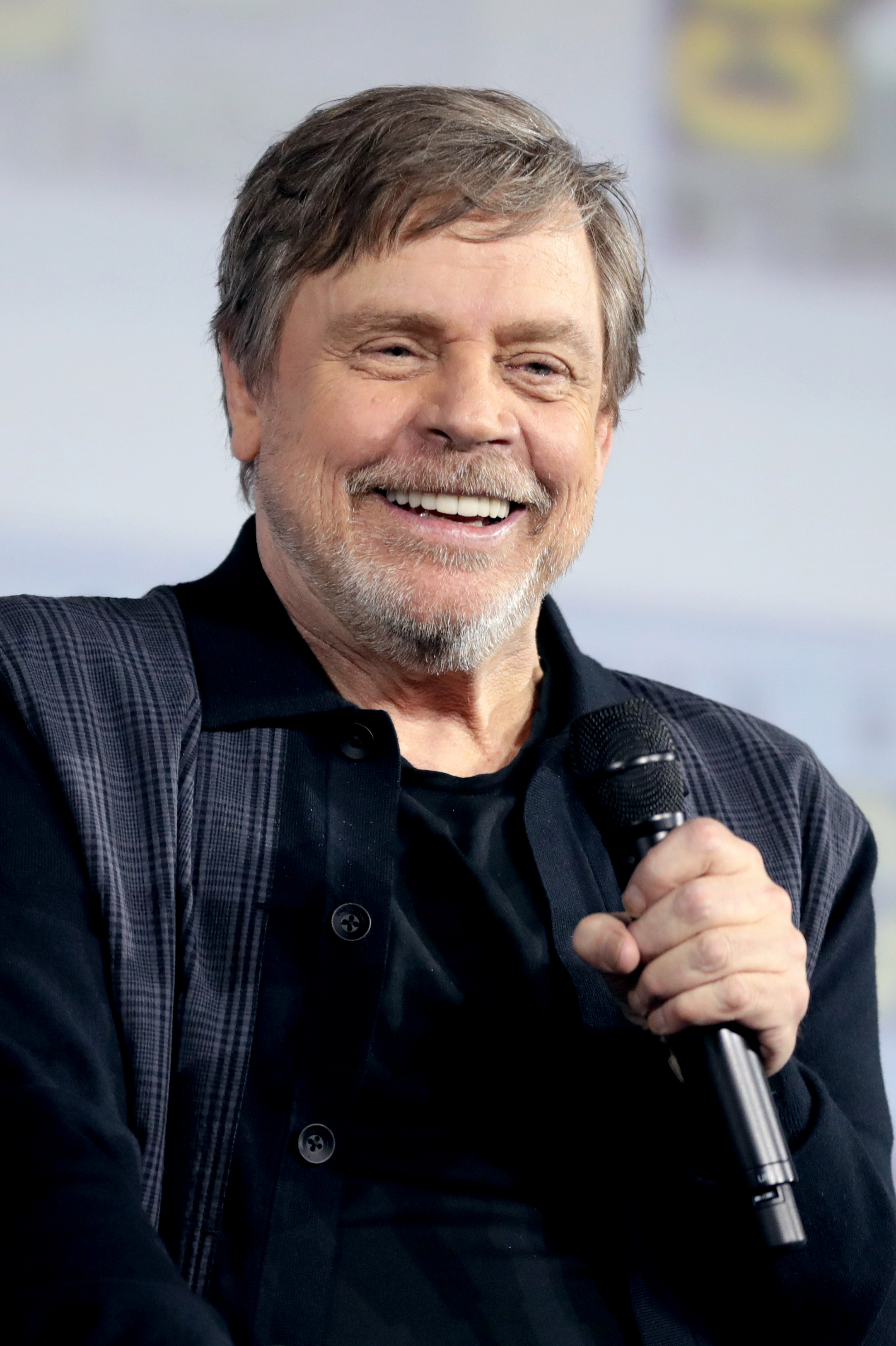
Mark Hamill

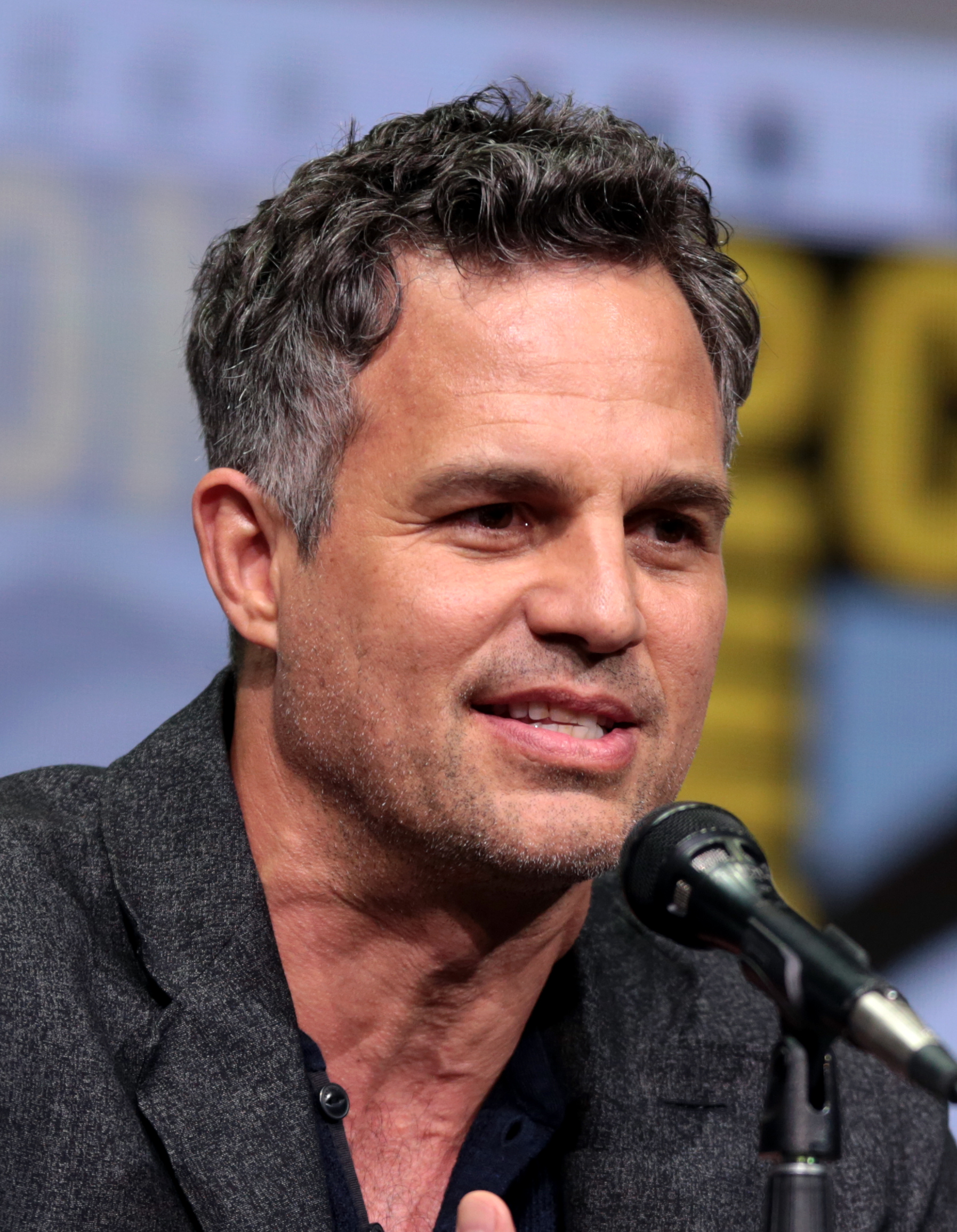
Mark Ruffalo

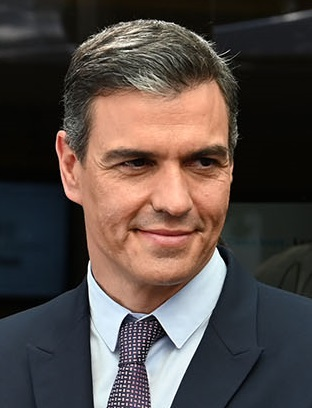
Pedro Sánchez

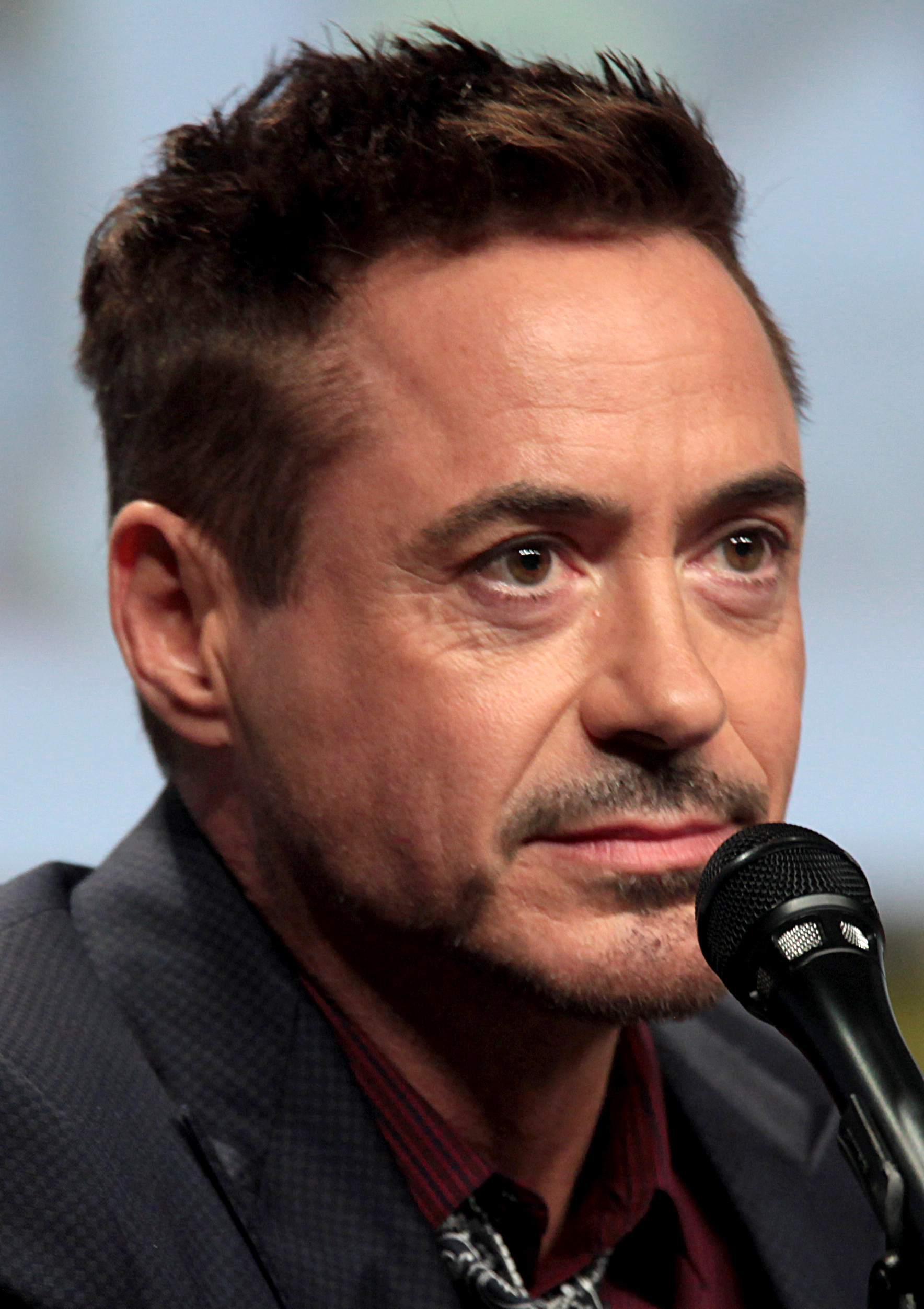
Robert Downey Jr.

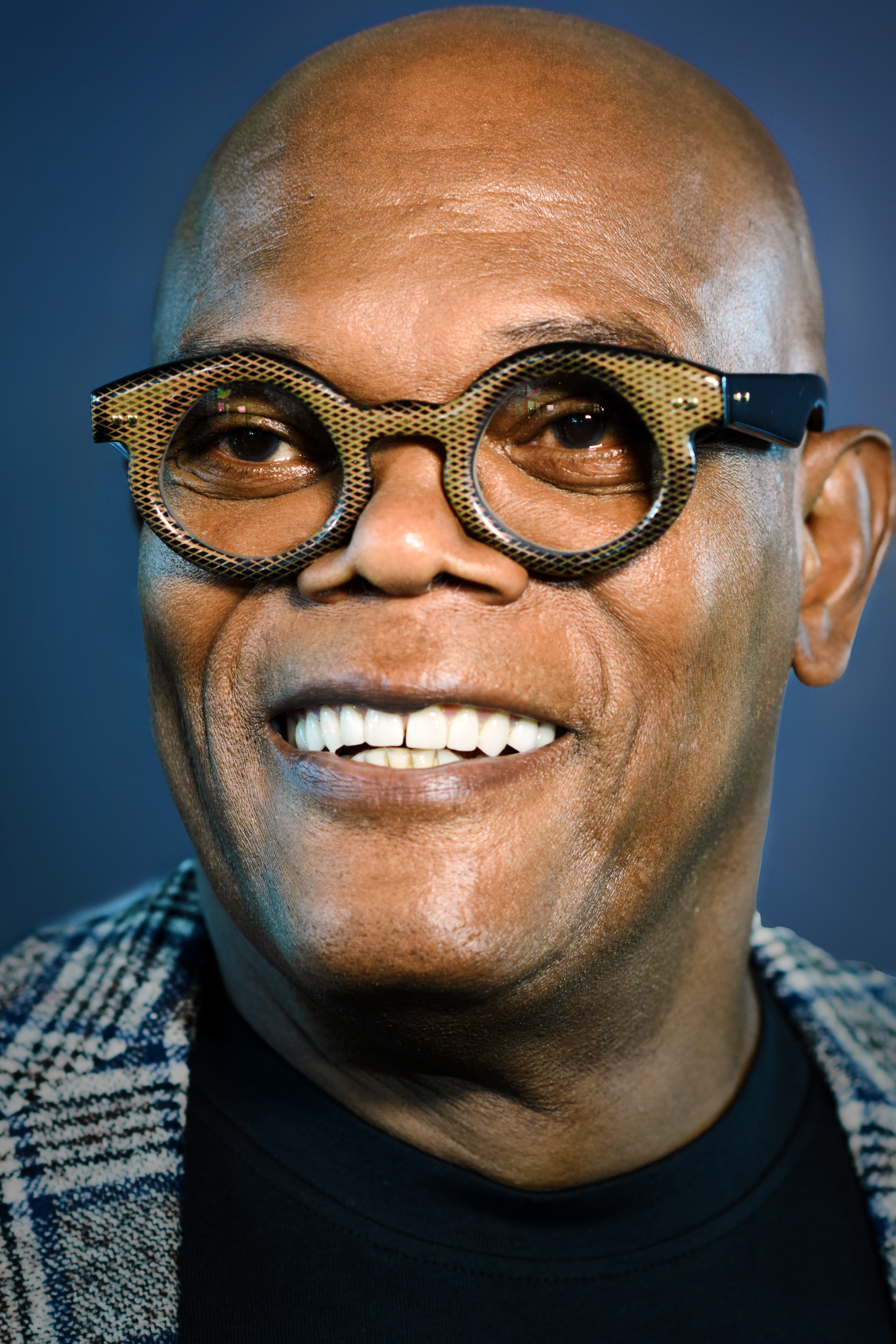
Samuel L. Jackson

[[Ficheiro:Bono singing in Indianapolis on Joshua Tree Tour 2017 9-10-17.jpg|thumb|upright=0.7|Bono

### Políticos
- Ada Colau, política espanhola, prefeita de Barcelona.[388]
- Alberto Fernández, político argentino, Presidente da Argentina.[389]
- António Costa, político português, Primeiro-ministro de Portugal.[390]
- Bernie Sanders, político estadunidense, Senador dos Estados Unidos.[391]
- Daniel Ortega, político nicaraguense, Presidente da Nicarágua desde 2007.[392]
- Dominique de Villepin, político francês, Primeiro-ministro da França entre 2005 e 2007.[393]
- Elio Di Rupo, político belga, Primeiro-ministro da Bélgica entre 2011 e 2014.[393]
- Enrico Letta, político italiano, Primeiro-ministro da Itália entre 2013 e 2014.[393]
- Evo Morales, político boliviano, Presidente da Bolívia entre 2006 e 2019.[394]
- François Hollande, político francês, Presidente da França entre 2012 e 2017.[393]
- Giuseppe Conte, político italiano, Primeiro-ministro da Itália entre 2018 e 2021.[395]
- Gabriel Boric, político chileno, Presidente do Chile.[389]
- Gustavo Petro, político colombiano, Presidente da Colômbia.[396]
- Jeremy Corbyn, político britânico, líder do Partido Trabalhista.[397]
- José Luiz Zapatero, político espanhol, presidente do governo da Espanha entre 2004 e 2011.[398]
- José Mujica, político uruguaio, presidente do Uruguai entre 2010 e 2015.[399]
- Luis Arce, político boliviano, Presidente da Bolívia.[389]
- Massimo d'Alema, político italiano, Primeiro-ministro da Itália entre 1998 e 2000.[393]
- Micheline Calmy-Rey, política suíça, presidente da Suíça em 2011.[393]
- Miguel Díaz-Canel, político cubano, Presidente de Cuba.[400]
- Pedro Sánchez, político espanhol, Primeiro-ministro da Espanha.[401]
- Roberto Gualtieri, político italiano, prefeito de Roma.[390]
- Yanis Varoufakis, político grego, Ministro das Finanças da Grécia em 2015.[402]

### Personalidades
- Adolfo Pérez Esquivel, escultor argentino, prêmio Nobel da Paz em 1980.[403]
- Alan Moore, escritor e quadrinista britânico.[404]
- Alfonso Herrera, ator mexicano.[314]
- Amanda Lear, cantora francesa.[314]
- Ben McKee, músico estadunidense.[405]
- Benedict Wong, ator britânico.[406]
- Bill Pullman, ator estadunidense.[405]
- Bono, músico irlandês.[407]
- Chris Hemsworth, ator australiano.[408]
- Christian Chávez, ator mexicano.[405]
- Danny Glover, ator estadunidense.[405]
- Dan Reynolds, músico estadunidense.[409]
- Ed Begley Jr., ator estadunidense.[405]
- Finneas O'Connell, músico estadunidense.[410]
- Garbage, banda estadunidense.[314]
- Leonardo DiCaprio, ator estadunidense.[249]
- Lily Allen, cantora britânica.[410]
- Lisa Bonet, atriz estadunidense.[405]
- Jason Momoa, ator australiano.[411]
- Mark Hamill, ator estadunidense.[411]
- Mark Ruffalo, ator estadunidense.[411]
- Naomi Campbell, modelo britânica.[410]
- Neil Gaiman, escritor e quadrinista britânico.[412]
- Noam Chomsky, linguista estadunidense.[413]
- Oliver Stone, cineasta estadunidense.[414]
- Phil Plait, astrônomo estadunidense.[40]
- Richard Dawkins, biólogo britânico.[40]
- Robert Downey Jr., ator estadunidense.[408]
- Roger Waters, músico britânico.[405]
- Samuel L. Jackson, ator estadunidense.[408]
- Tom Morello, músico estadunidense.[405]